# Liechtenstein
Liechtenstein [ˈlɪçtn̩ˌʃtaɪ̯n] (amtlich Fürstentum Liechtenstein) ist ein Binnenstaat im Alpenraum Mitteleuropas und der sechstkleinste Staat der Erde. Laut seiner Verfassung ist es ein Fürstentum, das als konstitutionelle Erbmonarchie auf demokratisch-parlamentarischer Grundlage organisiert ist. Das Haus Liechtenstein stellt den Landesfürsten; die Souveränität ist gleichermassen zwischen Fürst und Volk geteilt.
Der Alpenrhein bildet im Westen die Grenze zwischen den Alpenländern Liechtenstein und Schweiz; im Osten grenzt das Fürstentum an Österreich. Der Staat ist in zwei Wahlkreise und elf Gemeinden gegliedert. Hauptort und Fürstensitz ist Vaduz. Der flächengrösste Ort ist Triesenberg, der bevölkerungsreichste Ort Schaan. Die zusammengewachsenen Orte Schaan, Vaduz und Triesen bilden zusammen eine Agglomeration mit etwa 17'300 Einwohnern. Der stark kultivierte Norden (Unterland) und der weniger bewirtschaftete Süden (Oberland) charakterisieren die Landschaft des Fürstentums.
Liechtenstein ist mit 40'032 Einwohnern der kleinste Staat im deutschen Sprachraum. Amtssprache ist Deutsch (Genaueres unten). Die im Alltag gesprochenen liechtensteinischen Mundarten gehören dem Alemannischen an. Der Ausländeranteil beträgt rund 34 Prozent.
Das 1719 entstandene Fürstentum war bis 1806 ein reichsunmittelbares Territorium des Heiligen Römischen Reichs. Anschliessend wurde es Mitglied des Rheinbunds und ab 1815 des Deutschen Bundes und erlangte so die Souveränität. Wegen der Verbindungen der Landesfürsten zur Habsburgermonarchie lehnte sich Liechtenstein bis 1919 an Österreich an. Seit 1923 ist das Land über einen Zollvertrag verwaltungsmässig und wirtschaftlich eng mit der angrenzenden Schweiz verbunden. Damals wurde auch der Schweizer Franken als liechtensteinisches Zahlungsmittel eingeführt. Wirtschaftlich wirkten sich diese Schritte sehr positiv aus, ein starker Aufschwung Liechtensteins setzte aber erst nach dem Zweiten Weltkrieg ein.
Liechtenstein hat eine der höchsten Industriequoten der Welt mit rund 41 Prozent der Bruttowertschöpfung aus der Industrie und dem warenproduzierenden Gewerbe.
Wie die Schweiz ist Liechtenstein Mitglied der Vereinten Nationen (UNO) und der Europäischen Freihandelsassoziation (EFTA), hingegen nicht der Europäischen Union (EU); im Gegensatz zur Schweiz gehört Liechtenstein dem Europäischen Wirtschaftsraum (EWR) an.

## Landesname
Der Staatsname leitet sich vom Haus Liechtenstein ab, das seit der Gründung des Fürstentums 1719 das Staatsoberhaupt stellt. Der Name des Adelsgeschlechts wiederum wird häufig auf einen lichten (hellen) Stein zurückgeführt, beispielsweise heisst es, die Stammburg des Geschlechts, Burg Liechtenstein in Niederösterreich, sei im 12. Jahrhundert auf einem hellen Felsen errichtet worden.
Ausgesprochen wird der Staatsname im Standardhochdeutschen mit kurzem i. In den liechtensteinischen Dialekten wird der Digraph ie hingegen als Doppellaut (Diphthong) realisiert, etwa wie «Liacht». Das war wohl auch die ursprüngliche Aussprache des Adelsnamens. Das deutsche Wort «licht», ursprünglich ebenfalls «lieht» oder «liecht» geschrieben und mit Doppellaut ausgesprochen, unterlag der frühneuhochdeutschen Monophthongierung und wird daher schon seit langem als «licht» geschrieben und gesprochen, ein Prozess, den die oberdeutschen Dialekte allerdings nicht mitmachten. Lediglich die Schreibung als «liecht» war noch bis ins 17. Jahrhundert üblich, ist dann aber nach und nach verschwunden. Im Adelsnamen und Staatsnamen Liechtenstein blieb die alte Schreibung jedoch erhalten, weil die Fürstenfamilie sie als Unterscheidungsmerkmal zu anderen Adelsgeschlechtern konservierte.
Der Beiname «Fürstentum» geht ebenfalls auf die Gründung zurück. Das Haus Liechtenstein benötigte ein reichsunmittelbares Territorium, um zum Reichsfürstenrat des Heiligen Römischen Reichs zugelassen zu werden. Das gelang mit dem Kauf der Herrschaften Schellenberg und Vaduz, die seitdem das Fürstentum Liechtenstein bilden. Nach dem Ende des Heiligen Römischen Reichs 1806 blieb der Beiname erhalten, das Staatsoberhaupt trägt noch heute den in der Verfassung festgeschriebenen Titel Landesfürst.

## Geographie

### Territorium
Liechtenstein ist ein am rechten Rheinufer in den Alpen gelegener Kleinststaat, umgeben von den Schweizer Kantonen St. Gallen im Westen (auf der gegenüberliegenden Rheinseite) und Graubünden im Süden sowie dem österreichischen Bundesland Vorarlberg im Osten und Norden. Seine Staatsgrenze zur Schweiz im Westen entspricht dem Rheinverlauf, während die südliche und östliche Staatsgrenze vom Alpen-Hochgebirge, dem Rätikon, geprägt ist. Die Grenze zu Österreich verläuft grösstenteils auf dem Gebirgsgrat. Neben Usbekistan ist Liechtenstein einer von weltweit zwei Binnenstaaten, die ausschliesslich von Binnenstaaten umgeben sind und wird deshalb auch als Doppelter Binnenstaat bezeichnet.
Das Land bedeckt eine Fläche von 160,477 Quadratkilometern und ist damit der viertkleinste Staat Europas und sechstkleinste der Erde. Es misst an seiner längsten Stelle 24,77 Kilometer und an seiner breitesten 12,35 Kilometer.
Liechtenstein grenzt auf 41,2 Kilometern an die Schweiz, wovon 27,2 Kilometer auf den Kanton St. Gallen und 14 Kilometer auf den Kanton Graubünden entfallen. Die Länge der Staatsgrenze mit der Republik Österreich (Bundesland Vorarlberg) beträgt 36,7 Kilometer. Grösster Ort nach Einwohnern ist Schaan.
Auf der Alp Bargälla, östlich von Gaflei, liegt circa 120 m südwestlich der saminatalseitigen Alphütte auf 1721 m ü. M. der geografische Mittelpunkt von Liechtenstein.

### Naturräumliche Gliederung

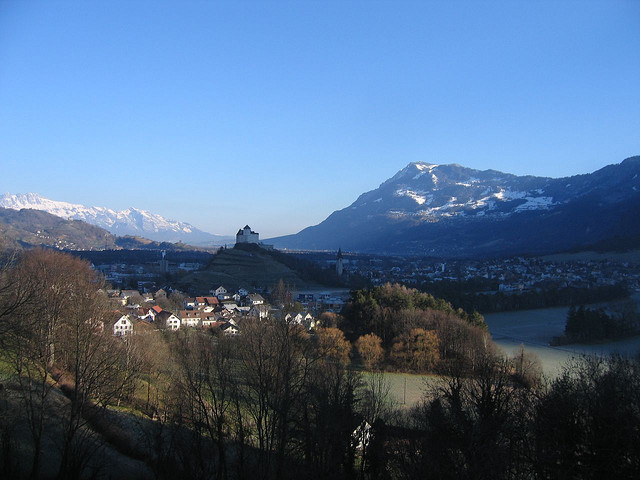
Blick nach Balzers und Triesenberg

Liechtenstein gliedert sich in zwei Landschaften, als Hauptsiedlungsraum das Rheintal im Westen und das Saminatal mit Nebentälern im Osten. Letzteres wechselt im weiteren Verlauf die Grenze und mündet bei Frastanz in den unteren Walgau Vorarlbergs. Dieser Landesteil ist durch einen 1000 bis über 2000 Meter hohen Bergkamm vom Rheintal getrennt, kaum besiedelt und macht etwa ein Drittel der Landesfläche aus.
Weiter gliedert man das Land in zwei Regionen, das Unterland und das Oberland. Das Unterland umfasst die Gemeinden nördlich von Schaan und Planken (etwa an der Linie der Drei Schwestern), während das Oberland den südlichen Teil des Fürstentums beinhaltet. Naturräumlich unterscheiden sich diese beiden Regionen darin, dass das Oberland stärker vom alpinen Gebirge geprägt ist, während sich das Unterland vorwiegend – ausgenommen der Eschnerberg – auf die Rheintalebene erstreckt.
Von der Landesfläche sind 11 Prozent Siedlungsraum, 33 Prozent landwirtschaftliche Nutzfläche, 41 Prozent Waldgebiet und 15 Prozent unproduktive Fläche.

### Geologie
Liechtenstein liegt am Westende des Rätikons und damit am geologischen Westende der Ostalpen. Das Land nimmt eine zentrale Stellung im ostwestalpinen Grenzbereich ein.
Der geologische Aufbau Liechtensteins wird in drei regional verschiedenen Meeresräumen gebildet, die sowohl zu verschiedenen Zeiten als auch in verschiedenen Fazies entstanden sind. Die Ablagerungsmilieus bilden in stockwerkartige Decken den dreiteiligen geologischen Aufbau des Fürstentums: Unten befinden sich die westalpinen, helvetischen Kalkalpen. Die Gesteine stammen aus dem Jura und aus der Kreide. Die Sedimentation erfolgte in einem Flachmeer, das allmählich tiefer wurde. Dabei entstanden neben Kalken auch Sandsteine und Mergel.
In der Mitte ist östlich des Rheins, an dem Liechtenstein im Westen grenzt, ein mächtiges Schichtpaket mit verschiedenen Flyschgesteinen. Sie werden dem Penninikum zugerechnet. Die Entstehung der Meeresablagerungen werden auf die obere Kreide und dem Alttertiär datiert. Ihre Zusammensetzung besteht aus Wechsellagerungen von Tonstein, Sandstein, Mergel, Kalksandstein. Die südliche Flyschzone wurde von einer Sedimentsmasse überschoben.
Das oberste geologische Stockwerk der Ostalpen wird von der Lechtaldecke gebildet, die in Liechtenstein in Schollen gegliedert ist.

### Geomorphologie
Geomorphologisch besteht Liechtenstein aus zwei Teilen: Auf der einen Seite befindet sich im Westen die Ebene entlang des Rheins, während auf der anderen Seite im Osten sich Hochgebirge befindet. Eine geologische Besonderheit besteht darin, dass das Westende des Rätikons das geologische Ende der Ostalpen als Bestandteil einer von Afrika abgerissenen Mikroplatte bildet. Die Gesteine der liechtensteinischen Gebirgs- und Hügellandschaft bestehen fast vollständig aus Meeressedimenten. Die Sedimente bestehen aus drei verschiedenen Schichten, die aus unterschiedlichen Gewässern stammen: Oben befindet sich die aus mehreren Schollen gebildete Lechtaldecke, die über einer grossen Flyschgesteinsschicht liegt. Unter der Flyschgesteinsschicht befinden sich die westalpinen Kalkalpen. Sie sind im Mesozoikum und im Tertiär im „Ur-Mittelmeer“ Tethys durch Lithogenese entstanden. Über tektonische Bewegungsvorgänge, die von Süden und Osten gelangten, über- und unterschoben sich die afrikanischen Platte mit den europäischen Decken des Helveticums sowie des Flyschs. Als Tektogenese ergaben sich Dehnungsprozesse, Faltungen, Metamorphosen, Verschuppungen sowie Bruchbildungen.
An steilen Talhängen bildeten sich kurze Wasserläufe. Dies führte zur Entstehung eingerissener Täler, Gräben, Rinnen und Tobeln. Durch das leicht verwitterbare Gestein des Flyschs sowie dem dort zugleich befindlichen Hauptdolomit, haben sich Schuttkegel und -halden gebildet. Am Ende der Würmkaltzeit, in der bis zu 1700 m hohe Gletscher auf dem Gebiet des heutigen Liechtensteins vorzufinden waren, lagerten sich Eisströme des Rheingletschers ab, die von Süden herantransportiertes Moränenmaterial mit sich trugen. Um 14.500 v. Chr. hatte sich der Rheingletscher endgültig aus dem liechtensteinischen Gebiet zurückgezogen. An der Südostflanke des Eschnerbergs kamen bis zu 1600 m lange Drumlins zum Vorschein.

#### Gebirge

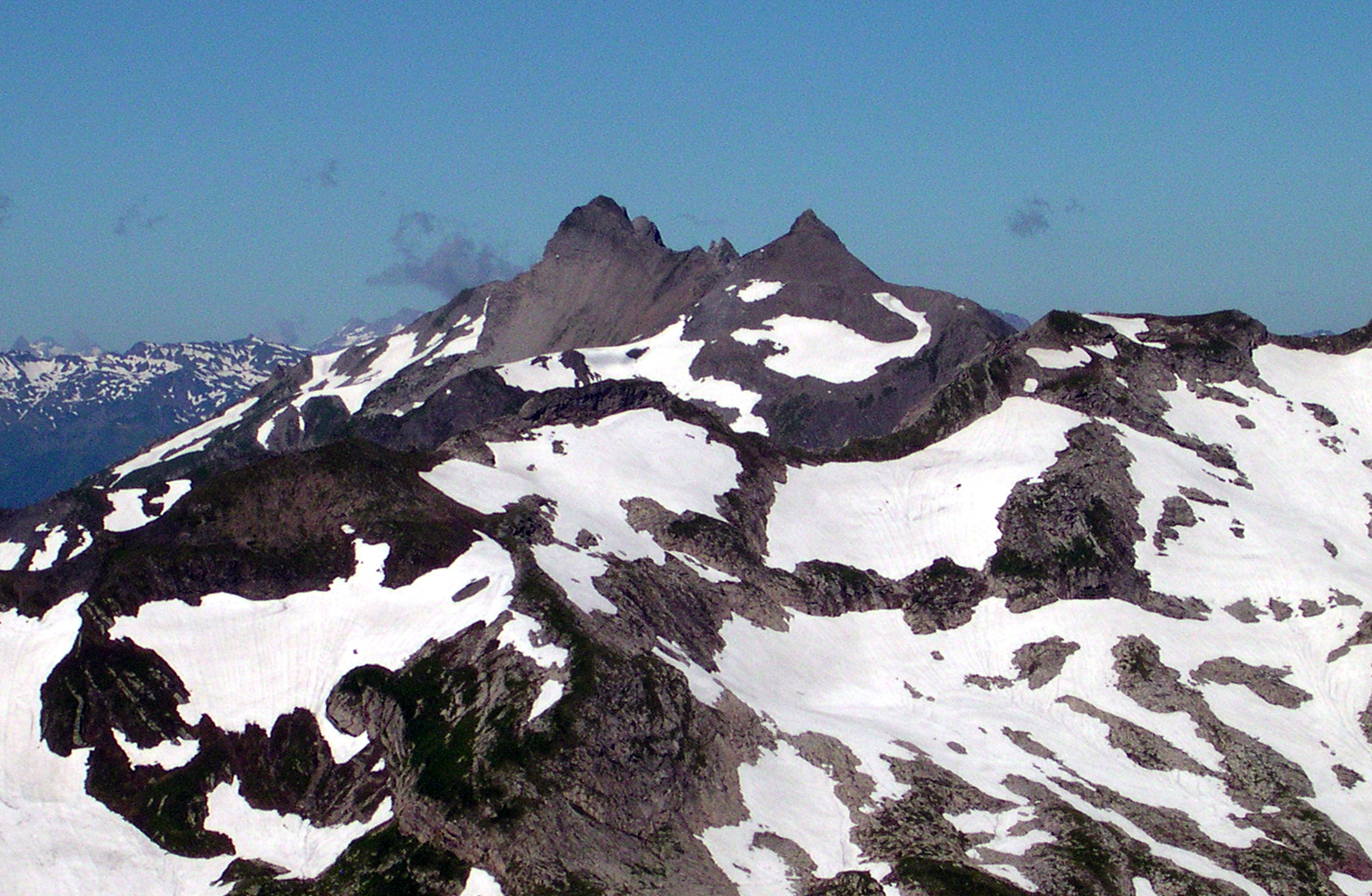
Der Vordere Grauspitz (l.)

Rund die Hälfte des liechtensteinischen Staatsgebietes ist Gebirge. Liechtenstein liegt dabei vollständig im Rätikon und ist so – je nach Einteilung der Alpen – den Ostalpen (Zweiteilung der Alpen) oder den Zentralalpen (Dreiteilung der Alpen) zuzuordnen.
Der höchste Punkt Liechtensteins ist der Vordere Grauspitz (Vordergrauspitz) mit einer Höhe von 2599 m ü. M., während den tiefsten Punkt das Ruggeller Riet mit einer Höhe von 430 m ü. M. darstellt.
Insgesamt gibt es in Liechtenstein 32 Berge mit einer Höhe von mindestens 2000 Metern.
Das Falknishorn ist mit 2452 m ü. M. der fünfthöchste Berg in Liechtenstein und stellt den südlichsten Punkt des Landes dar. Das Dreiländereck Liechtenstein–Graubünden–Vorarlberg ist der Naafkopf (2570 m ü. M.).
Neben den Gipfeln der Alpenkette, die zu den Kalkalpen gehören, ragen mit den Grenzbergen Fläscherberg (1135 m ü. M.) im Süden und dem Eschnerberg (698 m ü. M.) im Norden zwei Inselberge aus dem Rheintal, die zur helvetischen Decke bzw. Flyschzone der Alpen gehören. Der Eschnerberg stellt ein wichtiges Siedlungsgebiet im Liechtensteiner Unterland dar.

#### Gewässer

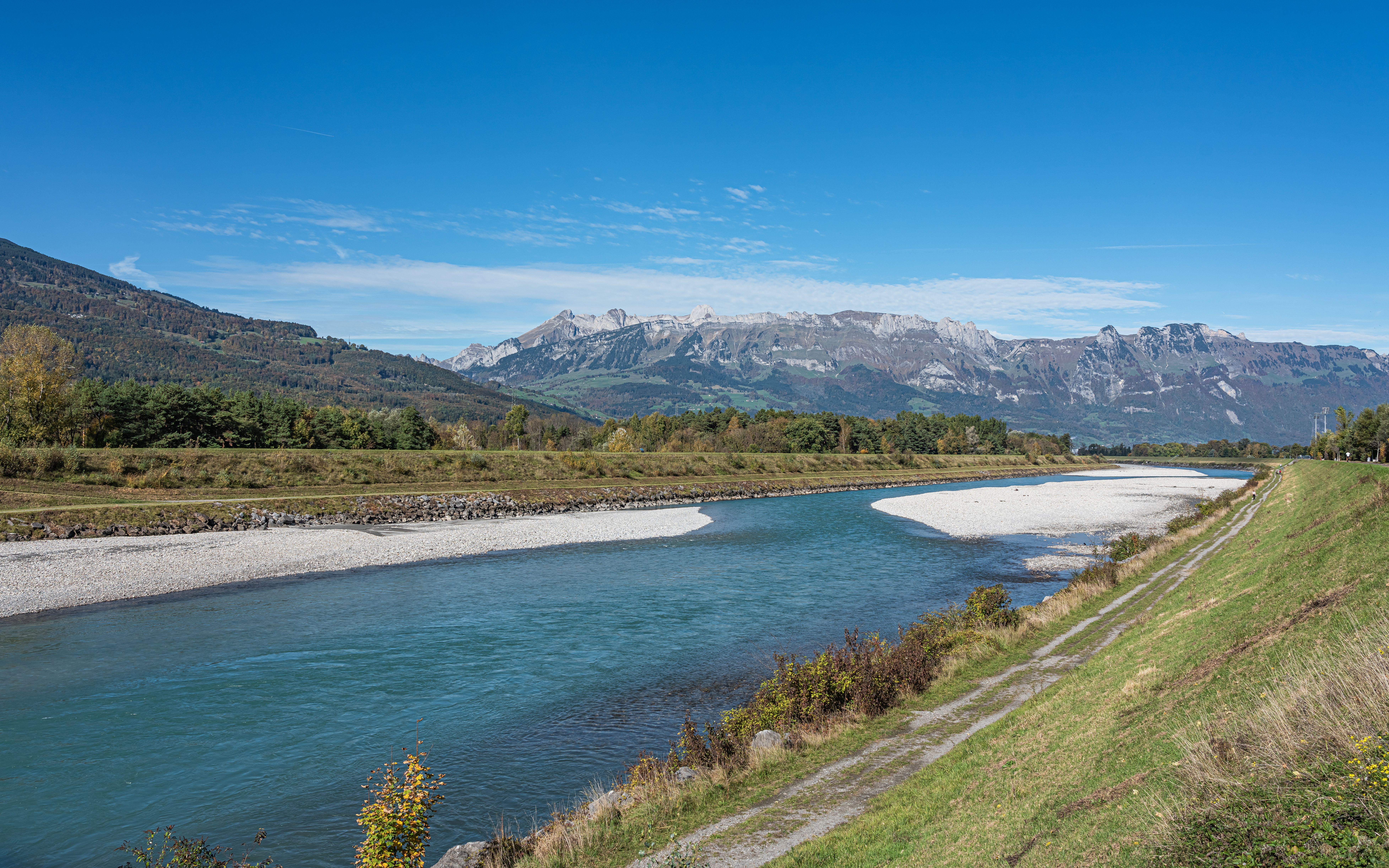
Der Rhein als Grenzfluss zur Schweiz

Der Rhein ist das wichtigste und grösste Gewässer in Liechtenstein. Auf einer Länge von etwa 27 Kilometern stellt er die natürliche Grenze zur Schweiz dar und besitzt grosse Bedeutung für die Wasserversorgung Liechtensteins. Daneben ist der Rhein ein wichtiges Naherholungsgebiet für die Bevölkerung.
Die Samina ist mit 10 Kilometern der zweitlängste Fluss des Fürstentums. Der Wildwasserfluss entspringt in Triesenberg und mündet in Österreich (bei Feldkirch) in die Ill.
Der einzige natürlich entstandene See in Liechtenstein ist das Gampriner Seelein, das erst 1927 durch eine Überschwemmung des Rheins mit gewaltiger Erosion gebildet wurde. Daneben gibt es weitere, künstlich angelegte Seen, die vorwiegend zur Stromgewinnung dienen. Einer davon ist der Stausee Steg, der grösste See Liechtensteins.

### Klima

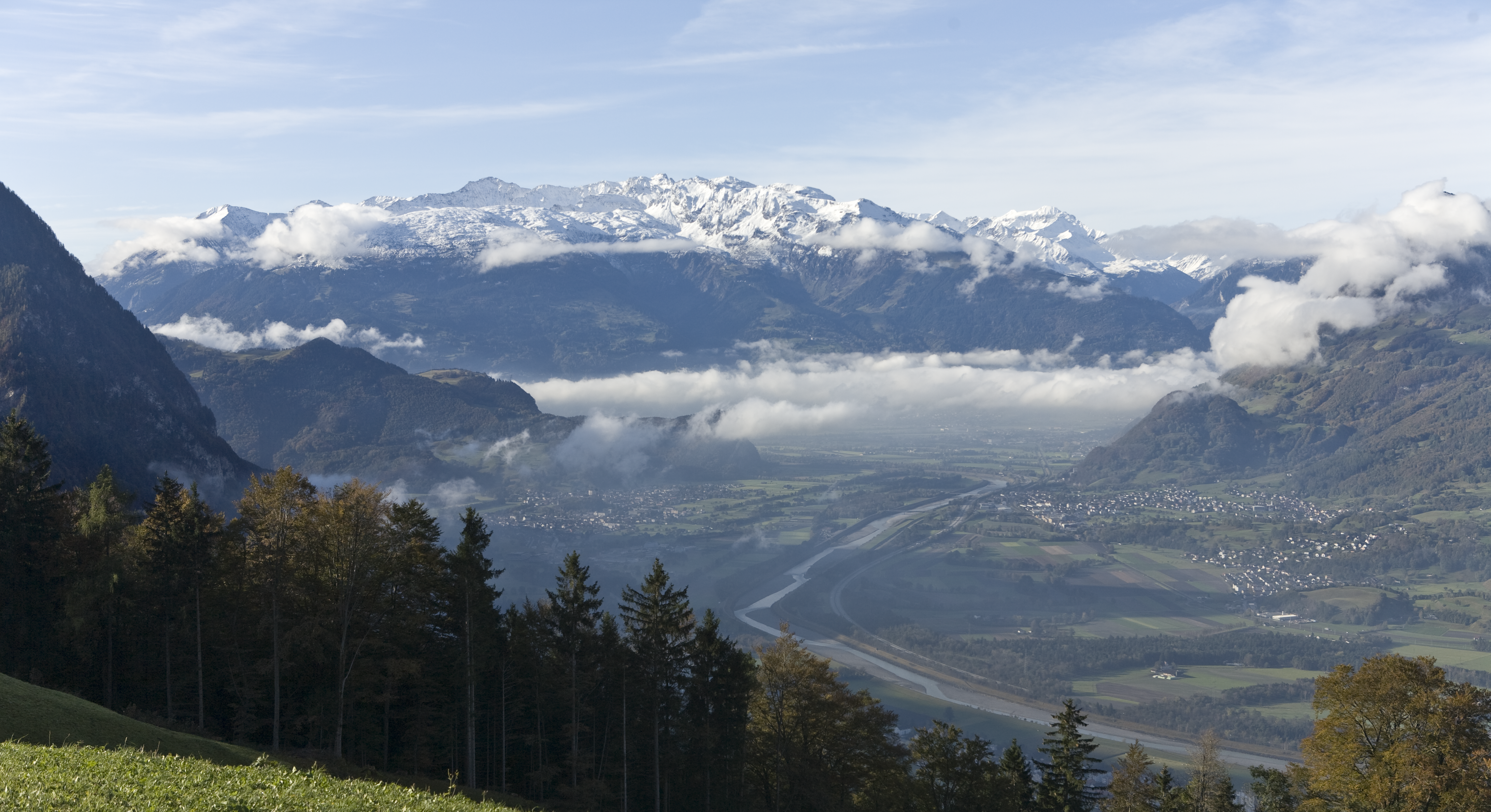
Die Lage im Rheintal beeinflusst das Klima Liechtensteins wesentlich.

Das Klima des Landes ist trotz der Gebirgslage relativ mild. Es wird stark durch die Einwirkung des Föhns (warmer, trockener Fallwind) geprägt, wodurch die Vegetationszeit im Frühling und im Herbst verlängert wird und auch im Winter Temperaturen um 15 °C durch starken Föhn keine Seltenheit sind. Gegen atlantische und polare Kaltluft schützen die vorgelagerten Schweizer und Vorarlberger Bergketten, womit eine typische inneralpine Schutzlage entsteht. So verfügt das Fürstentum über Obstkultur mit Streuwiesen und eine lange Weinbautradition.
Die geringe räumliche Ausdehnung Liechtensteins spielt bei den Klimaunterschieden kaum eine Rolle, von grosser Bedeutung ist dagegen die vertikale Gliederung in unterschiedliche Höhenlagen, sodass wesentliche Klimaunterschiede entstehen.
Im Winter sinkt die Temperatur selten unter minus 15 Grad, während im Sommer die mittleren Temperaturen zwischen 20 und 28 Grad schwanken. Die Messungen der jährlichen Niederschlagsmengen ergeben im Schnitt rund 900 bis 1'200 Millimeter, im direkten Alpengebiet dagegen liegen die Niederschläge oft bei bis zu 1'900 Millimetern. Die mittlere Sonnenscheindauer liegt bei etwa 1'600 Stunden im Jahr.

### Fauna und Flora
Auf Grund seiner naturräumlichen Voraussetzungen (siehe oben) ist im Fürstentum Liechtenstein die natürliche Vegetation potentiell sehr differenziert. Besonders in der anthropogen stark beeinflussten Intensivlandschaft des Alpenrheintales ist ein Verlust an Primärbiotopen und an Biodiversität vorhanden. Neben der intensiven, technisierten Landwirtschaft führen Bautätigkeit im Verkehrs- und Siedlungsbereich sowie die Regulierung und Verbauung der Gewässer zum Hochwasserschutz und zur Entwässerung zum Verlust an naturnahen Lebensraum. Es erfolgt eine Uniformierung der Landschaft mit einer Dominanz der anthropogen beeinflussten, konkurrenzstarken Pflanzengemeinschaften in einer stark gestörten Kulturlandschaft. Im Talraum kommt auf meist kleinen Flächen eine Vielzahl an unterschiedlichen Pflanzengesellschaften vor. Fast die Hälfte dieser Pflanzengesellschaften ist degradiert, dies sind vor allem Ruderal- und Segetalgesellschaften. Mit zunehmender Höhenlage nimmt diese negative Situation ab. Seit Ende des Weltkrieges können Neophyten und wärmeliebende Pflanzenarten im klimabegünstigten Talraum mit den schnellen Veränderungen am besten mithalten und verbreiten sich zunehmend in Biotopen wie Streuwiesen und Röhrichten. Die ursprünglichen Pflanzenverbände kommen nur noch vereinzelt oder in Schutzgebieten vor. Dies gilt besonders für Pflanzengesellschaften der Gewässer oder Feuchtgebiete, die unter veränderten hydrologischen Verhältnissen durch Flussverbauungen und Drainagierung leiden. Die Anzahl der Arten der Rote Liste gefährdeter Pflanzen ist in diesen Biotopen weitaus am höchsten. Auch die mageren Wiesenflächen werden im Bergland zu Brachland und im Talraum immer intensiver genutzt. Weitgehend verschont von der Industrialisierung und den volkswirtschaftlichen Veränderungen blieb der Raum der Berge. Trotz der anthropogenen Veränderungen der höhergelegenen Flächen trägt dort die halbextensive bis halbintensive Bewirtschaftung zum Erhalt der Biodiversität bei. Die Gefahren der Verbrachung und der Auswirkungen des Tourismus sind im Bergraum höher zu bewerten als die Gefahren der Intensivierung.
Es gibt Waldgesellschaften und viele weitere Pflanzengesellschaften.
Die Hauptvorkommen von Waldgesellschaften liegen in der montanen Stufe. Insgesamt wurden 40 Waldgesellschaften beschrieben (dabei wurden die speziellen Ausformungen, beispielsweise Pulmonario-Fagetum caricetosum albae, nicht extra gezählt). Die Höhenverteilung der Waldgesellschaften entspricht 7 % im Tal, 70 % in der montanen Stufe, 3 % im Übergangsbereich zum subalpinen Gebiet und 17,5 % in der Zone der Waldgrenze.
Vegetationseinheiten in waldfreien Gebieten gibt es im Fürstentum Liechtenstein 185, sie sind 22 Klassen zugeteilt. In unterschiedlicher Häufigkeit sind diese auf die vier wichtigsten Naturgrossräume verteilt: 92 Assoziationen und Pflanzengesellschaften kommen im Talraum vor, in der montanen Stufe der rheintalseitigen Berghänge in Höhenlagen von 500 bis 1600 Metern sind es 30, im Gebirge über 1600 Metern 37 und an den verschiedenen Gewässern kommen 27 Pflanzengesellschaften vor.

### Naturkatastrophen

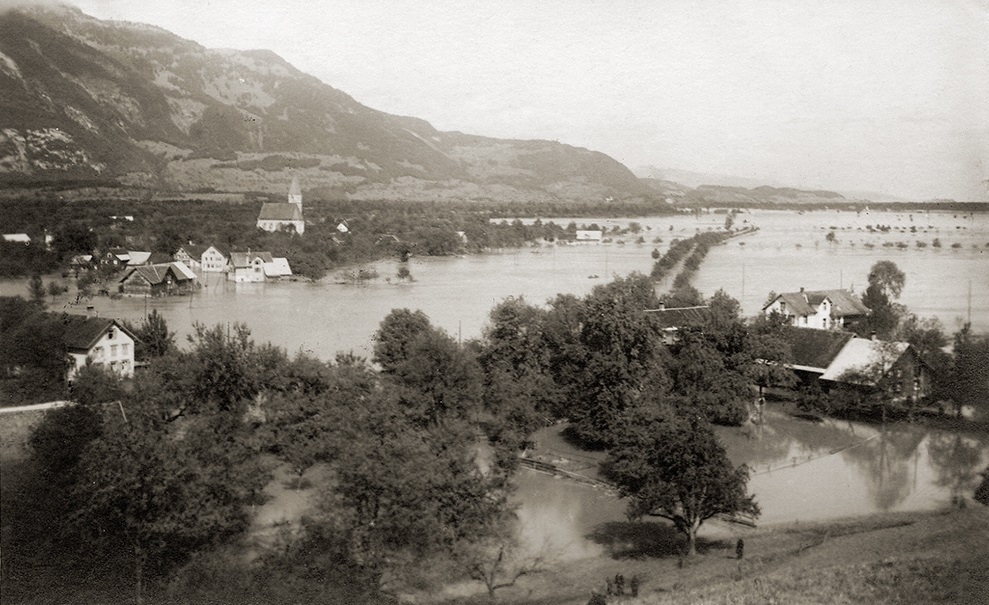
Die Rheinüberschwemmung von 1927 kostete zwei Menschenleben

Hochwasser drohen in Liechtenstein seit je vor allem durch den Rhein. Die früheste Rheinüberschwemmung ist aus dem Jahr 1343 überliefert. Zwischen dem 15. und dem 19. Jahrhundert lassen sich am Alpenrhein 48 Überschwemmungen nachweisen. Der Raubbau an den Bündner Wäldern im 18. und 19. Jahrhundert führte wegen vermehrter Rüfenbildung und Erdrutschungen zu mehr Geschiebeablagerungen und zu einer allmählichen Erhöhung des Flussbetts. Zur Lösung schlossen die Schweiz und Liechtenstein 1837 einen Vertrag, der den Grundstein für die heutigen Rheinschutzbauten legte. Die zahlreichen Überschwemmungen des 19. Jahrhunderts führten das verarmte Land an den Rand des Ruins. Zum bislang letzten Mal überschwemmte der Rhein im September 1927 die Talebene nördlich von Schaan.
Trotz der drohenden Zerstörungsgefahr durch Rüfen wurden im Bereich der Schuttkegel Siedlungen errichtet, da die Rheinebene versumpft und regelmässigen Überschwemmungen ausgesetzt war. Durch Rüfen verursachte Schäden sind häufig überliefert, z. B. 1666 und 1817 in Vaduz. Nach den schweren Rüfegängen im Sommer 1854 wurden erste Verbauungen erstellt. Trotz der grossen Investitionen in die Rüfeverbauungen bleibt ein Risiko bestehen, wie 1995 ein verheerendes Ereignis in Triesenberg und Triesen zeigte.
Durch den Föhn wurden im Oberland Dorf- und Waldbrände angefacht.
Lawinen zerstörten in Malbun im Jahr 1951 neun Hütten und 1999 15 Ferienhäuser. Durch Verbauungen und Aufforstungen wurde die Zahl der Gefahrenstellen seit den 1970er Jahren erheblich reduziert.

## Bevölkerung

### Demografie
Liechtenstein zählte am 31. Dezember 2023 insgesamt 40'015 Einwohner.
Im Jahr 2022 lag das Bevölkerungswachstum bei 0,9 % (Zuwachs von 372 Personen). Die durchschnittliche Bevölkerungsdichte liegt bei rund 247 Menschen pro Quadratkilometer.
Im Liechtensteinischen Landesspital wurde das letzte Kind im Frühling 2014 geboren. Seit April 2014 müssen werdende Mütter aus Liechtenstein für Spitalsgeburten ins Ausland, weil die einzige Geburtsabteilung des Landes geschlossen wurde.

#### Historische Entwicklung
Für die Zeit des Mittelalters fehlen zur Bevölkerungszahl auf dem Gebiet des heutigen Liechtensteins verlässliche Zahlen. Erst 1584 gab es eine erste Schätzung, wonach etwa 2500 Personen in der Grafschaft Vaduz und etwa 1300 in der Herrschaft Schellenberg lebten – also ca. 3800 Einwohner insgesamt.
Für die Zeit des Dreissigjährigen Krieges sind zwar keine Zahlen verfügbar, jedoch ist davon auszugehen, dass die Bevölkerungszahl – wie im Rest Zentraleuropas – stagnierte oder zurückging. Danach stieg sie bis zu einer erneuten Stagnation aufgrund einer Folge mehrerer Seuchen und Ernährungskrisen zwischen ca. 1730 und 1760 stark an; ebenso während der napoleonischer Befreiungskriege, wo es sogar einen leichten Bevölkerungsrückgang gab, nachdem österreichische Truppen 1796 Seuchen eingeschleppt hatten. Danach wuchs die Bevölkerung bis 1840 wieder, um dann erneut zu stagnieren. Das Bevölkerungswachstum zu Beginn des 19. Jahrhunderts war allerdings so hoch, dass Ängste vor einer allgemeinen Verelendung aufkamen, auf die politisch mit einschränkenden Massnahmen wie beispielsweise einer Ehebeschränkung reagiert wurde, deren Erfolg jedoch unbekannt ist.
Erst mit dem Beginn des 20. Jahrhunderts begann wieder ein langsames Wachstum – unterbrochen vom Auszug ausländischer Arbeitskräfte während des Ersten Weltkriegs. Nach dem Zweiten Weltkrieg nahm die Bevölkerung infolge des wirtschaftlichen Aufschwungs rasant zu – vor allem durch den Zuzug ausländischer Arbeitskräfte.
| Jahr | Einwohnerzahl | jährliche Wachstumsrate |
| ---- | ------------- | ----------------------- |
| 1584 | ca. 3'800     |                         |
| 1815 | 6'117         | 0,21 %                  |
| 1901 | 7'531         | 0,24 %                  |
| 1950 | 13'758        | 1,24 %                  |
| 1960 | 16'628        | 1,83 %                  |
| 1970 | 21'350        | 1,92 %                  |
| 1980 | 25'215        | 1,01 %                  |
| 1990 | 29'032        | 1,35 %                  |
| 2000 | 32'863        | 1,33 %                  |
| 2010 | 36'149        | 0,71 %                  |
| 2020 | 39'055        | 0,79 %                  |

Quelle: bis 1901 HLFL, ab 1950

#### Geburten- und Sterberate
In der frühen Neuzeit lag in den Stagnationsphasen die Sterberate mehrmals über der Geburtenrate. Während die Geburtenrate Ende des 18. Jahrhunderts stark anstieg, ging die Sterberate seit Beginn des 19. Jahrhunderts durch hygienische und medizinische Verbesserungen sowie welche in der Nahrungsversorgung langfristig zurück. Seuchen – wie sie durch die ganze Geschichte immer mit einer gewissen Regelmässigkeit wiederkehrten – wurden nun einerseits seltener und bedeuteten nun vor allem nicht mehr mit solch hoher Wahrscheinlichkeit den Tod eines Erkrankten. Dies lässt sich auch an der Lebenserwartung erkennen, die von 29 in den 1830er Jahren auf 39 zu Beginn des 20. Jahrhunderts, 62 zu Beginn der 1960er Jahre und 76 im Jahr 2003 stieg.
Mit fortschreitender Industrialisierung nahm die Anzahl von Kindern pro Familie ab, da diese nicht mehr bei der Arbeit auf dem Hof gebraucht wurden, sondern vielmehr eine finanzielle Belastung darstellten. Dieser Trend wurde zwar kurz durch den Babyboom der 1940/50er Jahre unterbrochen, doch in den 1960er Jahren ging die Geburtenrate mit dem Pillenknick rasch auf das heutige Niveau zurück. Verschiedene gesellschaftliche Faktoren (wie ein Anstieg der Einpersonenhaushalte, die Ermöglichung von Ehescheidungen oder ein ausgeprägtes Konsumdenken) hielten die Geburtenrate danach klein.

#### Migration

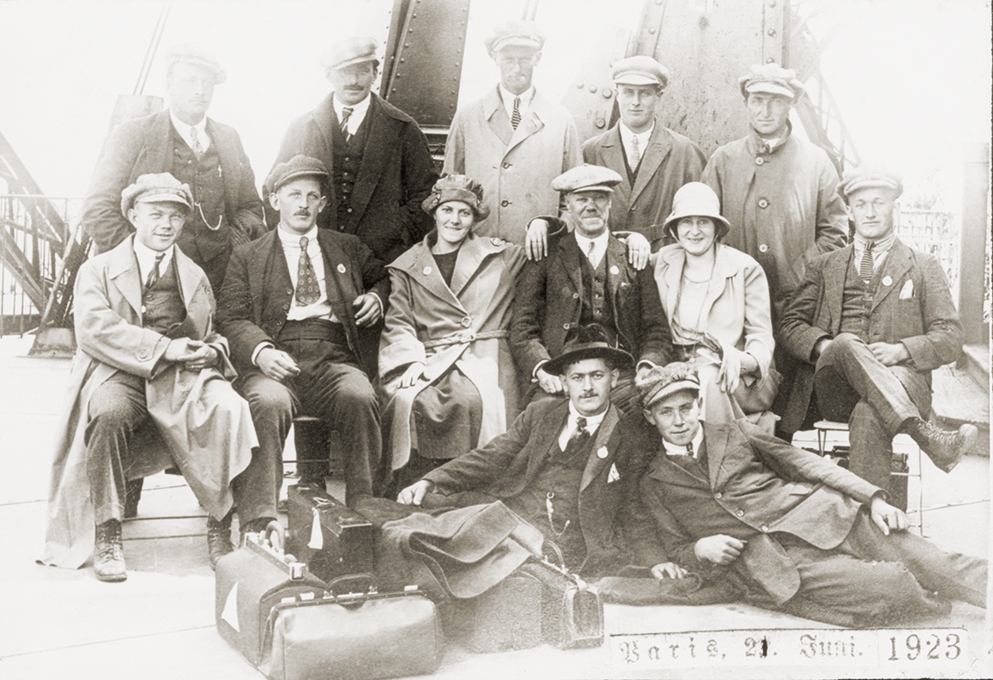
Amerika-Auswanderer aus Mauren treffen sich auf dem Eiffelturm in Paris mit in Frankreich tätigen Saisonniers aus Mauren

Bis zum Ersten Weltkrieg war Liechtenstein aufgrund der schlechten Versorgungslage und seiner Armut ein Auswanderungsland. Schon früh waren dabei der Solddienst für fremde Staaten, die Heirat ins Ausland oder der Eintritt in ausländische Klöster üblich. Ab dem 18. Jahrhundert gewann auch die saisonale Arbeit im Ausland an Bedeutung, die erst mit dem wirtschaftlichen Aufschwung nach dem Zweiten Weltkrieg aufhörte. Um die Emigration zu beschränken, wurden 1805 Auswanderungsbeschränkungen erlassen, die 1848 nach vorherigen Lockerungen wieder gänzlich aufgehoben wurden. Als Ziel war Nordamerika wohl genauso wichtig wie die Nachbarländer Österreich und Schweiz, wohin die Migration durch Freizügigkeitsabkommen (Schweiz) bzw. Zollverträge (Österreich) besonders begünstigt wurde.
Mit der Industrialisierung änderten sich die Wanderungsbewegungen und es kamen ausländische Arbeiter und Fachkräfte ins Land. Während der Ausländeranteil der Bevölkerung zu Beginn der Industrialisierung 1941 noch bei 16,2 % lag, stieg er bis 1970 auf 53,9 %. Um diesen Trend zu verlangsamen, verfolgt Liechtenstein schon seit 1945 eine sehr restriktive Einwanderungspolitik, der jedoch internationale Handelsverträge entgegenstehen. So verpflichtete sich das Fürstentum sowohl gegenüber den EWR-Staaten als auch der Schweiz zu einem jährlichen Mindestkontingent an Einwanderern.
2018 wanderten 649 Personen nach Liechtenstein ein, von denen 26,3 % die liechtensteinische Staatsangehörigkeit hatten, 484 Personen wanderten aus, darunter 49,0 % mit liechtensteinischer Staatsangehörigkeit.

### Bevölkerungsstruktur
Im Jahr 2019 waren etwa zwei Drittel der Einwohner (66,1 %) liechtensteinische Staatsbürger, von denen wiederum etwa 70 % das Landesbürgerrecht seit der Geburt und 30 % durch Einbürgerung besitzen. Fast 60 % der ausländischen Wohnbevölkerung kam aus dem übrigen deutschen Sprachraum (28,1 % aus der Schweiz, 17,2 % aus Österreich und 12,7 % aus Deutschland), gefolgt von 9,2 % aus Italien und 5,5 % aus Portugal. 4,4 % der Ausländer in Liechtenstein stammten aus der Türkei, und 23 % kamen aus anderen Staaten. Insgesamt umfasst Liechtensteins ständige Wohnbevölkerung Menschen aus rund 90 Nationalitäten.

### Sprachen
In Liechtenstein ist gemäss Artikel 6 der Verfassung Deutsch die Amtssprache. Liechtenstein ist der einzige Staat mit Deutsch als alleiniger anerkannter Amts- und Landessprache; in den übrigen Staaten des deutschen Sprachraums sind auch andere Sprachen als Amts- oder Minderheitensprachen anerkannt.
Schrift- und Mediensprache ist ein Standarddeutsch, das vor allem vom Schweizer Hochdeutsch beeinflusst ist, aber besonders aus historischen Gründen auch starke Einflüsse des österreichischen Deutsch aufweist und überdies einige lokale Besonderheiten kennt. In Liechtenstein schreibt man, gleich der Schweiz, anstelle des ß ein Doppel-s.
Die Liechtensteiner Bevölkerung spricht verschiedene liechtensteinische Mundarten, die in ihrer grossen Mehrheit einer mittelalemannisch-hochalemannischen Übergangsmundart angehören, so wie sie grenzüberschreitend im Rheintal auch im benachbarten Kanton St. Gallen (Schweiz) und im benachbarten Vorarlberg (Österreich) gesprochen wird. Die Ortsdialekte unterscheiden sich dabei von Gemeinde zu Gemeinde teilweise wesentlich voneinander.
Allerdings hebt sich die höchstalemannisch-walserdeutsche Mundart von Triesenberg bis heute deutlich von den hochalemannischen Dialekten der altansässigen Bevölkerung ab. Deren Träger sind um das Jahr 1300 n. Chr. im Zuge der Walserwanderung aus dem Schweizer Kanton Wallis ins Land gekommen. Die alteingesessene Bevölkerung hatte im Laufe des Mittelalters hier – wie im ganzen unterrätischen Raum – die alte rätoromanische Landessprache zugunsten des Alemannischen aufgegeben.

### Religionen

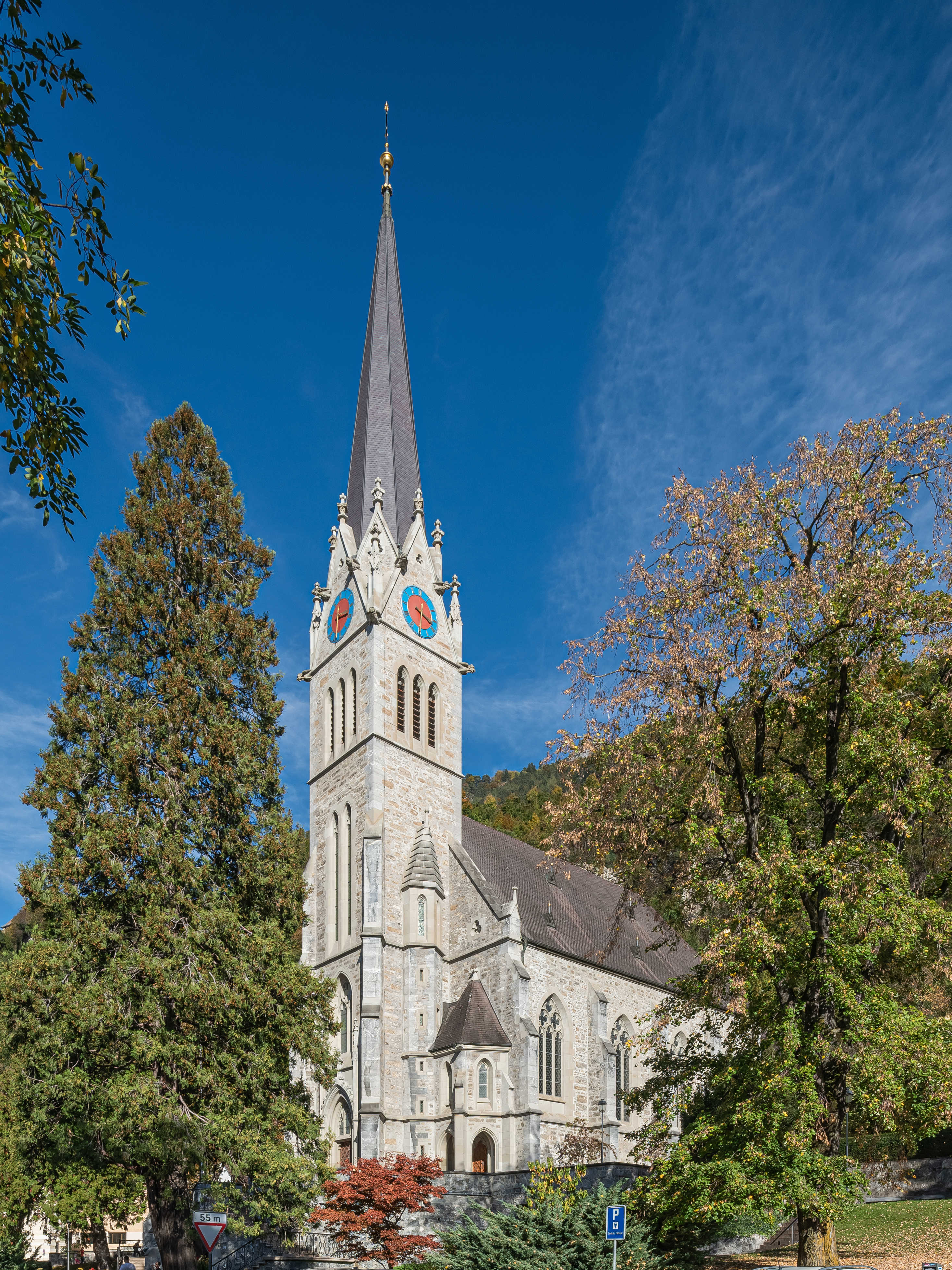
Die Kathedrale St. Florin

Die römisch-katholische Kirche ist gemäss Art. 37 II der Landesverfassung Landeskirche und geniesst als solche den vollen Schutz des Staates. Die Trennung von Kirche und Staat wird allerdings angestrebt. Seit dem 20. Dezember 2012 kann jeder Liechtensteiner Bürger ab 14 Jahren auch ohne Zustimmung eines Erziehungsberechtigten sein religiöses Bekenntnis frei wählen.
Nach dem Ergebnis der Volkszählung aus dem Jahr 2020 waren 69,6 % der Liechtensteiner römisch-katholisch, 8,1 % protestantisch, rund 6 % gehörten einer islamischen Religionsgemeinschaft an. 1,7 % waren Mitglied einer anderen christlichen Konfession oder nichtchristlichen Religion, als konfessionslos bezeichneten sich 9,6 %, weitere 4 % der Bevölkerung machten keine Angabe zu ihrer Religionszugehörigkeit.
Bei einer von der liechtensteinischen Regierung in Auftrag gegebenen repräsentativen Umfrage zur Religionsangehörigkeit aus dem Jahr 2008 gaben noch 78 % der in- und ausländischen Bewohner ihre Religion mit römisch-katholisch an, 11 % waren evangelisch, rund 3 % gehörten einer islamischen Religionsgemeinschaft an, und 6 % machten keine Angaben. Der Bevölkerungsanteil ohne Konfession belief sich demnach in Liechtenstein auf 2,8 %. Die Zahl der Juden in Liechtenstein beläuft sich auf rund drei Dutzend Personen.
Bis 1997 gehörte Liechtenstein zum Bistum Chur. Am 2. Dezember 1997 wurde schliesslich das Erzbistum Vaduz von Papst Johannes Paul II. errichtet und vom Bistum Chur losgelöst. Mit der Errichtung des Erzbistums Vaduz wurde die Pfarrkirche St. Florin in Vaduz zur Kathedralkirche erhoben. Nach der Emeritierung des bisherigen Erzbischofes führt seit 2023 der Feldkircher Diözesanbischof Benno Elbs als Apostolischer Administrator das Erzbistum Vaduz.
Es gibt zwei protestantische Kirchen im Fürstentum, die als Verein organisiert sind: die Evangelische Kirche im Fürstentum Liechtenstein und die Evangelisch-lutherische Kirche im Fürstentum Liechtenstein sowie eine christlich-orthodoxe.

### Bildung

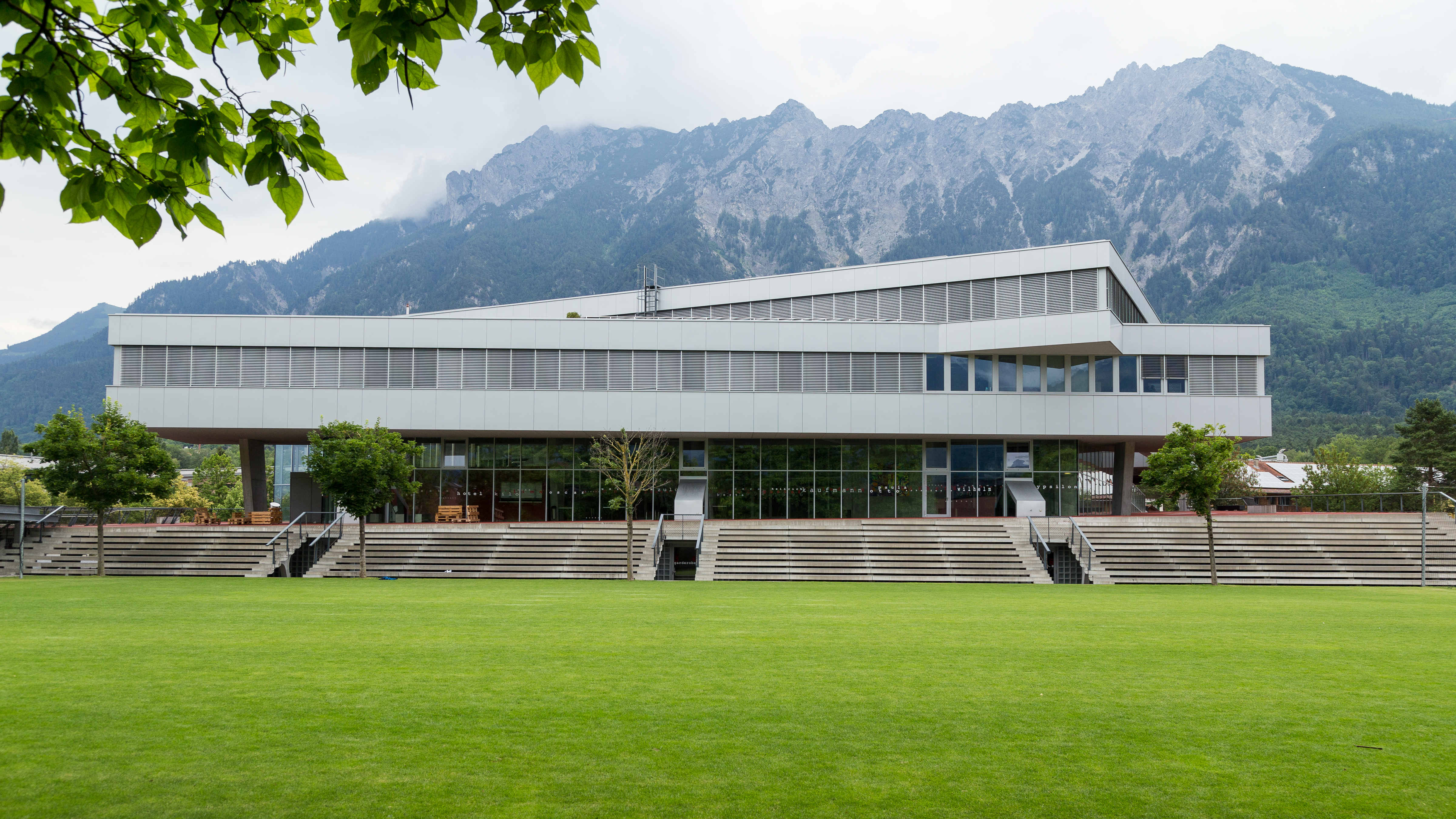
Schulzentrum Mühleholz II in Schaan

Liechtenstein besitzt eine Schulpflicht von neun Jahren. Gegliedert wird das Schulobligatorium in die Bereiche Primarschule (fünf Jahre) und Sekundarstufe (mindestens vier Jahre), wobei zuvor eine Vorschule (Kindergarten) auf freiwilliger Basis besucht werden kann. Der Lehrplan (LiLe) basiert auf dem Deutschschweizer Lehrplan 21. Die Sekundarstufe selbst ist in drei verschiedene Niveaus geteilt, in welche die Schüler je nach Leistungsvermögen eingeteilt sind. Die Oberschule und Realschule werden nach vier Jahren abgeschlossen, während im Gymnasium nach sieben Jahren die Maturität erlangt werden kann.
Zwei Drittel der liechtensteinischen Schulabgänger absolvieren eine Berufslehre. Wegen des gemeinsamen Wirtschaftsraums entspricht die Berufsausbildung dem System in der Schweiz. Die Berufsbezeichnungen in Liechtenstein stimmen mit jenen in der Schweiz überein. Die meisten in Liechtenstein lebenden Jugendlichen absolvieren ihre Berufslehre im Inland, hingegen 13 Prozent in der Schweiz. Dagegen sind 26 Prozent der Lehrstellen in Liechtenstein mit in der Schweiz wohnhaften Lehrlingen besetzt und 1 Prozent mit Österreichern. Die Berufsfachschule besucht der Grossteil der Lernenden im benachbarten Kanton St. Gallen. Die freiwillige Berufsmittelschule ermöglicht anschliessend das Studium an einer Fachhochschule.
Liechtenstein besitzt zwei Universitäten. Die Universität Liechtenstein ist eine staatliche Universität mit den Schwerpunkten Architektur und Raumentwicklung sowie Wirtschaftswissenschaften. Die Private Universität im Fürstentum Liechtenstein ist staatlich und international anerkannt und bietet akkreditierte, berufsbegleitende Doktoratsstudiengänge in medizinischer Wissenschaft und Rechtswissenschaften. Daneben existiert als weitere private Hochschule die Internationale Akademie für Philosophie. Beim Liechtenstein-Institut in Bendern handelt es sich um eine wissenschaftliche Forschungsinstitution mit öffentlicher Bibliothek. Weiter ist das Land einer der Träger der Interkantonale Hochschule für Heilpädagogik in Zürich.

### Gesundheit

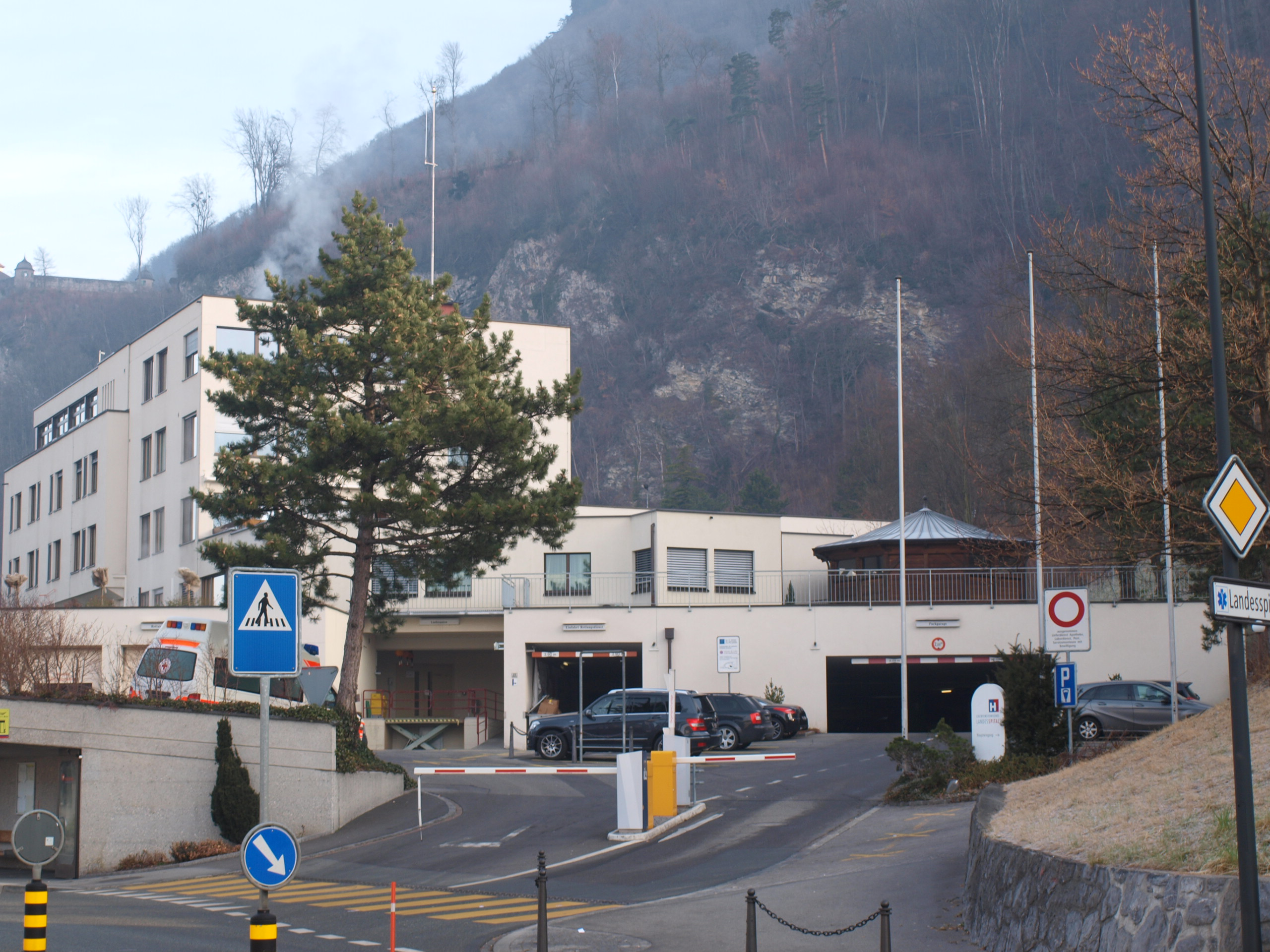
Liechtensteinisches Landesspital in Vaduz

Aufgrund seiner Kleinheit ist Liechtenstein im medizinischen Bereich auf Zusammenarbeit mit seinen Nachbarn angewiesen. In Spitälern der schweizerischen Nachbarschaft, insbesondere im 1907 eröffneten Spital Grabs, werden auch liechtensteinische Patienten behandelt.
Zu Beginn der 1920er Jahre wurden im Vaduzer Bürgerheim eine Kranken- und eine Geburtshilfestation eingerichtet, die 1981 in einen Neubau zügeln konnte. 2000 änderte das Krankenhaus Vaduz seinen Namen in Liechtensteinisches Landesspital. Das 1945 gegründete Liechtensteinische Rote Kreuz (LRK) besorgt seit 1971 den Rettungsdienst.
Das Gesundheitswesen finanziert sich weitgehend über Kranken- und die Unfallversicherung sowie über den Staat. Seit 1972 besteht ein Krankenversicherungsobligatorium für alle im Land wohnhaften Personen. Die Kosten im Gesundheitswesen sind trotz Revisionen des Krankenversicherungsgesetzes in ständigem Steigen begriffen.

## Geschichte

### Vorgeschichte und Antike

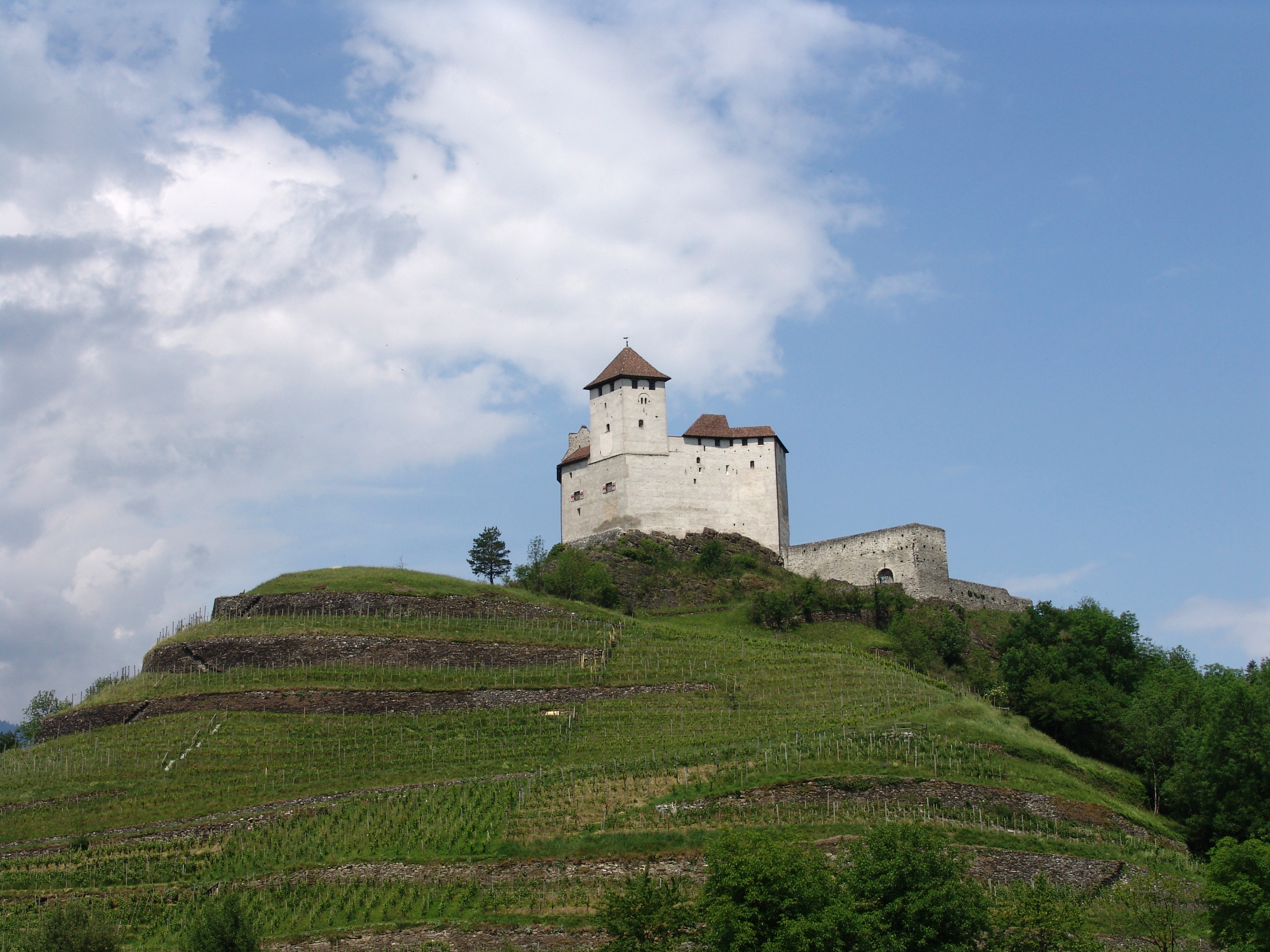
Der Burghügel der Burg Gutenberg ist seit Jahrtausenden besiedelt

Archäologische Funde haben gezeigt, dass das heutige Gebiet Liechtensteins seit der Jungsteinzeit (5. Jahrtausend v. Chr.) besiedelt ist. Während im Tal der frei fliessende Rhein eine Siedlung erschwert hatte, bildeten sich an Talerhebungen erste Siedlungsstätten, so nachweislich am Burghügel Gutenberg in Balzers oder am Eschnerberg. Im Jahr 15 v. Chr. eroberten die Römer unter Augustus das Gebiet der Räter und errichteten die römische Provinz Raetia. Im 1. Jahrhundert n. Chr. wurde die Heeresstrasse Mailand-Bregenz errichtet, die über die Luzisteig entlang des rechten Rheinufers verlief, und so sind auch im Gebiet des heutigen Liechtensteins Gutshöfe und Kastelle (z. B. in Schaan) errichtet worden. Die auf der Tabula Peutingeriana eingetragene Siedlung oder Strassenstation Magia lag möglicherweise in Balzers oder Mäls im Süden Liechtensteins.

### Mittelalter
Mit dem Zerfall des römischen Weltreiches begann die Zuwanderung der Alemannen und schliesslich wurde Rätien im 8. Jahrhundert ins Fränkische Reich und im 10. Jahrhundert ins alemannische Herzogtum eingebunden. Zu dieser Zeit wurde das Gebiet des heutigen Liechtensteins durch die Grafen von Bregenz regiert. Kaiser Friedrich I. vergab das Gebiet 1180 an die Herren von Schellenberg. 1317 verkauften diese ihren Besitz an die Grafen von Werdenberg. Am 3. Mai 1342 wurde das damalige Herrschaftsgebiet der Grafen von Werdenberg-Sargans auf die Söhne von Rudolf II. aufgeteilt, so dass die Grafschaft Vaduz entstand. Der deutsche König Wenzel erklärte am 22. Juli 1396 die Besitzungen der Werdenberger als unmittelbare Gebiete des Deutschen Reiches. Schellenberg und Vaduz wurden reichsunmittelbar. In den nachfolgenden Jahrzehnten und Jahrhunderten wurden die Grafschaften immer wieder Schauplatz von Kriegen und Plünderungen, so z. B. im Alten Zürichkrieg (1444–1446) oder im Schwabenkrieg (1499–1500). Das schwäbische Grafengeschlecht von Sulz erwarb durch Heirat 1507 die Grafschaften Vaduz und Schellenberg. Graf Karl Ludwig von Sulz verkaufte diese 1613 für 200.000 Gulden an Graf Kaspar von Hohenems.

### Hexenprozesse
In der Grafschaft Vaduz und in der Herrschaft Schellenberg fanden am Ende des 16. und in der Mitte des 17. Jahrhunderts Hexenverfolgungen statt. Der Höhepunkt lag in den Jahren 1648 bis 1651: Damals wurden etwa 100 Personen hingerichtet. Danach kam es wieder zu Hexenprozessen, in deren Folge man mindestens neun Personen als Hexen und Hexer verbrannte. Weitere Prozesse fanden in den 1660er Jahren und 1675/76 statt. Allein für die letzte Phase der Hexenverfolgungen um 1679/80 liegen aufschlussreichere Quellen vor. Die Vaduzer Hexenprozesse fanden ihr Ende 1681, als der Kaiser dem Grafen Ferdinand Karl von Hohenems die Fortsetzung der Inquisitionen und der Prozesse untersagte. 1684 entzog der Kaiser dem Grafen die Kriminaljurisdiktion, weil er sich am Vermögen der Verurteilten bereichert hatte. Ferdinand Karl von Hohenems wurde verhaftet, angeklagt, verurteilt und nach Kaufbeuren in Schwaben verbannt.

### Entstehung des Fürstentums und Unabhängigkeit

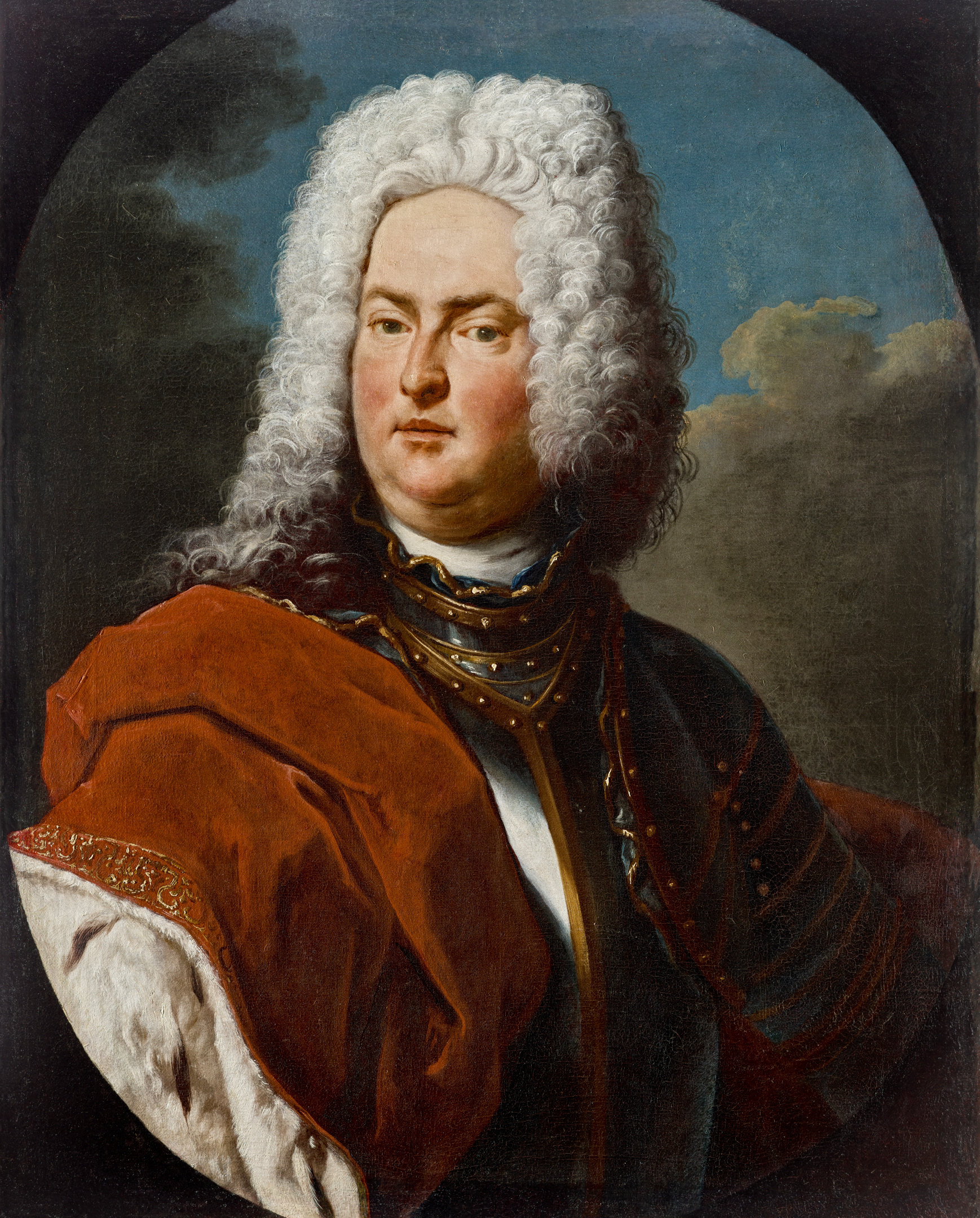
Hans Adam I. von Liechtenstein

Im Laufe der Zeit verschuldeten sich die Herrscher von Hohenems zunehmend, besonders unter der Herrschaft von Ferdinand Karl von Hohenems. Schliesslich waren sie gezwungen, die Grafschaft Vaduz und die Herrschaft Schellenberg zu verkaufen. Im Jahr 1699 erwarb Fürst Hans Adam von Liechtenstein die Herrschaft Schellenberg und im Jahr 1712 die Grafschaft Vaduz von Jakob Hannibal III. von Hohenems, dem Bruder von Ferdinand Karl. Die wohlhabenden und am Wiener Kaiserhof einflussreichen Fürsten von Liechtenstein hatten schon seit langem ein reichsunmittelbares Territorium erwerben wollen – dies war die Voraussetzung, damit das Haus Liechtenstein, welches im 17. Jahrhundert in den Reichsfürstenstand erhoben worden war, auch einen Sitz und eine Stimme im Reichsfürstenrat des Reichstags erhalten und damit zu den Reichsständen aufsteigen konnte. Am 23. Januar 1719 vereinigte ein Diplom von Kaiser Karl VI. die Grafschaft Vaduz und die Herrschaft Schellenberg und erhob sie zu einem Reichsfürstentum mit dem Namen Liechtenstein. Da das neue Land nur aus kleinen Bauerndörfern bestand, wurde die Administration vorerst in der nächstgelegenen Stadt, in Feldkirch, installiert, wo der Fürst zu diesem Zweck das Palais Liechtenstein errichten liess.
Während der Koalitionskriege wurde Liechtenstein immer wieder von fremden Truppen besetzt, sodass die Bevölkerung zunehmend verarmte. Im Ersten Koalitionskrieg (1792–1797) marschierten französische Truppen im Fürstentum ein, und nach Kämpfen zwischen Österreich (mit Unterstützung Russlands) und Frankreich wurde Liechtenstein im Zweiten Koalitionskrieg (1799–1802) von napoleonischen Truppen besetzt. 1806 gründete Napoleon Bonaparte den Rheinbund und nahm das Fürstentum Liechtenstein als eines der 16 Gründungsmitglieder mit auf, ohne den Fürsten zu fragen, sodass Liechtenstein unter dem Fürsten Johann I. unabhängig wurde. Wenige Tage später erklärte Kaiser Franz II. (in Österreich nun Franz I.) das Heilige Römische Reich für erloschen, womit die Unabhängigkeit aller bisherigen Reichsgebiete verbunden war. Beim Wiener Kongress 1814/1815 wurde die Unabhängigkeit Liechtensteins bestätigt und das Land in den Deutschen Bund aufgenommen.

### Liechtenstein im Deutschen Bund
Im Plenum des Bundestages führte der Fürst von Liechtenstein eine Stimme, im engeren Rat dagegen stimmte Liechtenstein als Teil der 16. Kurie ab, da es für eine eigene Virilstimme wie viele andere deutsche Staaten zu klein war. Seine Truppen (55 Infanteristen) bildeten im Bundesheer einen Zug in einer Kompanie des 11. Bataillons der Reservedivision.
Liechtenstein entwickelte sich im Laufe der Jahre und Jahrzehnte nur langsam und blieb lange Zeit rückständig. Eine Revolution 1848 bewirkte kurzfristig keine Änderung. Erst der im Jahr 1852 geschlossene Zollvertrag mit dem Kaisertum Österreich brachte einen wirtschaftlichen Aufschwung. Die konstitutionelle Verfassung von 1862 führte zu politischen Veränderungen, die zur Folge hatten, dass der Fürst nicht mehr uneingeschränkt herrschen konnte.
Beim Verkauf Alaskas im Jahr 1867 soll der russische Zar zunächst dem Fürsten von Liechtenstein ein Kaufangebot unterbreitet haben, bevor man den USA ein Angebot machte. Dieses Angebot lehnte der Fürst allerdings ab.
Beim Bundesbeschluss vom 14. Juni 1866 (gegen Preussen) stimmte der liechtensteinische Vertreter im Sinne Österreichs ab. Im anschliessenden Deutschen Krieg und dem damit verknüpften Dritten Italienischen Unabhängigkeitskrieg unterstützten die Truppen des Fürstentums Österreich gegenüber Italien durch Grenzsicherung in Tirol, kamen mit dem Feind jedoch nicht in Berührung. Mangels Kampfhandlungen und aufgrund fehlender Interessen sowohl von Preussen als auch Italien im Zusammenhang mit Liechtenstein wurde das Land als de facto neutral betrachtet, nicht in die Friedensschlüsse einbezogen und keine Forderungen gegen Liechtenstein erhoben. Nach dem Krieg wurde der Deutsche Bund aufgelöst. Preussen gründete seinen Bundesstaat Norddeutscher Bund gemäss Friedensverträgen nur nördlich des Mains, auch in die geheimen Schutz- und Trutzbündnisse 1866 Preussens mit den süddeutschen Staaten wurde Liechtenstein nicht einbezogen und war seitdem ohne Mitgliedschaft in einem Verteidigungsbündnis. Auch bei Erweiterung des Norddeutschen Bundes um die süddeutschen Staaten zum Deutschen Reich 1871 blieb Liechtenstein aussen vor. Die enge Anbindung an Österreich blieb bis zum Ersten Weltkrieg bestehen.

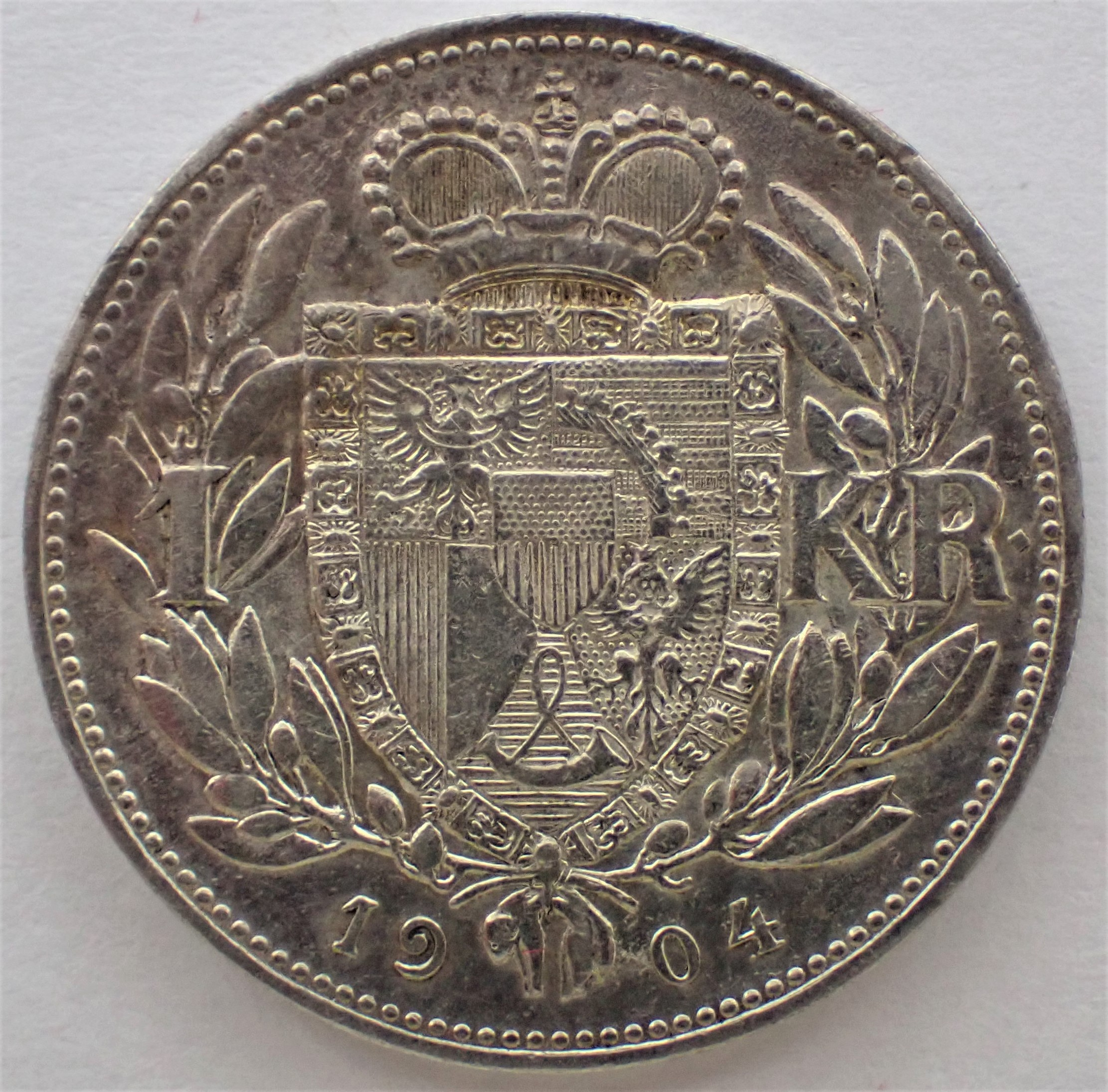
Liechtensteiner Krone von 1904, Wertseite

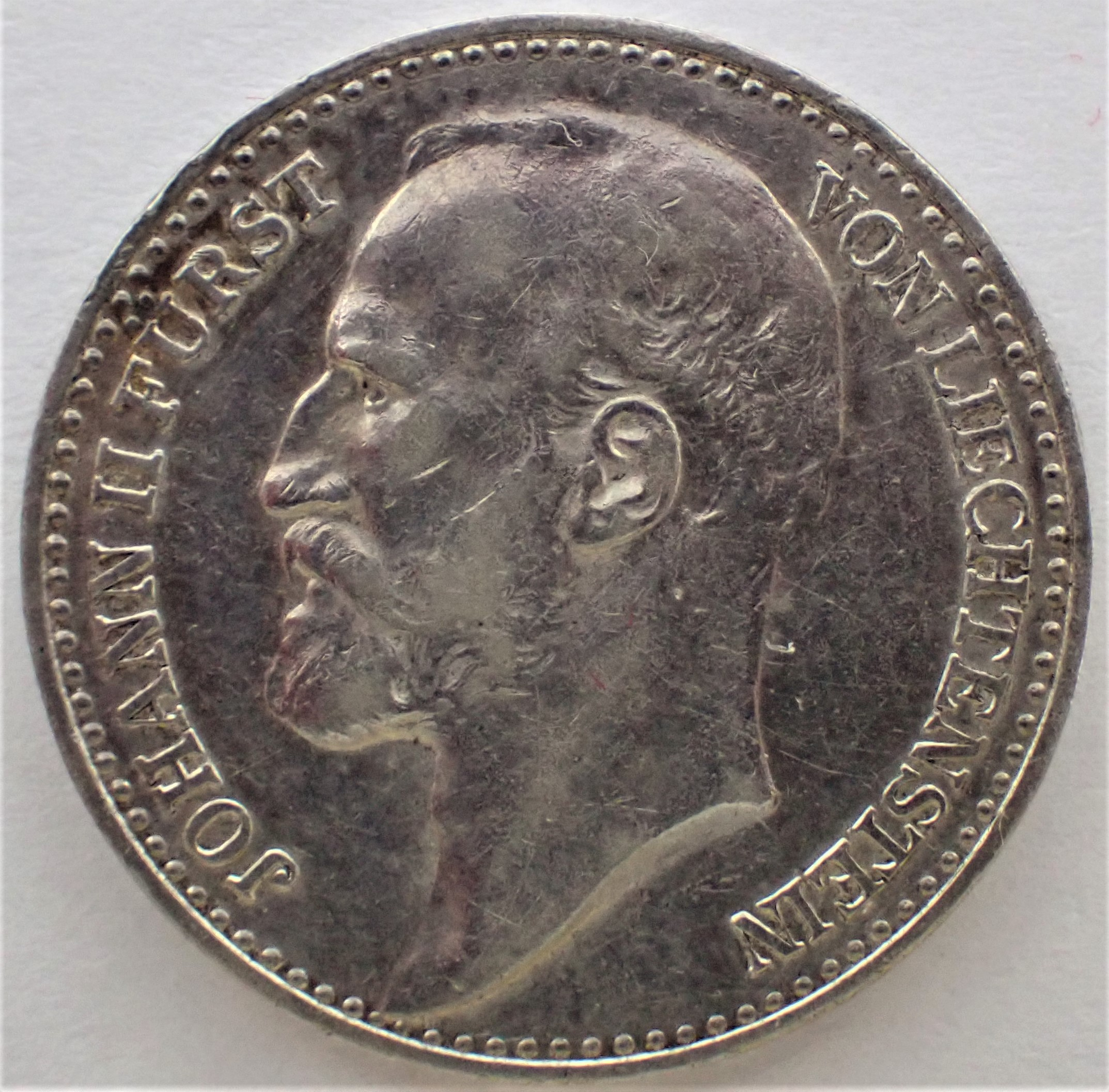
Liechtensteiner Krone von 1904, Portraitseite

### Erster Weltkrieg und Nachkriegszeit
Im Ersten Weltkrieg blieb Liechtenstein neutral und wäre im Falle eines Angriffs verteidigungsunfähig gewesen, da die Armee bereits 1868 aus Kostengründen aufgelöst worden war. Das hatte jedoch den Vorteil, dass es keine kriegsbedingten Ausfälle von Arbeitskräften gab. So hätte die in den Jahrzehnten davor aufgebaute Textilindustrie weiter an Bedeutung gewinnen können; doch verboten die Alliierten die Garnzufuhr über die Schweiz, sodass die Textilindustrie völlig zum Erliegen kam. Damit ging auch eine Verarmung der liechtensteinischen Bevölkerung einher. Nach Kriegsende löste Liechtenstein schliesslich den Zollvertrag mit dem Kriegsverlierer Österreich auf.
Die österreichische Krone war bis zum Zerfall der Habsburgermonarchie Liechtensteins Währung. Erst 1924 wurde der Schweizer Franken als offizielles Zahlungsmittel eingeführt. In der Zwischenzeit brachte Liechtenstein zwar ein Notgeld in Umlauf, dieses verlor jedoch stark an Wert und konnte neben dem von der Bevölkerung bevorzugt verwendeten Schweizer Franken nicht bestehen. Schon im Jahr 1920 war am 8. März bei geschlossenen Grenzen eine im Geheimen vorbereitete Zählung der Kronen und Kronenguthaben im Land durchgeführt worden, um die Modalitäten eines Umtausches festlegen zu können.

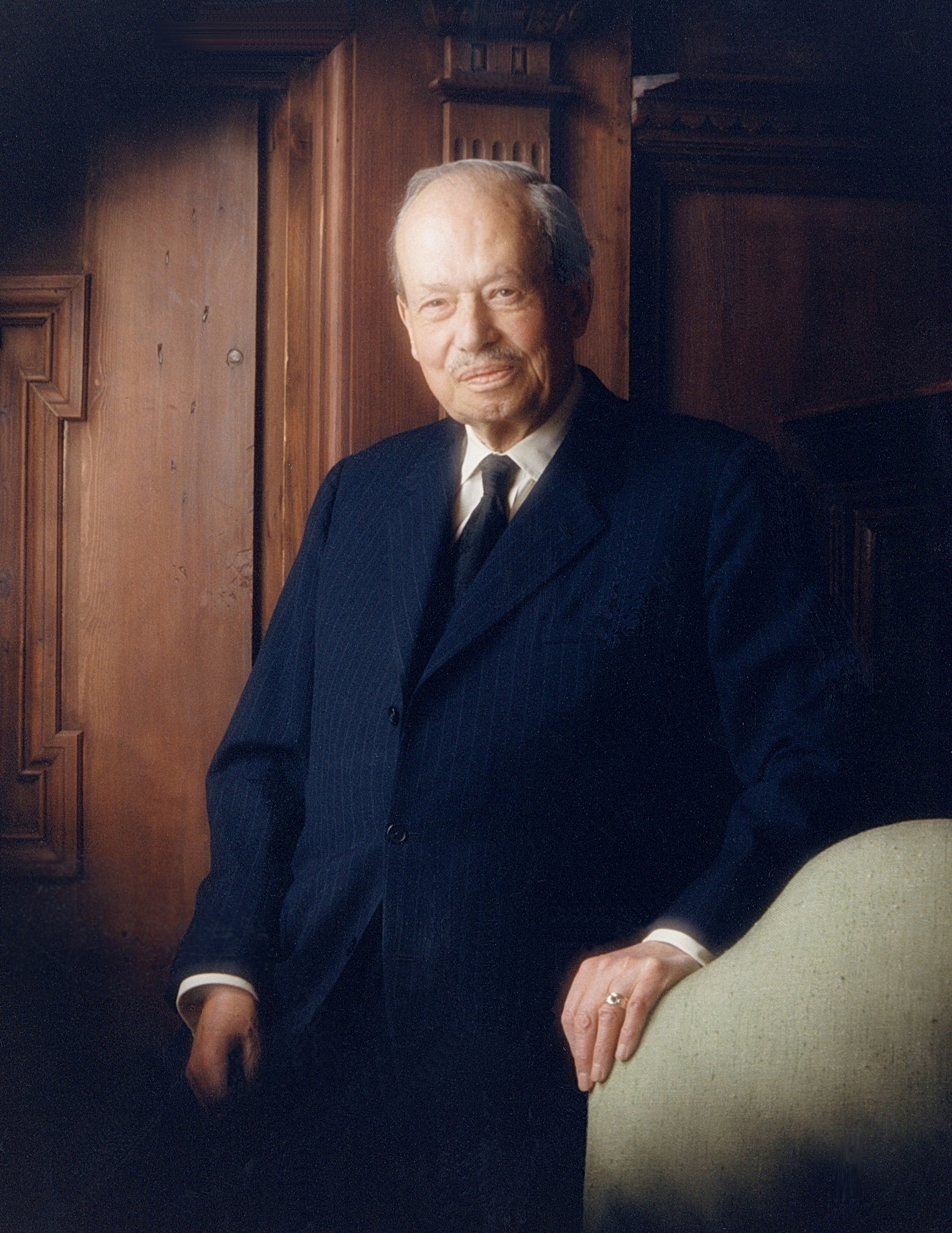
Franz Josef II.

### Zollvertrag mit der Schweiz
Nach der Auflösung des Zoll- und Steuervereines mit Österreich, die vom Liechtensteinischen Landtag am 2. August 1919 einstimmig beschlossen und im Herbst 1919 durchgeführt wurde, näherte sich Liechtenstein zunehmend der Schweiz an, und schliesslich wurde im Jahr 1923 der bis heute bestehende Zollvertrag (amtlich: «Vertrag zwischen der Schweiz und Liechtenstein über den Anschluss des Fürstentums Liechtenstein an das schweizerische Zollgebiet») mit der Schweiz unterzeichnet. Seit 1923 gehört das Fürstentum somit zum Schweizer Zollgebiet und die Landeswährung ist seit 1924 der Schweizer Franken. Einen offiziellen Währungsvertrag mit der Schweiz schloss Liechtenstein jedoch erst am 19. Juni 1980 ab. Der Zollvertrag garantiert weiterhin die vollen souveränen Hoheitsrechte Seiner Durchlaucht des Fürsten von Liechtenstein. Durch den Vertrag herrscht bis heute eine enge Partnerschaft zwischen den beiden Staaten. Die Grenze zwischen Österreich und Liechtenstein wird durch das Schweizer Grenzwachtkorps überwacht.

### Von 1938 bis zum Ende des Zweiten Weltkriegs
Nach dem «Anschluss Österreichs» an das Deutsche Reich im März 1938 entschied sich der neu regierende Fürst Franz Josef II. aufgrund seiner Ablehnung des Nationalsozialismus als erster Fürst Liechtensteins, seinen Wohnsitz von Ostösterreich bzw. Südmähren nach Liechtenstein, auf Schloss Vaduz, zu verlegen.
Wie schon im Ersten Weltkrieg blieb Liechtenstein auch im Zweiten Weltkrieg neutral und wurde nie in direkte Kriegshandlungen verwickelt. Stattdessen konnte das Fürstentum seine Standortvorteile (u. a. keine Ausfälle von Armeeangehörigen, zentrale Lage, Zollunion mit der neutralen Schweiz, steuerliche Vorteile und politische Stabilität) nutzen. So wurden viele neue Industriebetriebe in Liechtenstein gegründet und ein starkes Wirtschaftswachstum setzte ein.

### Neuere Entwicklungen
Seit Ende des Zweiten Weltkrieges konnte sich Liechtenstein langsam und zugleich stetig zu einem wichtigen Wirtschaftsstandort mit einer grossen politischen Stabilität entwickeln. Das Frauenstimmrecht wurde allerdings erst im Jahr 1984 eingeführt, und der Beitritt zu den Vereinten Nationen (UNO) erfolgte im Jahr 1990. Wichtig für die Entwicklung der Wirtschaft war die Teilnahme am Europäischen Wirtschaftsraum (EWR), welcher 1992 in einer Volksabstimmung mit einer deutlichen Mehrheit zugestimmt wurde.
Die EWR-Mitgliedschaft brachte die vier Grundfreiheiten (Personen, Güter, Dienstleistungen und Kapital) zwischen der Europäischen Union und Liechtenstein sowie den übrigen EWR-Mitgliedern Norwegen und Island mit sich. Am 15. August 2004 ernannte Fürst Hans-Adam II. seinen Sohn Erbprinz Alois von Liechtenstein zu seinem Stellvertreter und betraute ihn mit der Ausübung der dem Fürsten zustehenden Hoheitsrechte. Der Fürstentitel wird allerdings erst nach dem Tod Hans-Adams auf seinen Sohn übergehen.
Im Jahr 2008 kam es zu einer Steueraffäre mit Deutschland, in der zahlreiche deutsche Steuerhinterzieher aufflogen. In der Folge bekannte sich Liechtenstein zu einer konsequenten Weissgeldstrategie. Liechtenstein verstärkte seine regulatorischen Massnahmen auf dem Finanzplatz und unterzeichnete eine Vielzahl von bilateralen Abkommen über die Doppelbesteuerung und/oder den Informationsaustausch in Steuersachen.

## Politik

### Politisches System

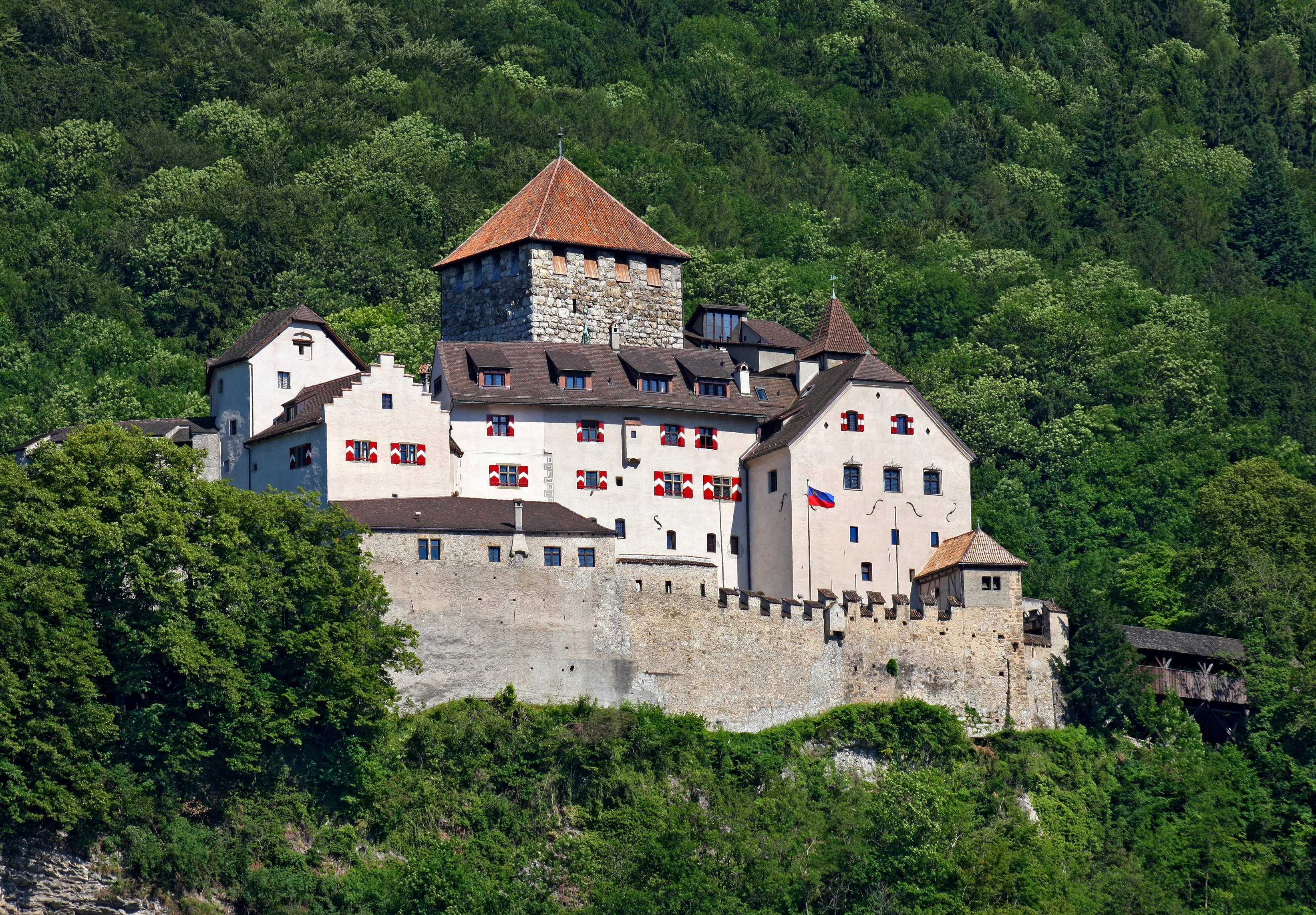
Schloss Vaduz

Liechtenstein definiert sich nach seiner Verfassung als «konstitutionelle Erbmonarchie auf demokratisch-parlamentarischer Grundlage». Die demokratisch-parlamentarische Grundlage ergibt sich aus der vom Volk gewählten und abwählbaren Legislative und den direktdemokratischen Möglichkeiten des Volkes, sich unmittelbar im Politalltag einzubinden. Das letzte Wort räumt die Verfassung im Zweifelsfall jedoch dem Monarchen ein.
Die Staatsgewalt ist nach Art. 2 der Verfassung «… im Fürsten und im Volke verankert und wird von beiden nach Massgabe der Bestimmungen dieser Verfassung ausgeübt». Der Landesfürst hat im Unterschied zu anderen europäischen Monarchen nicht nur repräsentative Aufgaben, sondern verfügt über weitreichende Vollmachten: Er kann als Staatsoberhaupt den Landtag auflösen, schliessen und vertagen, die Volkswahl der Parlamentsmitglieder obliegt einer Angelobung des Fürsten, die Staatsregierung wird auf Vorschlag des Landtages vom Fürsten ernannt, und er kann aufgrund seiner Sanktionsrechte vom Parlament und vom Volk beschlossene Gesetze widerrufen. Das aktuelle Staatsoberhaupt Liechtensteins ist seit 1989 Fürst Hans Adam II. von und zu Liechtenstein. Die Führung der Staatsgeschäfte obliegt seit August 2004 dem Erbprinzen Alois von und zu Liechtenstein.

#### Legislative
- FL: 2
- VU: 10
- FBP: 7
- DpL: 6

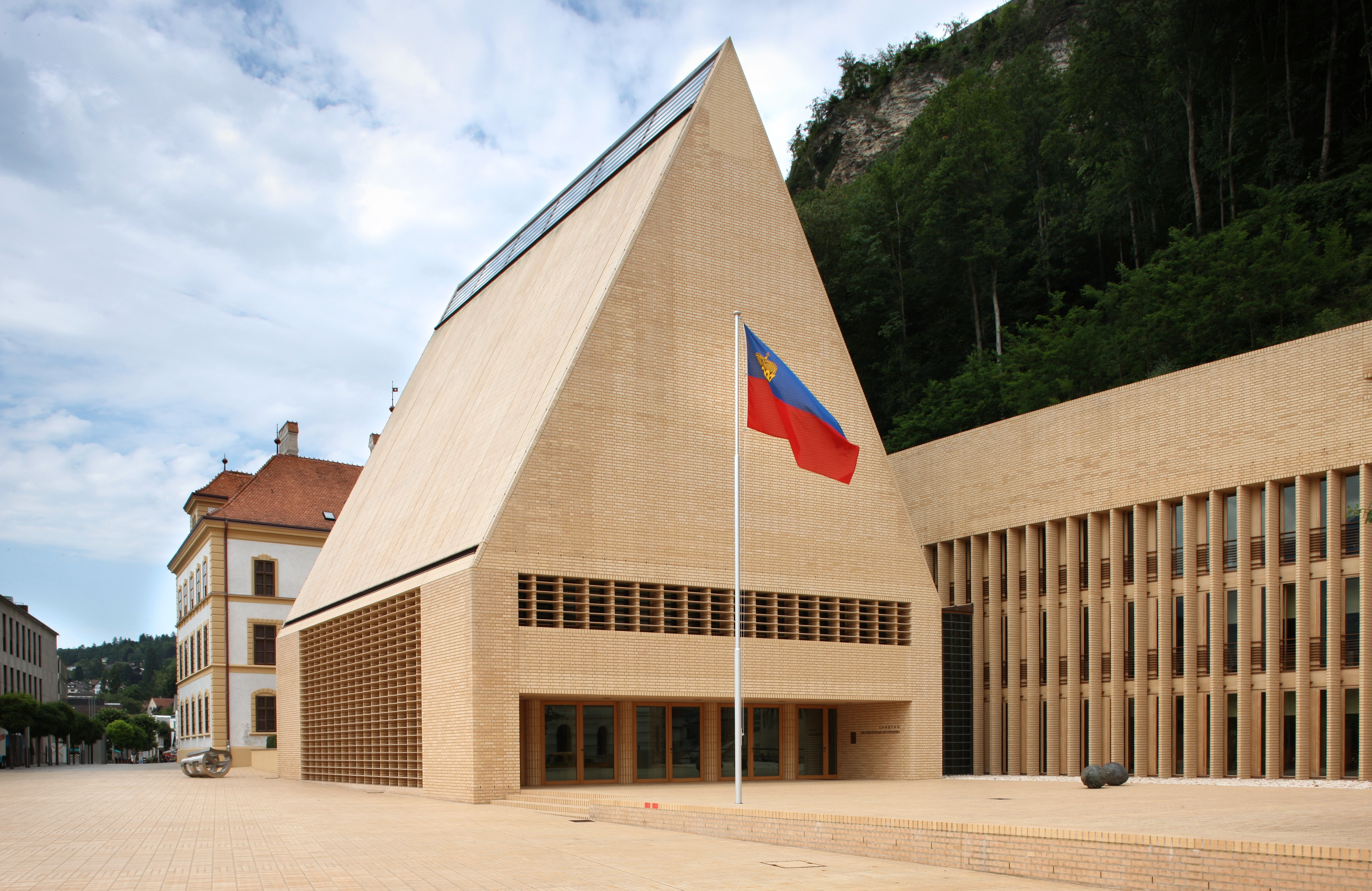
Das 2008 eröffnete Landtagsgebäude in Vaduz

Die gesetzgebende Gewalt liegt beim Landesfürsten und beim Landtag des Fürstentums Liechtenstein. Der Landtag besteht aus 25 Abgeordneten, die nach dem Proporzwahlrecht für vier Jahre vom Volk gewählt werden. Das Volk wählt dabei in zwei Wahlkreisen, wobei im Unterland 10 und im Oberland 15 Abgeordnete gewählt werden. Die Gesetzgebung wird durch den 65. Verfassungsartikel definiert. Nach diesem dürfen ohne die Mitwirkung des Landtages keine Gesetze beschlossen oder abgeändert werden.
Nachdem ein Gesetz vom Landtag beschlossen worden ist, muss es noch vom Fürsten sanktioniert, vom Regierungschef gegengezeichnet sowie im Landesgesetzblatt bekanntgegeben werden, bevor es endgültig in Kraft tritt. Wird ein Gesetz nicht innerhalb von sechs Monaten vom Landesfürsten sanktioniert, gilt es als verweigert.
In der politischen Landschaft Liechtensteins spielen zwei christlich orientierte Volksparteien die Hauptrolle, nämlich die Fortschrittliche Bürgerpartei (FBP) und die Vaterländische Union (VU). Sie stehen in einer Koalition und stellen die Regierung. Die Fortschrittliche Bürgerpartei ist im Unterland stärker vertreten und gilt als fürstentreu, wirtschaftsliberal und traditionsbewusst, während die Vaterländische Union im Oberland überwiegt und sich eher sozialpolitischen Themen verpflichtet sieht. Davon abgesehen gibt es keine grösseren ideologischen Unterschiede zwischen den beiden grossen Parteien.
Bei den Landtagswahlen 2025 gewann von den beiden regierenden Parteien nur die Vaterländische Union (VU) mit eine Plus von 2,4 Prozent der Stimmen leicht zu, wogegen die Fortschrittliche Bürgerpartei (FBP) einen Verlust von 8,4 Prozent und drei Mandaten im Landtag zu verkraften hatte. Die Demokraten pro Liechtenstein erzielten bei der Wahl mit 23,3 Prozent der Stimmen und einem Zuwachs von 12,2 Prozent das beste Ergebnis ihrer Geschichte und konnten damit ihre Mandate mehr als verdoppeln. Die kleine Oppositionspartei Freie Liste (FL) verlor leicht und hält nun nur noch zwei Sitze im Landesparlament. Die Wählergruppierung Die Unabhängigen (DU) trat nicht mehr an.

#### Exekutive

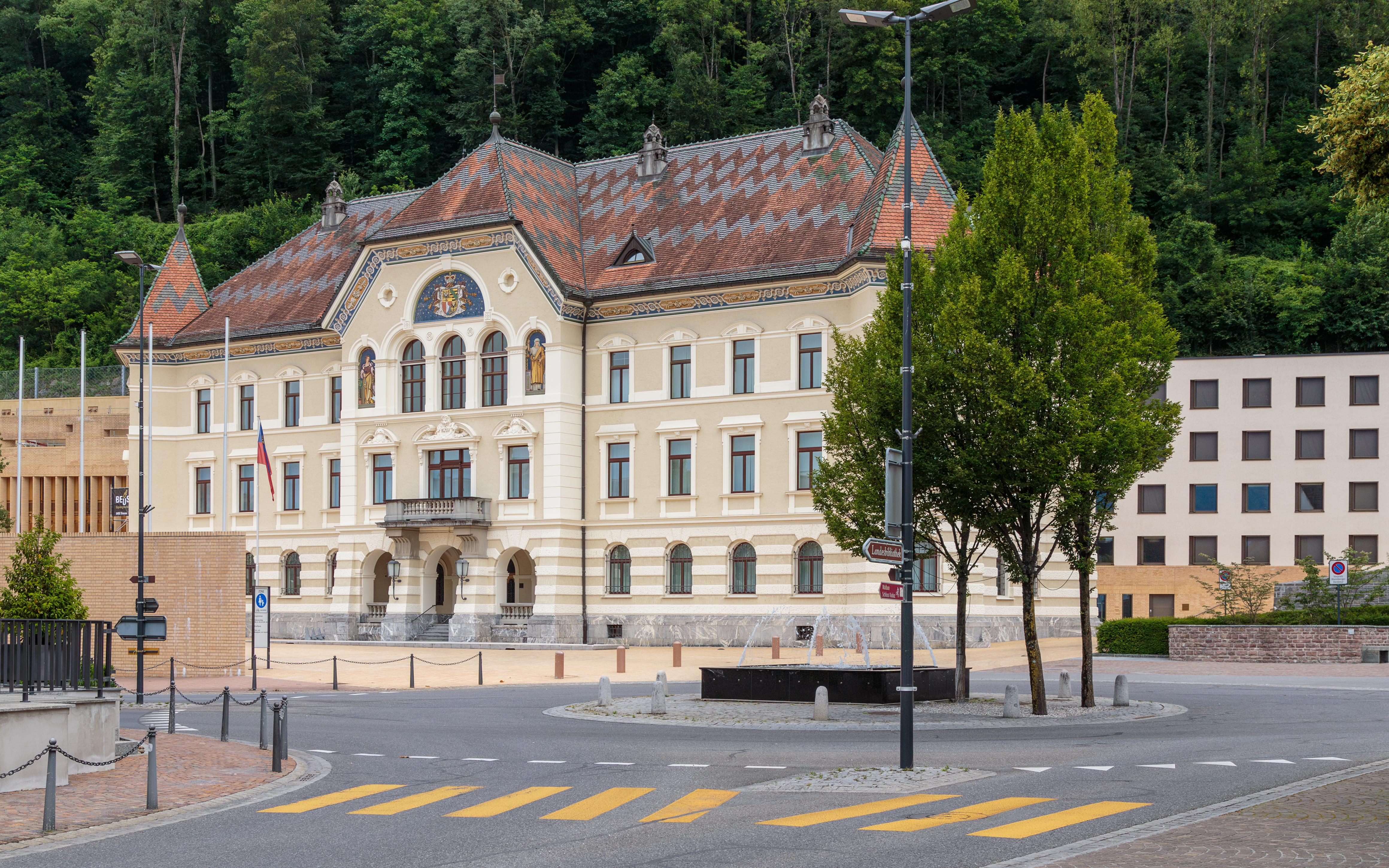
Das Regierungsgebäude in Vaduz

Die fünfköpfige Regierung stellt die Exekutive. Sie besteht aus dem Regierungschef und vier Regierungsräten. Seit dem Jahr 2013 ist die Regierung in fünf Ministerien organisiert (Präsidiales und Finanzen, Äusseres, Gesellschaft, Inneres und Infrastruktur). Die Geschäftsbereiche Wirtschaft, Justiz, Bildung, Umwelt, Sport und Kultur werden den einzelnen Ministerien zugeordnet. Jedes Regierungsmitglied ist Leiter eines Ministeriums und trägt die Bezeichnung Minister. Regierungschefin ist seit dem 10. April 2025 Brigitte Haas (VU). Auf Vorschlag des Landtages werden Regierungschef und Regierungsräte vom Landesfürsten ernannt. Mit der umstrittenen Verfassungsänderung 2003 erhielt der Landesfürst mit dem 80. Verfassungsartikel die Möglichkeit, die Regierung oder – im Einvernehmen mit dem Landtag – einzelne Regierungsräte jederzeit und ohne Angabe von Gründen zu entlassen.
Als Stellvertreterin der Regierungschefin sitzt Sabine Monauni (FBP) in der Regierung. Weitere Regierungsmitglieder sind Daniel Oehry (FBP), Hubert Büchel (VU) und Emanuel Schädler (VU).
Die Liechtensteinische Landesverwaltung umfasst seit der Verwaltungsreorganisation im Jahr 2013 nunmehr 22 Amtsstellen und 12 Stabsstellen sowie 8 diplomatische Vertretungen im Ausland. Die Eigenstaatlichkeit Liechtensteins führt im Verhältnis zur Einwohnerzahl zu einer grossen Verwaltung. Die grössten Amtsstellen sind das Amt für Bau und Infrastruktur, die Landespolizei, das Amt für Justiz, das Amt für Volkswirtschaft, die Steuerverwaltung und das Schulamt. Die Finanzkontrolle und die Datenschutzstelle unterstehen dem Parlament, die Finanzmarktaufsicht (FMA) ist eine von der Verwaltung unabhängige Aufsichtsbehörde.

#### Judikative

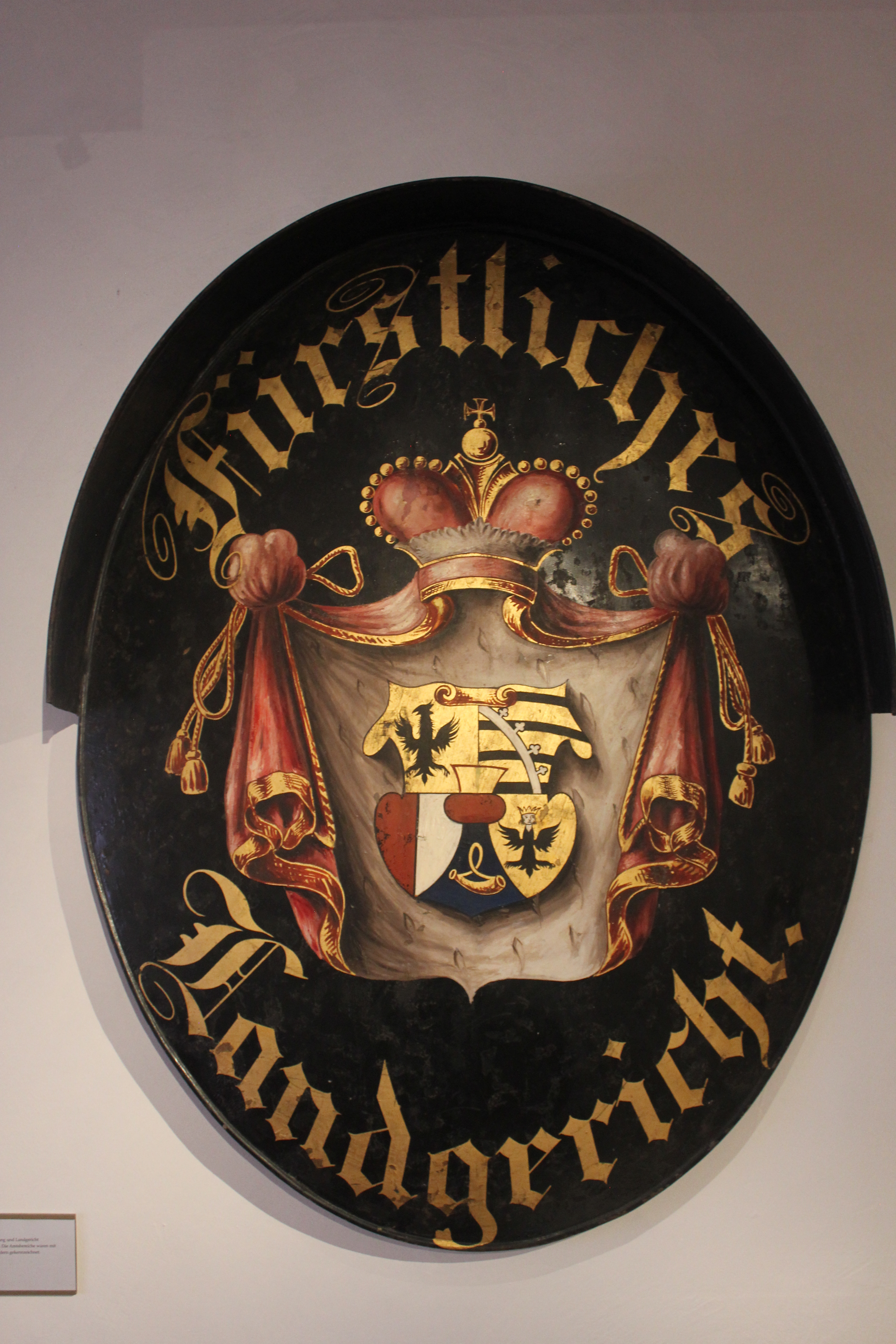
Amtsschild aus dem Jahr 1905 für das Liechtensteinische Landgericht

Die zivil- und strafrechtliche Judikative verfügt gemäss Art. 1 Gerichtsorganisationsgesetz (GOG) über drei Instanzen: das Fürstliche Landgericht, das Fürstliche Obergericht und den Fürstlichen Obersten Gerichtshof, die alle in Vaduz ansässig sind. Das Fürstliche Obergericht und der Fürstliche Oberste Gerichtshof entscheiden in Senatsbesetzung, während beim Fürstlichen Landgericht gemäss Art. 2 GOG in Zivil- und mehrheitlich auch in Strafsachen Einzelrichter tätig sind. Der Weiterzug an die dritte Instanz ist in Zivil- und Strafsachen teilweise nur beschränkt möglich.
Die unabhängige verwaltungsrechtliche Judikative wird durch den Fürstlichen Verwaltungsgerichtshof wahrgenommen, welcher gemäss Art. 78 Abs. 2 und 3 Landesverwaltungspflegegesetz in Senatsbesetzung über Entscheidungen der verwaltungsinternen Rechtsmittelbehörden (Regierung oder Verwaltungsbeschwerdeinstanz) entscheidet.
Den ordentlichen Gerichten ist ferner der Liechtensteinische Staatsgerichtshof nachgelagert, an den letztinstanzliche enderledigende Entscheide mit dem ausserordentlichen Rechtsmittel der Individualbeschwerde gemäss Art. 15 Staatsgerichtshofgesetz angefochten werden können.
Richterstellen werden im Fürstentum Liechtenstein öffentlich zur Bewerbung ausgeschrieben. Taugliche Kandidaten werden durch ein mit dem Landesfürsten sowie paritätisch mit Vertretern des Landesfürsten und des Landtages besetztes Gremium dem Landtag zur Wahl vorgeschlagen, welcher wiederum die gewählten Richter dem Landesfürsten zur Ernennung vorschlägt (Art. 96 Liechtensteiner Verfassung).

#### Direkte Demokratie

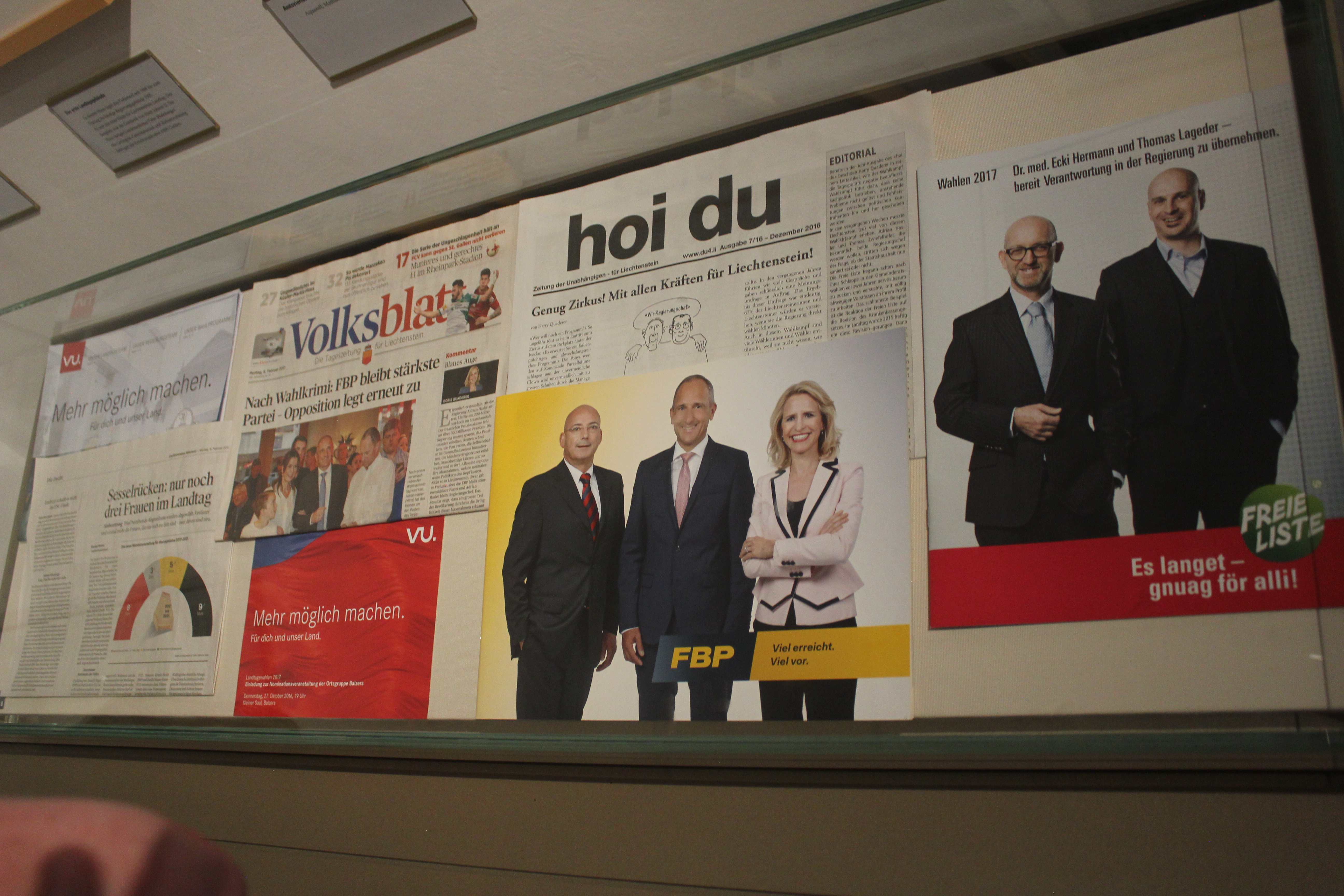
Parteizeitungen sowie Werbezettel der Parteien VU, FBP und Freie Liste im Landesmuseum

Es gibt ein stark direktdemokratisches Element im liechtensteinischen System. So können mindestens 1000 Bürger den Landtag einberufen (Art. 48(2) der liechtensteinischen Verfassung), und mindestens 1500 können eine Volksabstimmung über seine Auflösung beantragen (Art. 48(3) der liechtensteinischen Verfassung). Ebenfalls können 1000 Bürger den Begehr auf Erlass, Abänderung oder Aufhebung eines Gesetzes an den Landtag stellen. Jedes Gesetz unterliegt einer Volksabstimmung, sofern dies der Landtag beschliesst oder mindestens 1000 Bürger oder vergleichsweise drei Gemeinden dies verlangen (Art. 64 der liechtensteinischen Verfassung). Für Verfassungsänderungen oder Staatsverträge sind mindestens 1500 Bürger oder vier Gemeinden notwendig. Die Verfassung vom März 2003 hat die direktdemokratischen Rechte der Landesbürger in grundlegenden Aspekten erweitert.
In Krisenzeiten kann sich der Fürst auf ein Notrecht berufen (Art. 10 der liechtensteinischen Verfassung).

#### Frauenstimm- und -wahlrecht
Liechtenstein führte per 1. Juli 1984 als letztes Land Europas das Frauenstimm- und -wahlrecht ein. Noch 1971 und 1973 wurde das Frauenstimmrecht in zwei Volksabstimmungen abgelehnt. Eine vom Landtag 1976 beschlossene Verfassungsänderung ermöglichte es den Gemeinden, das Frauenstimmrecht auf kommunaler Ebene einzuführen. Gründe für die späte Einführung sind unter anderem die frühere ländliche Struktur des Landes und damit verbunden ein konservatives Frauenbild. Frauen sind im Landtag und in den Gemeinderäten immer noch stark untervertreten.

### Verwaltungsgliederung
Liechtenstein gliedert sich in elf Gemeinden, die auf die beiden Wahlkreise Unterland und Oberland verteilt sind. Die politische Zweiteilung des Landes ist historisch bedingt; das Unterland geht auf die Herrschaft Schellenberg, das Oberland auf die Grafschaft Vaduz zurück.
Zum Unterland gehören die Gemeinden Eschen, Gamprin, Mauren, Ruggell und Schellenberg; zum der Fläche nach wesentlich grösseren Oberland zählen die Gemeinden Balzers, Planken, Schaan, Triesen, Triesenberg und Vaduz. Die Autonomie der liechtensteinischen Gemeinden liegt im Vergleich zu den anderen Staaten Mitteleuropas zusammen mit der Schweiz im Spitzenbereich. Die Gemeinden weisen trotz ihrer geringen Grösse komplexe Formen in ihrer territorialen Ausdehnung auf. Sieben Gemeinden umfassen neben einem Hauptteil auch eine oder mehrere Exklaven. Die in rund der Hälfte der Liechtensteiner Gemeinden vorkommenden Bürgergenossenschaften sind Eigentümerinnen von kollektiv genutzten Wäldern und Weiden sowie von parzellierten Flächen, die Privaten zur Nutzung überlassen werden.

### Recht

#### Verfassung
Die Verfassung definiert Liechtenstein als konstitutionelle Erbmonarchie auf demokratischer und parlamentarischer Grundlage. Die Staatsgewalt wird von Fürst und Volk getragen. Die Verfassung stammt aus dem Jahr 1921, garantiert erstmals den Bürgern umfangreiche Grundrechte und brachte nach Schweizer Vorbild eine wesentliche Erweiterung der Volksrechte. Das Recht der Sanktion ermöglicht dem Fürsten die Einflussnahme auf die Gesetzgebung. Zudem hat er das Recht der Begnadigung und das Recht der Abolition.

Die Europäische Menschenrechtskonvention trat für Liechtenstein 1982 in Kraft. Die Konvention ergänzt den Grundrechtskatalog der Verfassung und hat materiell Verfassungsrang.

#### Zivilrecht
Das liechtensteinische Familienrecht beruht im 1812 und 1846 rezipierten österreichischen Allgemeinen bürgerlichen Gesetzbuch (ABGB). Nach dem Ersten Weltkrieg unterblieb eine geplanten Neukodifikation nach dem Vorbild des Schweizerischen Zivilgesetzbuchs (ZGB). Das Familienrecht und das Erbrecht beruhen mit gewissen Änderungen weiterhin auf dem ABGB.

Das Eherecht erfuhr eine bedeutende Änderung durch das Ehegesetz von 1974, das die obligatorische Zivilehe einführte und die Ehescheidung ermöglichte. Die mit der Ehe- und Familienrechtsreform von 1993 verwirklichte Gleichstellung von Mann und Frau wurde vorwiegend nach dem Vorbild des österreichischen Rechts ausgestaltet.
Das aus dem schweizerischen ZGB rezipierte Sachenrecht (SR) trat 1923 als erster Teil des geplanten liechtensteinischen ZGB in Kraft. Es regelt das Eigentum, den Besitz und das Grundbuch.

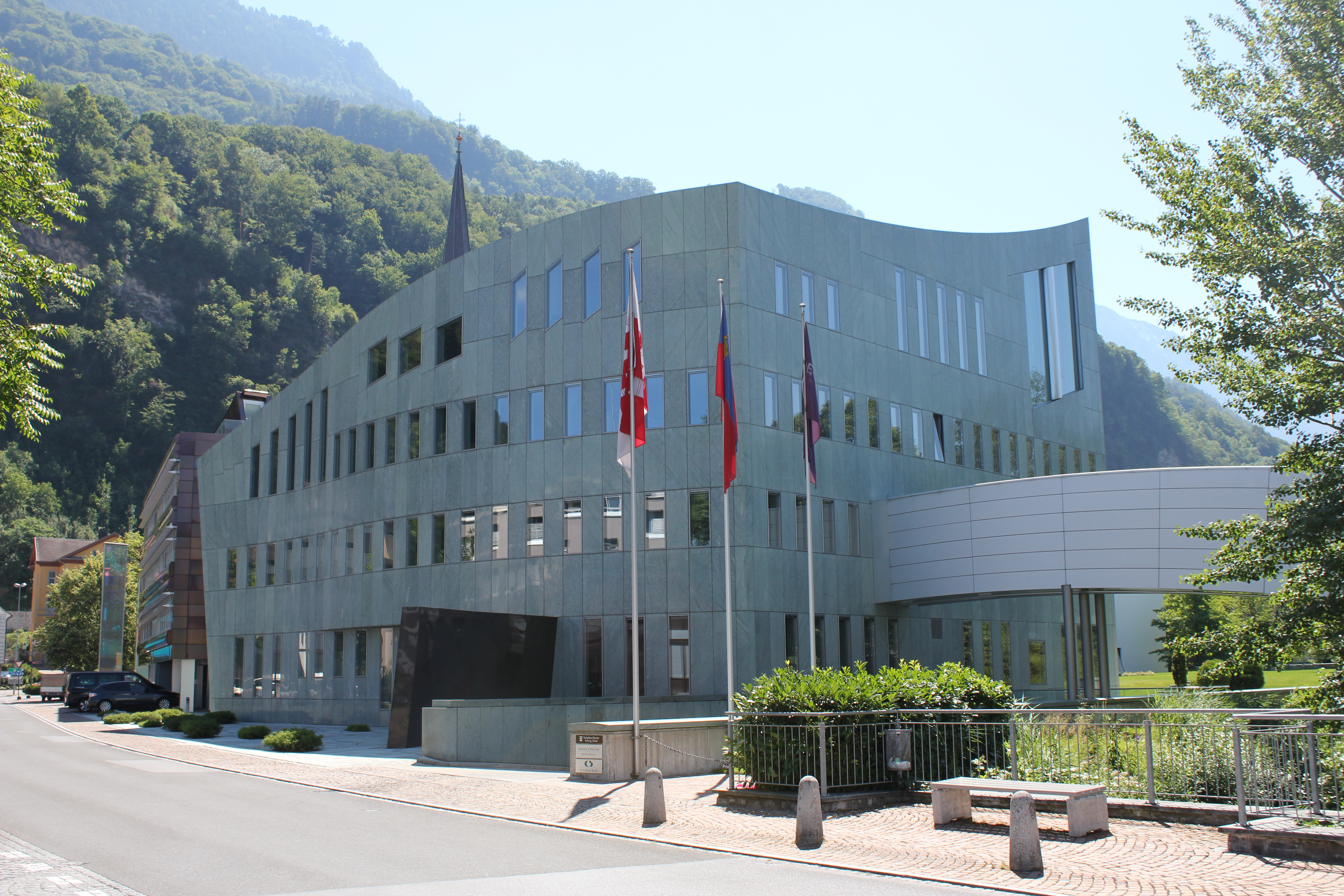
Die Abschnitte zum Gesellschaftsrecht im PGR haben das Ziel, den Finanzplatz Vaduz zu stärken. Centrum Bank in Vaduz

Das Personen- und Gesellschaftsrecht (PGR) von 1926 und 1928 war ein Ergebnis der Umorientierung Liechtensteins nach dem Ersten Weltkrieg von Österreich zur Schweiz. Es orientiert sich am schweizerischen Recht – am ZGB und am Obligationenrecht (OR). Die Abschnitte zum Gesellschaftsrecht enthalten weitgehend eigenständiges liechtensteinisches Recht mit dem Zweck, ausländische Investoren anzuziehen. Dies waren massgebliche Faktoren für den Aufschwung der Finanzdienstleistungen in der zweiten Hälfte des 20. Jahrhunderts.

Das Allgemeine Deutsche Handelsgesetzbuch (ADHGB) wurde 1865, während der Mitgliedschaft Liechtensteins im Deutschen Bund, übernommen. Es ist mit Einschränkungen bis heute in Kraft, grosse Teile wurden jedoch durch das PGR ersetzt.

#### Strafrecht
Das liechtensteinische Strafgesetzbuch StGB von 1989 beruht auf dem grundlegend reformierten österreichischen Strafgesetzbuch von 1975. Die Todesstrafe wurde abgeschafft und Homosexualität erlaubt. Abweichend vom österreichischen Recht wurde die Fristenlösung beim Schwangerschaftsabbruch abgelehnt.

Auch die liechtensteinische Strafprozessordnung (StPO) und die liechtensteinische Zivilprozessordnung (ZPO) beruhen auf österreichischem Recht.

#### Verwaltungsrecht
Der umfangreichste Teil des liechtensteinischen Rechtswesens ist das Verwaltungsrecht, das das Wirtschaftsverwaltungsrecht, das Schulrecht, das Baurecht oder das Verkehrsrecht umfasst. Manche der darin behandelten Bereiche müssen laufend den sich rasch verändernden Verhältnissen angepasst werden. Das liechtensteinische Verwaltungsrecht weist eine Mischform von österreichischem, schweizerischem und eigenständigem liechtensteinischen Recht auf.

#### Liechtensteinische Gesetzessammlung
Der gesamte Datenbestand der liechtensteinischen Rechtsvorschriften ist auf der Liechtensteinischen Gesetzessammlung (LILEX) unentgeltlich online verfügbar.

### Staatshaushalt
Der Landeshaushalt des Fürstentums Liechtenstein umfasste 2017 betriebliche Ausgaben von 789 Millionen Schweizer Franken, welchen Einnahmen von 800 Millionen Schweizer Franken gegenüberstanden. Unter Einbezug des Finanzergebnisses von 160 Millionen Schweizer Franken schloss der Landeshaushalt mit einem Überschuss von 170 Millionen Schweizer Franken ab. Unter Einbeziehung der Haushalte von Gemeinden und Sozialversicherungen ergab sich im Jahre 2016 ein Überschuss von 196 Millionen Schweizer Franken für den Staatssektor. Das entspricht 3,2 Prozent des Bruttoinlandsproduktes. In der Vermögensbilanz des Staates wurde Ende 2016 das Reinvermögen mit rund 7,1 Milliarden Schweizer Franken beziffert, die Bruttoschuldenquote lag bei lediglich 0,4 Prozent. Aufgrund der guten Wirtschafts- und Finanzdaten und der vorausschauenden Umsetzung internationaler Standards wurde dem Fürstentum Liechtenstein als einem von wenigen Staaten die «AAA»-Bewertung von Standard & Poor’s wiederholt bestätigt.

### Politische Indizes
| Name des Index               | Indexwert    | Weltweiter Rang | Interpretationshilfe                                                                  | Jahr |
| ---------------------------- | ------------ | --------------- | ------------------------------------------------------------------------------------- | ---- |
| Freedom in the World Index   | 90 von 100   | —               | Freiheitsstatus: frei 0 = unfrei / 100 = frei                                         | 2024 |
| Rangliste der Pressefreiheit | 81,5 von 100 | 15 von 180      | Zufriedenstellende Lage für die Pressefreiheit 100 = gute Lage / 0 = sehr ernste Lage | 2024 |

### Aussenpolitik
Mangels politischer oder militärischer Macht hat Liechtenstein die Erhaltung seiner Eigenstaatlichkeit in den vergangenen 200 Jahren durch die Mitgliedschaft in Rechtsgemeinschaften gesucht. Internationale Kooperation und europäische Integration sind deshalb Konstanten der liechtensteinischen Aussenpolitik, die darauf abzielen, die völkerrechtlich anerkannte Souveränität des Landes weiterhin abzusichern. Entscheidend für die innenpolitische Legitimation und Nachhaltigkeit dieser Aussenpolitik waren und sind dabei starke direktdemokratische und bürgernahe Entscheidungsmechanismen, die in Liechtenstein in der Verfassung von 1921 verankert sind.

#### Internationale Organisationen und Verträge
Wichtige historische Etappen der Integrations- und Kooperationspolitik Liechtensteins waren der Beitritt zum Rheinbund 1806, zum Deutschen Bund 1815, der Abschluss bilateraler Zoll- und Währungsabkommen mit der Donaumonarchie 1852 und schliesslich des Zollvertrags mit der Schweiz im Jahr 1923, dem eine ganze Reihe von weiteren wichtigen bilateralen Verträgen folgte.
Nach dem wirtschaftlichen Wiederaufbau der Nachkriegszeit folgte 1950 der Beitritt zum Statut des Internationalen Gerichtshofs, 1975 unterzeichnete Liechtenstein zusammen mit 34 weiteren Staaten die KSZE-Schlussakte von Helsinki (heutige OSZE), 1978 trat Liechtenstein dem Europarat bei, und am 18. September 1990 wurde Liechtenstein in die Vereinten Nationen (UNO) aufgenommen. 1991 trat Liechtenstein der Europäischen Freihandelsassoziation (EFTA) als Vollmitglied bei, und seit 1995 ist Liechtenstein Mitglied des Europäischen Wirtschaftsraums (EWR) sowie der Welthandelsorganisation (WTO). 2008 trat Liechtenstein gemeinsam mit der Schweiz dem Schengen/Dublin-Abkommen bei. Die Beziehungen im Rahmen des EWR und der EU nehmen aus wirtschafts- und integrationspolitischer Sicht eine besondere Stellung in der liechtensteinischen Aussenpolitik ein. Der liechtensteinische Erbprinz nimmt zudem an den alljährlichen Treffen der Staatsoberhäupter der deutschsprachigen Länder (bestehend aus EU- und Nicht-EU-Mitgliedern) teil.

#### Beziehungen zur Schweiz
Die Beziehungen zur Schweiz sind wegen der engen Zusammenarbeit in vielen Bereichen besonders umfangreich; die Schweiz erfüllt an einigen Stellen Aufgaben, die für das Fürstentum aufgrund seiner geringen Grösse schwer selbst zu bewältigen wären. Seit dem Jahr 2000 hat die Schweiz einen Botschafter gegenüber Liechtenstein ernannt, der allerdings in Bern residiert. Die konsularische Vertretung Liechtensteins wird seit dem Zollvertrag mit der Schweiz von 1923 zumeist von der Schweiz wahrgenommen.

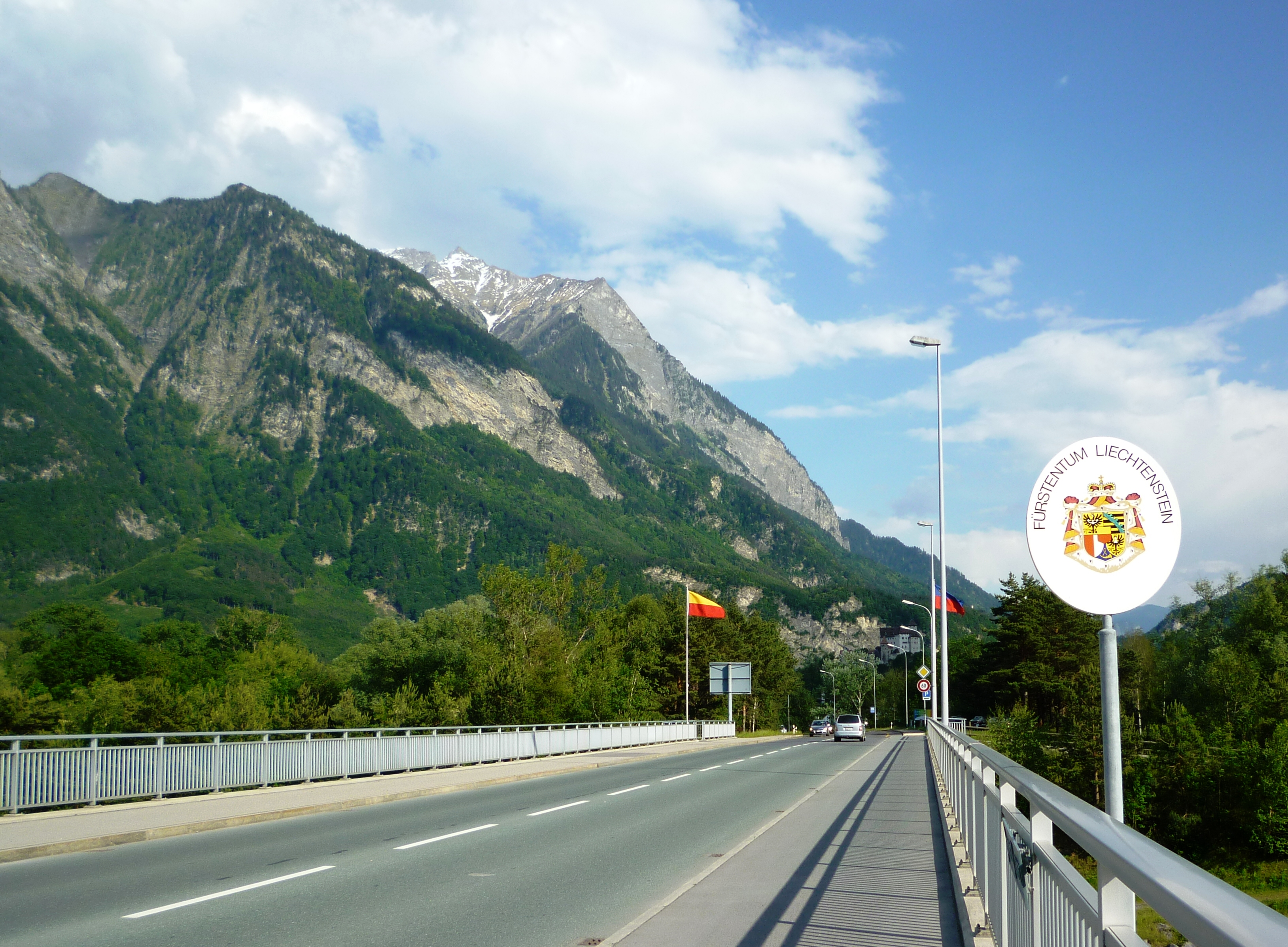
Die Grenze zwischen Liechtenstein und der Schweiz (ohne systematische Grenzkontrollen)

#### Diplomatische Vertretungen
Liechtenstein hält direkte diplomatische Vertretungen in Wien, Bern, Berlin, Brüssel, Strassburg und Washington, D.C. sowie Ständige Missionen in New York und Genf bei den Vereinten Nationen. Derzeit sind diplomatische Vertretungen von 78 Ländern in Liechtenstein akkreditiert, residieren jedoch meist in Bern. Die Botschaft in Brüssel koordiniert die Kontakte zur Europäischen Union, zu Belgien und auch zum Heiligen Stuhl.

#### Beziehungen zu Deutschland
Die diplomatischen Beziehungen zu Deutschland wurden lange Zeit über einen nichtresidierenden Botschafter unterhalten; also über eine Kontaktperson, die nicht dauerhaft in Deutschland ansässig war. Seit 2002 hat Liechtenstein jedoch einen festen Botschafter in Berlin, während die deutsche Botschaft in der Schweiz auch für das Fürstentum zuständig ist. Das Aussenministerium Liechtensteins sieht die Kontakte besonders auf wirtschaftlicher Ebene als überaus fruchtbar und wichtig für die Entwicklung des Landes an. Konflikte über den Umgang mit Bank- und Steuerdaten haben die Beziehungen jedoch immer wieder belastet. Am 2. September 2009 haben Liechtenstein und Deutschland ein Abkommen über die Zusammenarbeit und den Informationsaustausch in Steuersachen unterzeichnet. Der Abkommenstext folgte dem OECD-Musterabkommen und sieht ab dem Steuerjahr 2010 einen Informationsaustausch in Steuerfragen auf Anfrage vor. Darüber hinaus begreift Liechtenstein die Bundesrepublik als wichtigen Partner bei der Wahrnehmung seiner Interessen bei der europäischen Integration. Auf kultureller Ebene spielt besonders die Projektförderung eine Rolle, so finanzierte etwa die Hilti Foundation die Ausstellung «Ägyptens versunkene Schätze» in Berlin, und der Staat spendete 20'000 Euro nach dem Brand der Herzogin Anna Amalia Bibliothek in Weimar.

#### Beziehungen zu Tschechien
2009 erkannte als letztes EU-Mitglied die Tschechische Republik Liechtenstein als souveränen Staat an. Dem vorhergegangen war ein jahrzehntelanger diplomatischer Streit zwischen den beiden Ländern, nachdem durch die Beneš-Dekrete sämtliche Besitztümer der Fürstenfamilie in der Tschechoslowakei enteignet und verstaatlicht worden waren. Der Fall war beim Internationalen Gerichtshof gelandet, Liechtenstein hatte ihn jedoch verloren. Im Laufe des Jahres 2009 normalisierten die Länder ihre Beziehungen, Liechtenstein sprach darüber hinaus auch erstmals der Slowakei diplomatische Anerkennung aus.

#### Beziehungen zum EWR
Die Mitgliedschaft im Europäischen Wirtschaftsraum sah im Prinzip die volle Personenfreizügigkeit vor. Weil allerdings absehbar war, dass zahlreiche EU-Bürger im steuergünstigen Fürstentum ihren Wohnsitz nehmen würden, was weder in deren Heimatländern (die Steuerausfälle befürchteten) noch in Liechtenstein (wo steigende Immobilienpreise befürchtet wurden) erwünscht war, wurde eine Sondervereinbarung getroffen, wonach Liechtenstein pro Jahr 88 neue Aufenthaltsbewilligungen vergibt. An EWR-Bürger gehen jährlich 72 Aufenthaltsbewilligungen, davon 56 an Berufstätige und 16 an Nichtberufstätige. Von den erstgenannten wird die Hälfte nach unklaren Kriterien von der Regierung «nach den Bedürfnissen der Wirtschaft», die andere Hälfte und die Bewilligungen für Nichtberufstätige auf Drängen der EU in einem Losverfahren vergeben. In jedem Fall ist der Nachzug von Familienangehörigen möglich. Für Schweizer Staatsangehörige sind die Vorgaben restriktiver. Für sie gibt es jährlich nur 17 Aufenthaltsbewilligungen. Diese Bewilligungen werden nicht verlost, sondern von der Regierung vergeben. Am 28. Februar 2008 unterzeichnete das Fürstentum seinen Beitritt zum Schengen-Raum, der Beitritt erfolgte am 19. Dezember 2011.

### Steuerpolitik
Steuerpolitik (national)
Mit der Totalrevision des Steuergesetzes im Jahr 2010 (anwendbar ab 1. Januar 2011) wurde das liechtensteinische Steuergesetz in Einklang mit internationalen und europäischen Steuerstandards gebracht, einschliesslich der Regelungen betreffend staatliche Beihilfen. Das alte Steuergesetz von 1961, welches teilweise noch Regelungen aus dem Steuergesetz von 1923 enthielt, wurde gemeinsam mit den privilegierten Besteuerungsregimen für Sitz- und Holdinggesellschaften abgeschafft und durch ein neues umfassendes Besteuerungssystem ersetzt. Die neuen Regelungen werden von der EFTA-Überwachungsbehörde und dem EFTA-Gerichtshof als Gegenstück zur Europäischen Kommission und zum Europäischen Gerichtshof innerhalb des Europäischen Wirtschaftsraums (EWR) überwacht.
Weiter hat die EU-Gruppe «Verhaltenskodex» (Unternehmensbesteuerung) gemeinsam mit der EU-Kommission das liechtensteinische Steuersystem untersucht und ist dabei zum Schluss gekommen, dass:
- Liechtenstein dem internationalen Standard betreffend Informationsaustausch im Steuerbereich nachkommt;
- Liechtenstein keine schädlichen Steuerpraktiken oder -regime hat und die Regelungen gegen die Gewinnverkürzung und Gewinnverlagerung (Base Erosion and Profit Shifting; BEPS) anwendet (bisher fehlende Anti-Missbrauchsbestimmungen für Dividenden und Veräusserungsgewinne sowie beim Eigenkapitalzinsabzug sind seit 13. Juli 2018 umgesetzt und in Kraft);
- Liechtenstein keine künstlichen Steuerstrukturen fördert.

Juristische Personen (wie Aktiengesellschaften, Gesellschaften mit beschränkter Haftung, Stiftungen und Anstalten) unterliegen der generellen Ertragssteuer in Höhe von 12,5 % (was vergleichbar zum Körperschaftsteuersatz in anderen europäischen Staaten ist).
Natürliche Personen unterliegen sowohl der Erwerbssteuer als auch der Vermögenssteuer. Die Vermögenssteuer errechnet sich als standardisierter Sollertrag in Höhe von 4 % vom Nettovermögen, welcher einen fiktiven Erwerb darstellt. Dieser fiktive Erwerb (4 % des Nettovermögens) wird sodann dem übrigen Erwerb (Einkünfte aus nichtselbständiger Arbeit etc.) hinzugezählt. Die sich dann ergebende Steuerbemessungsgrundlage unterliegt einem progressiven Steuersatz bis maximal 28 % (einschliesslich des Gemeindesteuerzuschlags).
Liechtenstein hat weiter ein Mehrwertsteuersystem, welches aufgrund der Zoll- und Währungsunion mit der Schweiz dem schweizerischen Mehrwertsteuersystem entspricht. Seit 1. Januar 2018 gelten die Sätze 7,7 % Normalsatz, 2,5 % reduzierter Satz und 3,7 % Sondersatz für Beherbergungsdienstleistungen.
Steuerpolitik (international)
Liechtenstein ist im Jahr 2016 als einer der ersten Nicht-OECD-Staaten dem Inclusive Framework der OECD beigetreten und kommt somit den internationalen Standards, welche im Bereich der grenzüberschreitenden Unternehmensbesteuerung entwickelt wurden (Base Erosion and Profit Shifting; BEPS) sowohl in seinem nationalen als auch im internationalen Steuerrecht nach. Dementsprechend wurde das Steuergesetz aus 2010 angepasst (Anpassungen anwendbar ab 1. Januar 2017). Die Anpassungen umfassten:
- die Einführung des Korrespondenz-Prinzips für Dividenden innerhalb von Unternehmensgruppen, um eine doppelte Nicht-Besteuerung zu vermeiden (siehe BEPS Aktionspunkt 2);
- die Abschaffung der IP-Box (siehe BEPS Aktionspunkt 5);
- die Einführung einer standardisierten Verrechnungspreisdokumentation (siehe BEPS Aktionspunkt 13).

Das OECD-Forum on Harmful Tax Practices (FHTP) stellte weiter fest, dass Liechtenstein keine schädlichen Steuerregime hat. Liechtenstein war zudem einer der ersten Unterzeichnerstaaten der Multilateral Convention to Implement Tax Treaty Related Measures to Prevent Base Erosion and Profit Shifting (MLI) und hat auch die erforderlichen Rechtsgrundlagen für Informationsaustausch auf Ersuchen sowie automatischen und spontanen Informationsaustausch geschaffen, welche den internationalen Standards entsprechen. Zudem hat Liechtenstein die multilaterale Amtshilfekonvention (MAK) ratifiziert, welche seit 1. Januar 2017 anwendbar ist. Die MAK dient als abkommensrechtliche Grundlage für eine umfassende Amtshilfe in Steuersachen und ermöglicht einen Informationsaustausch auf Ersuchen. Im Rahmen des Phase-2-Peer-Review-Verfahrens des OECD Global Forum on Transparency and Exchange of Information for Tax Purposes vom Oktober 2015 hat Liechtenstein das Rating «Largely Compliant» erhalten.
Weiter hat Liechtenstein basierend auf der MAK die Multilaterale Behördenvereinbarung über den automatischen Informationsaustausch über Finanzkonten (MCAA-CRS) im Oktober 2014 unterzeichnet, welche einen multilateralen Rahmen für den automatischen Informationsaustausch (AIA) schafft. Das derzeitige AIA-Netzwerk von Liechtenstein umfasst 88 Partnerstaaten. Im Rahmen des AIA-Abkommens zwischen Liechtenstein und der EU, das seit 1. Januar 2016 anwendbar ist, hat Liechtenstein im September 2017 als einer der ersten Staaten den ersten automatischen Austausch steuerrelevanter Informationen mit den EU-Mitgliedsstaaten erfolgreich durchgeführt. Mit der Einführung des AIA wurden im Jahr 2015 zudem die Bestimmungen zu den liechtensteinischen Sorgfaltspflichten geändert. Das liechtensteinische AML/CFT-Regelwerk basiert auf der 4. EU-Geldwäscherichtlinie (2015/849), welche die Empfehlungen der Financial Action Task Force (FATF) vollständig berücksichtigt.
Ebenfalls hat Liechtenstein die Multilaterale Behördenvereinbarung über den Austausch länderbezogener Berichte (MCAA-CbC) im Januar 2016 unterzeichnet. Der Peer-Review-Bericht betreffend Country-by-Country-Reporting (CbC) weist keine Mängel auf. Darüber hinaus verfügt Liechtenstein seit dem 1. Januar 2018 über den notwendigen nationalen Rechtsrahmen für den spontanen Informationsaustausch (SEI). Auf der Grundlage dieses Rechtsrahmens, der den internationalen und europäischen Steuerstandards entspricht, hat Liechtenstein bisher 18 Doppelbesteuerungsabkommen (DBA) geschlossen, darunter ein DBA mit Deutschland, Österreich, der Schweiz, Tschechien, dem Vereinigten Königreich und Ungarn.

### Sozialpolitik

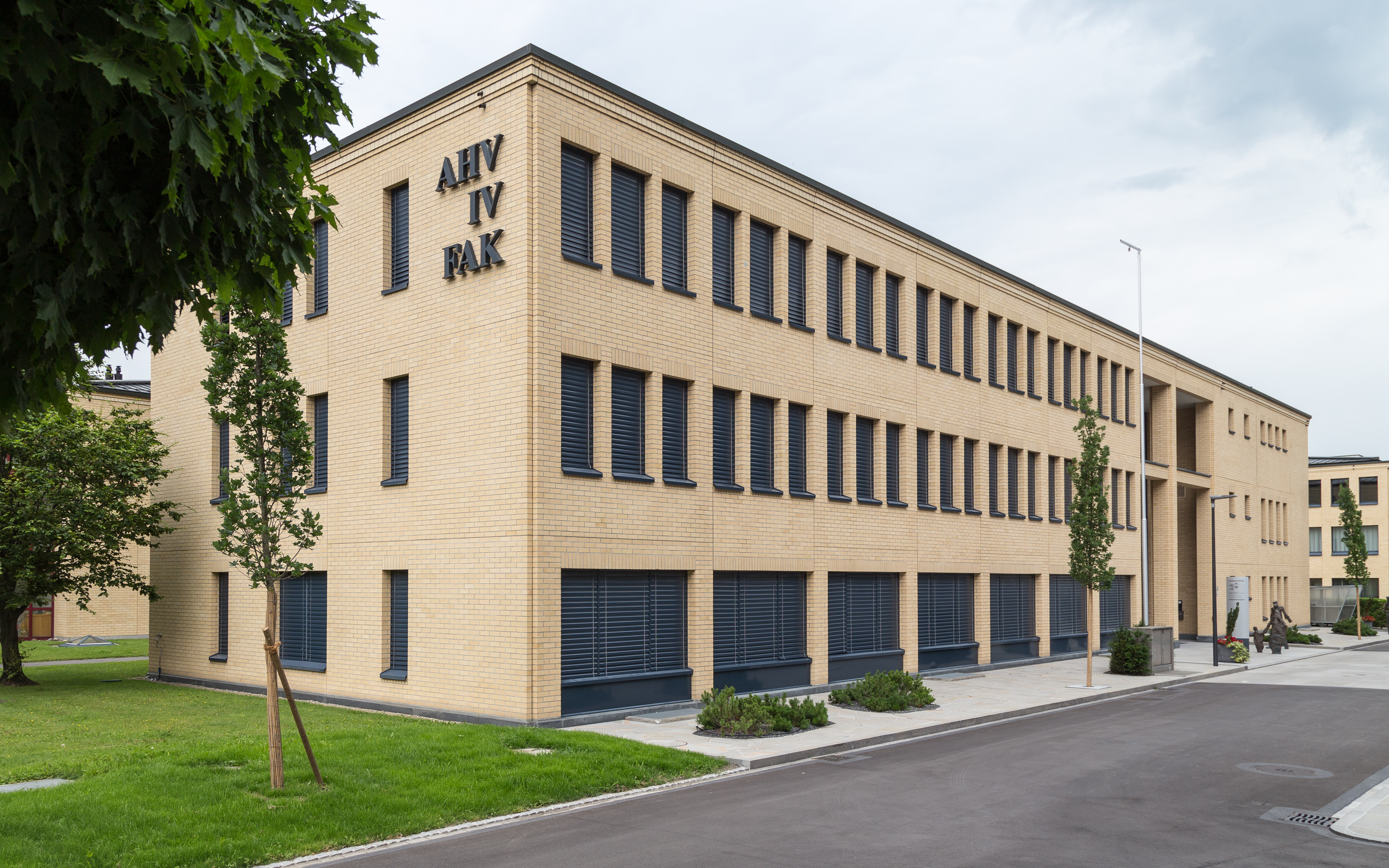
Sozialversicherungen in Vaduz

Der liechtensteinische Sozialstaat ist dem der Schweiz nachempfunden. Es existieren verschiedene obligatorische Sozialversicherungen. Die Alters- und Hinterlassenenversicherung (AHV), die Pensionskasse und die private Vorsorge werden wie in der Schweiz zusammen als Drei-Säulen-System bezeichnet. Seit dem Beitritt zum Europäischen Wirtschaftsraum (EWR) bestehen AHV-Regelungen mit allen EWR-Staaten.
→ Siehe Abschnitt Sozialpolitik im Artikel Schweiz und Artikel Alters- und Hinterlassenenversicherung (Liechtenstein)

### Verteidigungspolitik

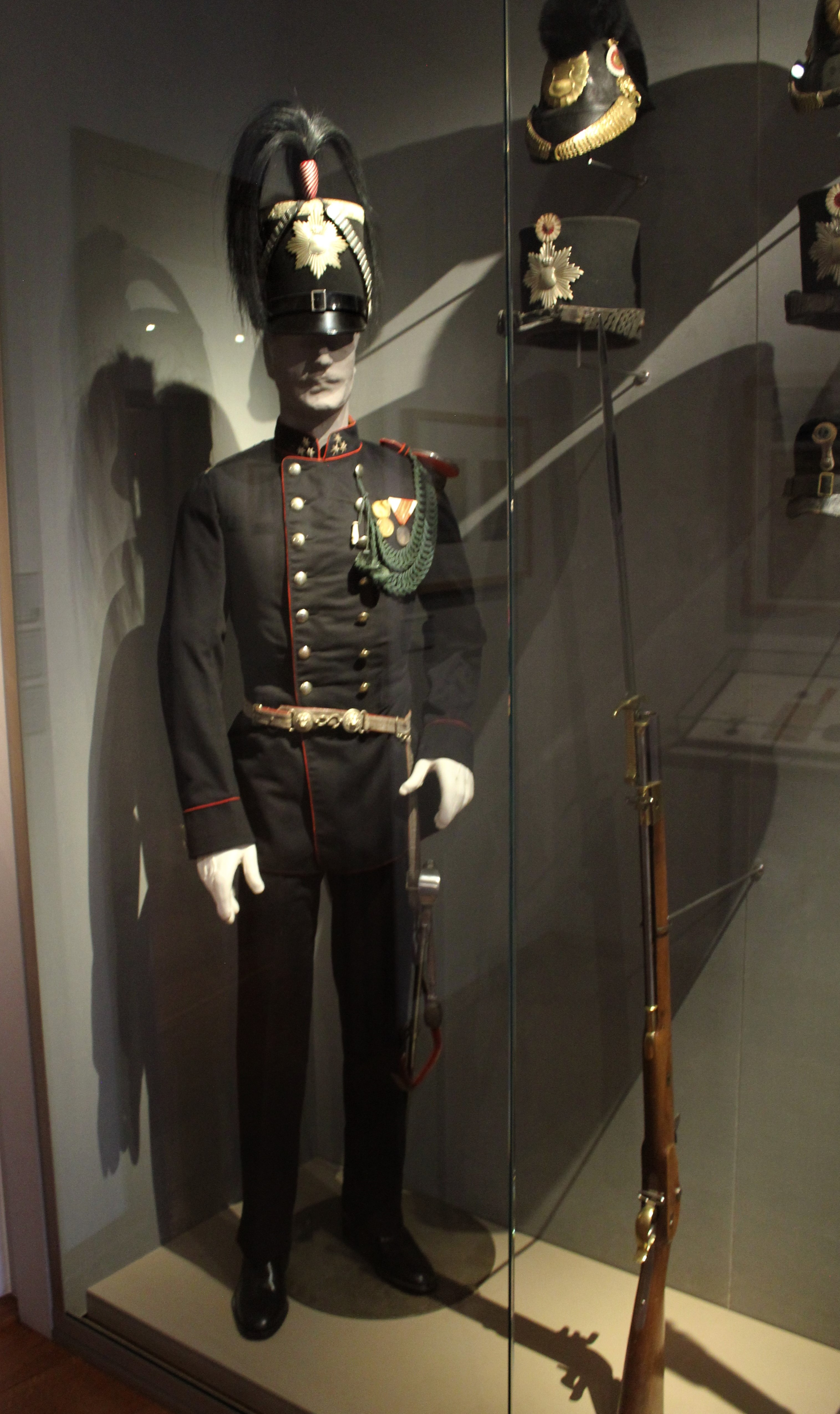
Uniform des liechtensteinischen Militärkontingents 1859–1868 im Landesmuseum. Zur Uniform gehörte ein Säbel, ein Signalpfeifchen aus Elfenbein und der Tschako mit schwarzem Rosshaarbüschel.

Am 12. Februar 1868 beschloss Johann Fürst von Liechtenstein, «bei den dermaligen geänderten Verhältnissen im staatlichen Organismus Deutschlands» sei es «im Interesse meines Fürstentums gelegen, von der Unterhaltung eines Militärkontingents abzusehen», und löste die liechtensteinischen Streitkräfte auf. Das Fürstentum besitzt seither keine eigene Armee mehr; jedoch ist in der Verfassung die allgemeine Wehrpflicht nach wie vor verankert. Für die innere Sicherheit und Kriminalitätsbekämpfung ist die Landespolizei zuständig. Einige Gemeinden unterhalten eine eigene Gemeindepolizei.
Während des Zweiten Weltkriegs wollte die Schweiz das Territorium des Fürstentums Liechtenstein in ihre Landesverteidigung einbeziehen, da die liechtensteinische Topographie günstige Voraussetzungen für einen Angriff auf die schweizerische Landesgrenze im Rheintal bot. Liechtenstein lehnte dies jedoch ab, da es fürchtete, dies würde seine Beziehungen zum nationalsozialistischen Deutschland übermässig belasten. Die Schweiz drängte auch nach Kriegsende auf eine Lösung des Problems. Schliesslich trat Liechtenstein in mehreren Etappen – jeweils gegen finanzielle und territoriale Entschädigung – militärisch wichtige Punkte an die Schweiz ab, zuletzt 1949 mit dem Ellhorn.
Bis heute existiert kein Vertrag, der eine Interventionspflicht oder ein Interventionsrecht der Schweiz für den Fall eines Angriffs auf liechtensteinisches Territorium regeln würde. Hingegen können gestützt auf das Abkommen vom 2. November 2005 zwischen dem Fürstentum Liechtenstein und der Schweizerischen Eidgenossenschaft über die gegenseitige Hilfeleistung bei Katastrophen oder schweren Unglücksfällen auf Ersuchen Liechtensteins sowohl zivile als auch militärische Einheiten aus der Schweiz in Liechtenstein Hilfe leisten. Im Februar 2025 lehnte die Schweiz eine Zusammenarbeit oder ein Schutzabkommen zur Verteidigung Liechtensteins ab.

### Digitalisierungspolitik
Die E-Government-Strategie in Liechtenstein versucht Herausforderungen mit der bestmöglichen Effizienz zu begegnen. Die drei Hauptziele sind hier:
- eine moderne öffentliche Administration, welche aus Liechtenstein einen attraktiven Geschäftsstandort macht
- externe Anforderungen erfüllen, besonders die der EU
- Wünsche und Bedürfnisse der Kunden umsetzen

2010 wurde ein Gesetzesentwurf zum elektronischen Geschäftsverkehr vorgelegt, welcher besonders den Verkehr mit Behörden sowie das elektronische Verwaltungshandeln fördert. Dadurch sei es Behörden möglich, verschiedene Dienstleistungen elektronisch anzubieten, wodurch das Verwaltungsverfahren vereinfacht werde. Ein wichtiger Punkt ist hier die Schaffung eines «elektronischen Identitätsausweises» (eIDA), welcher die eindeutige Identifikation der Person durch die Behörde gewährleistet.
Durch die Nutzung von E-Government werden die Abläufe vereinfacht, und Kunden können auf Dienstleistungen, unabhängig von Uhrzeit oder Ort, problemlos zugreifen. Zudem werden Ressourcen gezielt eingesetzt und dadurch langfristig Kosten gesenkt. Sicherheit wird durch die direkte Übertragung an die zuständigen Stellen, eine eindeutige Identifikation sowie kontrollierten Datenzugriff gewährleistet.

### Umweltpolitik
Internationale Auszeichnungen zur Umweltpolitik
Im Jahr 2013 gewann Liechtenstein erstmals den 2. SolarSuperState-Preis in der Kategorie Solar in Anerkennung des erreichten Niveaus der Nutzung der Fotovoltaik im Staat. Der Preis wurde von der SolarSuperState Association mit der am 31. Dezember 2012 erreichten kumulierten installierten Fotovoltaik-Leistung von circa 290 Watt pro Einwohner begründet, was weltweit den zweiten Platz hinter Deutschland bedeutete. Auch im Jahr 2014 wurde Liechtenstein der 2. SolarSuperState-Preis in der Kategorie Solar zuerkannt. In den Jahren 2015 und 2016 wurde Liechtenstein jeweils mit dem 1. SolarSuperState-Preis in der Kategorie Solar ausgezeichnet, weil das Land weltweit die grösste kumulierte installierte Fotovoltaik-Leistung pro Bevölkerung aufwies.

## Wirtschaft
Die Wirtschaft in Liechtenstein ist vorwiegend auf den sekundären (Industrie) und den tertiären (Dienstleistung) Wirtschaftssektor konzentriert mit rund 40 Prozent Industrie- und 55 Prozent Dienstleistungsanteil an der Wirtschaftsleistung. Das Bruttoinlandsprodukt (BIP) Liechtensteins belief sich im Jahr 2019 auf 6,6 Milliarden Schweizer Franken. Das BIP pro Beschäftigtem betrug für 2019 194'136 Schweizer Franken auf Vollzeitäquivalente berechnet oder 165'566 Schweizer Franken pro beschäftigte Person. Das Bruttonationaleinkommen pro Einwohner liegt kaufkraftbereinigt mit etwa 120'000 Schweizer Franken (2018) im internationalen Vergleich sehr hoch und ist das höchste aller EU-/EFTA-Staaten.
Aufgrund des grossen Anteils an Zupendlern an der Gesamtzahl der in Liechtenstein Erwerbstätigen ist das Bruttonationaleinkommen besser als das BIP geeignet für die Bewertung der Einkommenssituation der Bevölkerung. So waren im Jahr 2016 von den 37'453 in Liechtenstein arbeitstätigen Personen rund 54 Prozent nicht in Liechtenstein wohnhaft, sondern pendelten aus dem Ausland zu. Die meisten ausländischen Arbeitskräfte stammten dabei aus der Schweiz (Jahr 2016: 54,3 Prozent) und Österreich (41,6 Prozent). Weitere 4,2 Prozent der ausländischen Arbeitnehmer pendelten aus Deutschland und anderen Staaten zu. Die Arbeitslosenquote belief sich im Jahresdurchschnitt 2017 auf rund 1,9 Prozent. Der Beschäftigungsanteil im Wirtschaftsbereich Industrie und warenproduzierendes Gewerbe lag 2019 mit 36,9 Prozent sehr hoch. In den allgemeinen Dienstleistungen waren 52,5 Prozent der Beschäftigten tätig, 9,7 Prozent der liechtensteinischen Arbeitsplätze waren dem Finanzdienstleistungssektor zuzuordnen, der im Jahr 2019 13,3 Prozent zur liechtensteinischen Bruttowertschöpfung beitrug.
Der Tourismus ist im Vergleich zu den anderen Wirtschaftssektoren von geringerer Bedeutung. Dennoch verzeichnete Liechtenstein im Jahr 2017 über 80'000 Gästeankünfte und über 150'000 Logiernächte. Der wichtigste Ferienort ist dabei Malbun, welcher sowohl im Winter als auch im Sommer zahlreiche Gäste anlockt.

### Primärer Sektor

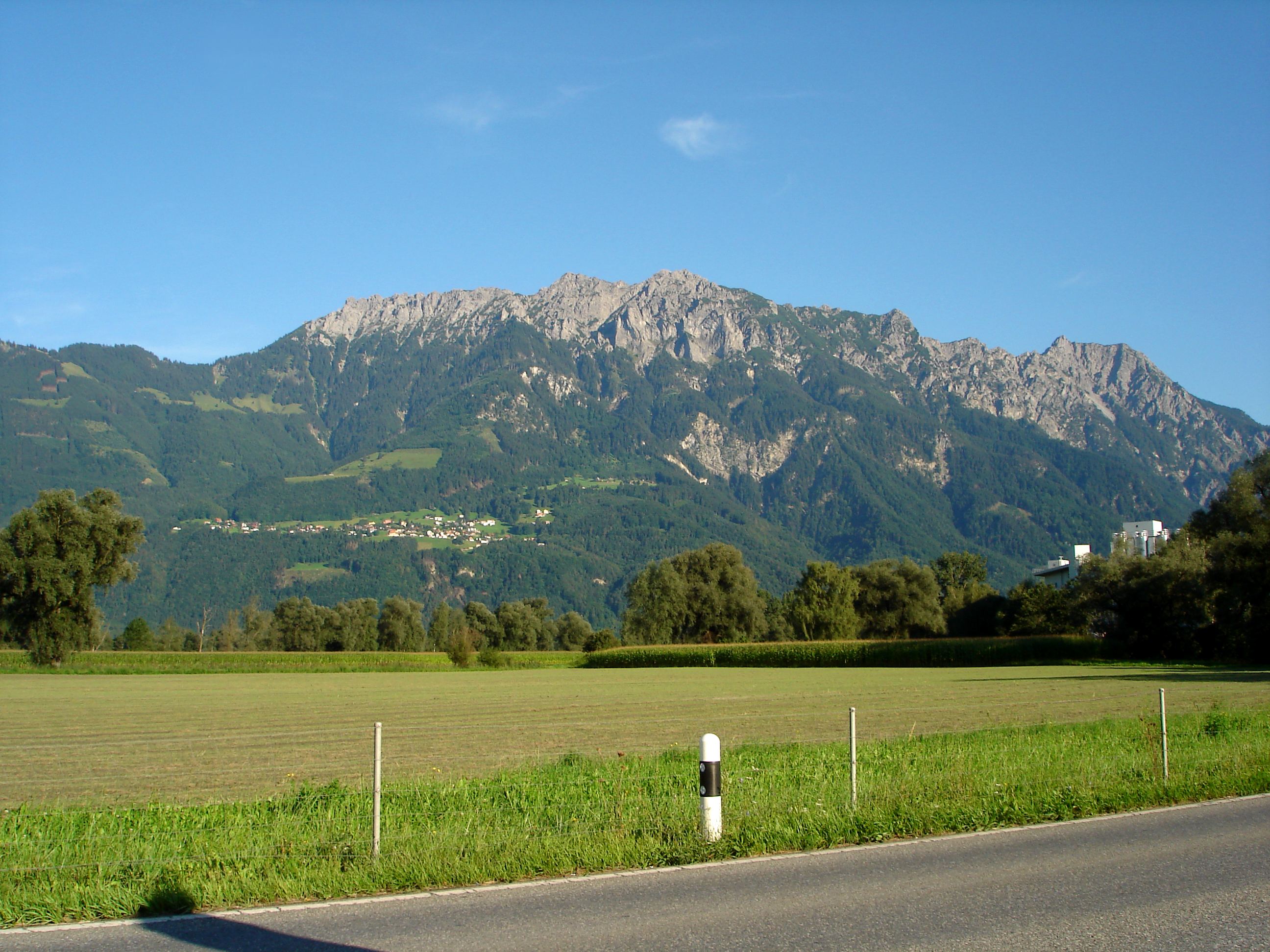
Landwirtschaft in Liechtenstein

Zum 31. Dezember 2016 waren in Liechtenstein im Sektor Land- und Forstwirtschaft, Fischerei 245 Erwerbstätige beschäftigt, was einem Anteil von 0,7 Prozent aller Erwerbstätigen entsprach.
Landwirtschaft: Im Jahr 2016 existierten in Liechtenstein 102 anerkannte Landwirtschaftsbetriebe, die 3'592 Hektar landwirtschaftliche Nutzfläche bewirtschafteten, das entsprach einer durchschnittlichen Betriebsgrösse von 32,2 Hektar. 24 der Betriebe waren in der Bergzone tätig. 37,3 Prozent der landwirtschaftlichen Betriebe mit einer Gesamtfläche von 1'366 Hektar produzierten nach den Richtlinien des biologischen Landbaus. Knapp 60 Prozent der Landwirtschaftsflächen werden als Dauergrünland bewirtschaftet, die übrigen Flächen als Ackerland und Sonderkulturen. Der grösste Teil der Landwirtschaftsbetriebe hat sich auf die Tierhaltung spezialisiert; so wurden im Jahr 2016 in Liechtenstein 5'812 Rindvieh, davon 2'227 Milchkühe, 155 Pferde, 3'633 Schafe, 196 Ziegen, 1'789 Schweine und ca. 12'262 Nutzhühner gehalten.
Weinbau: Das nord-südlich ausgerichtete Rheintal hat durch den Föhneinfluss ein mildes Klima, das den Anbau von qualitativ guten Weinen ermöglicht. Mehr als 100 Nebenerwerbswinzer erzeugen auf 25 Hektaren Rebland jährlich rund 1000 Hektoliter Wein. Besitzer des grössten Teils des Reblands ist seit alters her die Fürstenfamilie. Zu den bevorzugten Anbausorten gehören Blauburgunder und Müller-Thurgau.
Forstwirtschaft: Liechtenstein weist eine Waldfläche von 6'682 Hektar auf mit einem durchschnittlichen Holzvorrat von 409 Festmeter je Hektar. In Liechtensteins Wäldern werden jährlich rund 29'000 Festmeter Holz genutzt.
Jagd: Die Jagd in Liechtenstein ist in einem Revierjagdsystem organisiert und liegt als Landesregal beim Staat. Eine an der Urne erfolgreiche Volksabstimmung im Jahr 1961, die das subjektive Jagdrecht nach dem Vorbild Österreichs und Deutschlands an das Grundeigentum binden wollte, scheiterte letztlich an der Weigerung von Landesfürst Franz Josef II. dem Gesetz die Sanktion zu erteilen.

### Sekundärer Sektor

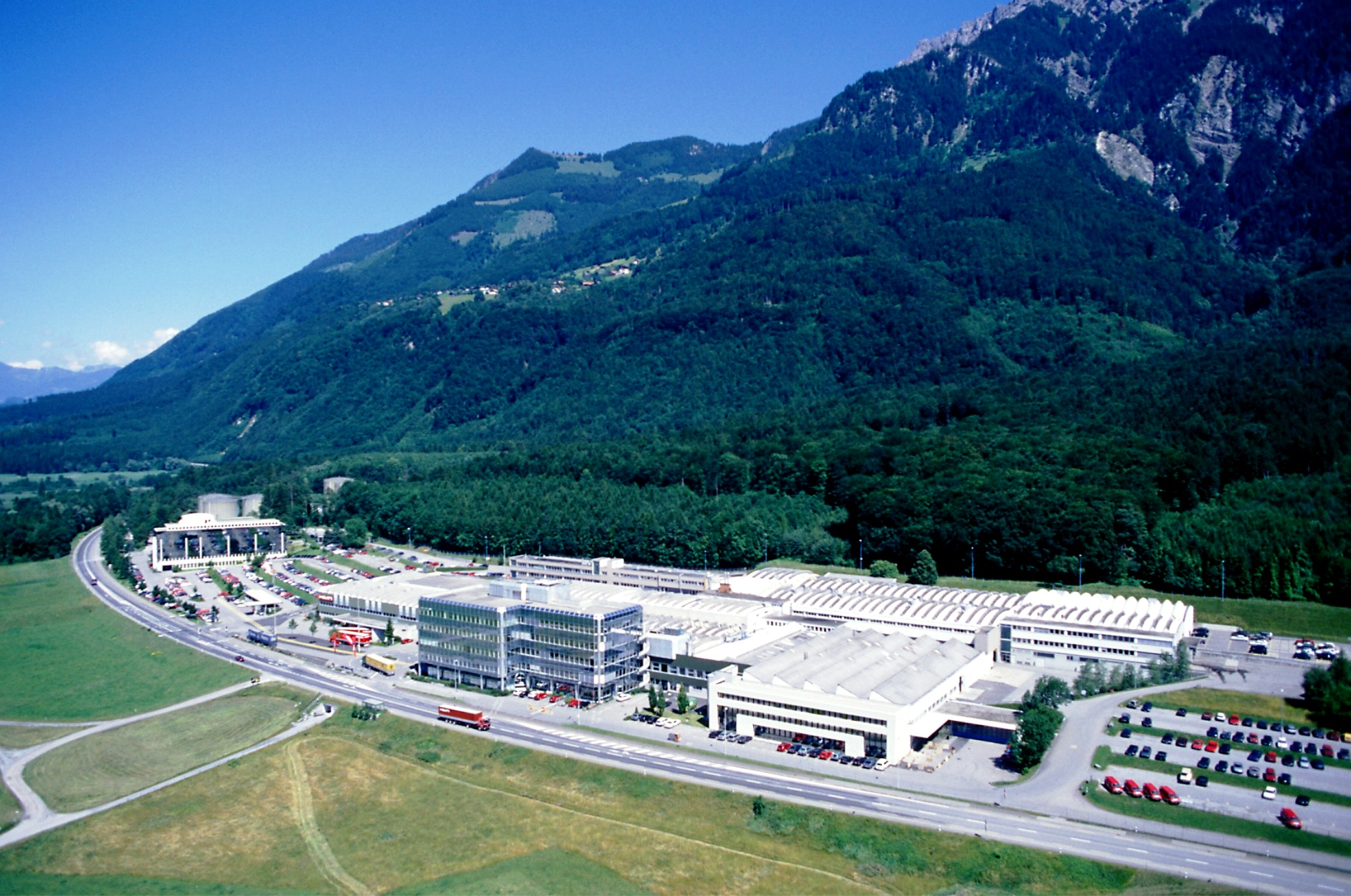
Produktionsstätte der Hilti AG in Schaan

#### Verarbeitendes Gewerbe
37,9 Prozent der in Liechtenstein im Jahr 2016 beschäftigten Personen waren in der Industrie und im Gewerbe tätig. Im Vergleich zu den anderen mitteleuropäischen Staaten (besonders der Schweiz, Deutschland und Österreich, jeweils ca. 25 Prozent) ist dieser Anteil sehr hoch. Die liechtensteinische Industrie ist dabei aufgrund des kleinen Heimatmarktes stark exportorientiert. Im Jahr 2016 wurden Produkte im Wert von ca. 3'355 Millionen Schweizer Franken in alle Welt ausgeführt. Darin sind die beträchtlichen Exporte in die Schweiz nicht enthalten, da aufgrund des Zollvertrags keine offiziellen statistischen Daten über den Handel mit der Schweiz erhoben werden.
Viele Unternehmen sind im Maschinenbau und im Nahrungsmittelbereich tätig und besitzen häufig weitere Standorte im Ausland. Wichtige Industrieunternehmen, die aus Liechtenstein stammen, sind Neutrik, die Hilti AG, die ThyssenKrupp Presta AG, die Hoval AG, die Hilcona AG, die Ospelt-Gruppe, die Ivoclar Vivadent AG oder die OC Oerlikon Balzers. Fast die gesamte Milch des Landes wird von der Milchhof AG verarbeitet.
Von 1947 bis 1970 produzierte die eigens zu diesem Zweck gegründete Contina AG in Mauren die seinerzeit bahnbrechende mechanische Taschenrechenmaschine Curta in einer Gesamtstückzahl von 140'000.

#### Energieversorgung
Die Energieversorgung Liechtensteins ist zu einem grossen Teil vom Ausland abhängig. Die einheimischen Kraftwerke Lawena und Samina konnten 2007 nur rund 20 Prozent des Strombedarfs decken. Aufgrund des Stromimports bestand die in Liechtenstein verbrauchte elektrische Energie 2004 zu mehr als 50 Prozent aus Atomstrom. Im Jahr 2006 deckten Benzin und Diesel rund einen Viertel und Heizöl einen Fünftel des Gesamtenergieverbrauchs. Die Lieferungen der Liechtensteinischen Gasversorgung erreichten im Jahr 2006 fast 30 Prozent des Gesamtenergieverbrauchs.

### Tertiärer Sektor
Von den im Jahr 2016 in Liechtenstein erwerbstätigen Personen bestritten 61,4 Prozent ihren Lebensunterhalt mit der Erbringung von Dienstleistungen. Ein grosser Teil der Erwerbstätigen ist dabei in der öffentlichen Verwaltung, im Unterrichtswesen, im Gesundheitswesen und im Finanzdienstleistungsbereich tätig.
In Liechtenstein kann im Gegensatz zu den meisten entwickelten Ländern keine «Tertiarisierung» (Dienstleistungsgesellschaft) festgestellt werden: Auch wenn der Beschäftigungsanteil im Wirtschaftsbereich Industrie und warenproduzierendes Gewerbe tendenziell abnimmt, lag er im Jahresdurchschnitt 2016 bei sehr hohen 43 Prozent, gefolgt von den allgemeinen Dienstleistungen mit 40 Prozent, den Finanzdienstleistungen mit 16 Prozent und der Landwirtschaft mit 1 Prozent. Absolut ist die Beschäftigung im industriellen Wirtschaftsbereich ansteigend (13'568 Vollzeitäquivalente im Jahresdurchschnitt 2016). Die Beschäftigungsdynamik im Finanzdienstleistungssektor hat seit 2009 merklich nachgelassen, im Gegensatz zu den allgemeinen Dienstleistungen.
1937 wurde zum Schutze des einheimischen Gewerbes ein Warenhausverbot eingeführt, nachdem bekannt geworden war, die Migros plane eine Filiale in Vaduz. Das Verbot verfehlte das Ziel, da die Liechtensteiner ins benachbarte Ausland einkaufen gingen. Folglich wurde es 1969 aufgehoben. Seither beherrschen insbesondere die Schweizer Detailhandelsunternehmen wie Coop oder Migros den Liechtensteiner Markt.

#### Finanzwirtschaft

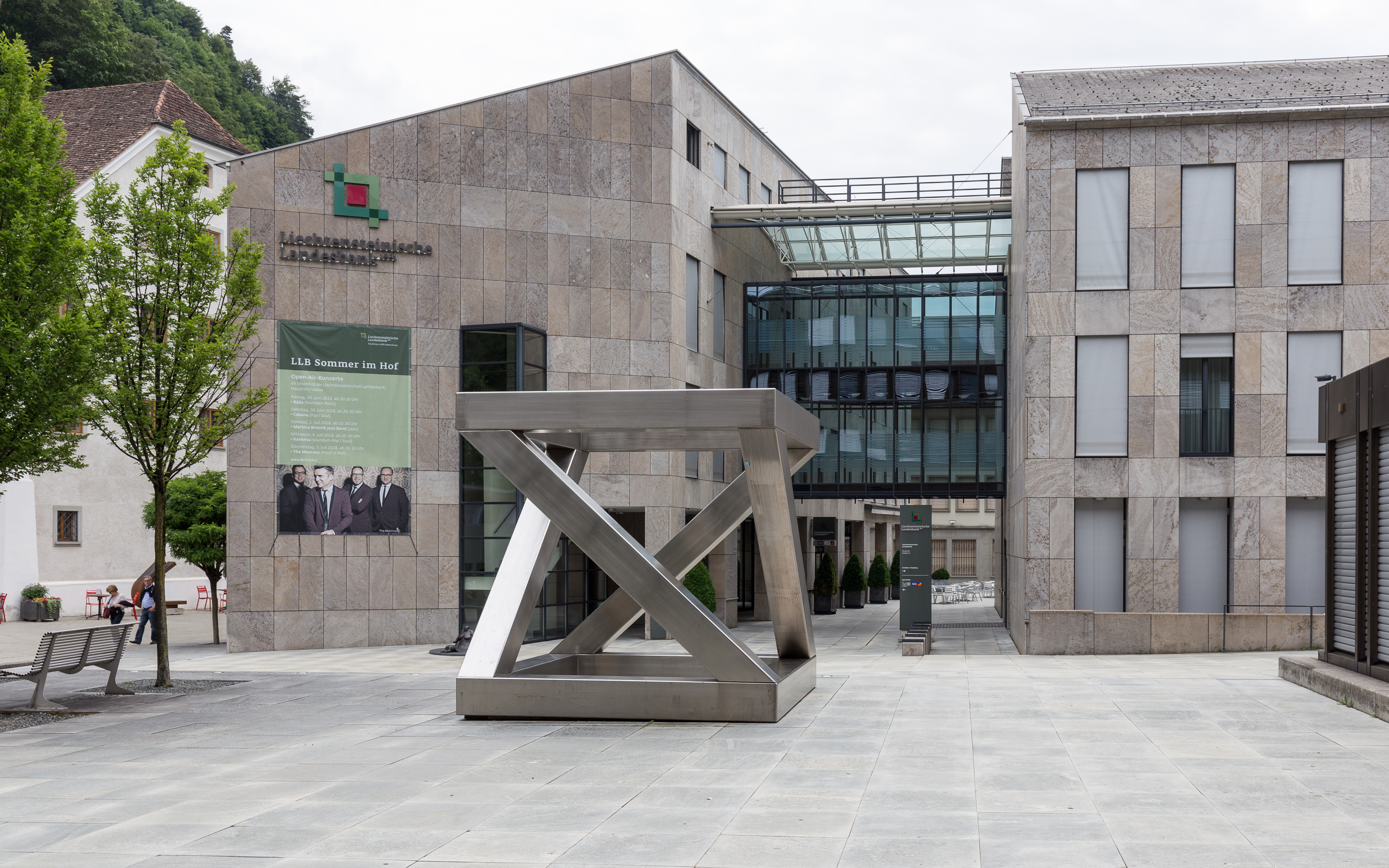
Liechtensteinische Landesbank in Vaduz

Die liechtensteinischen Banken sind als Teil des Finanzdienstleistungssektors ein wichtiger Bestandteil der liechtensteinischen Volkswirtschaft. Sie haben sich vor allem auf die Verwaltung des Vermögens ausländischer Privatkunden und institutioneller Anleger spezialisiert und sind in dieser Beziehung stark vom Treuhandwesen abhängig. Die erste Bank Liechtensteins, die heutige Liechtensteinische Landesbank (LLB), entstand 1861, um die Spar- und Kreditbedürfnisse der kleinbäuerlich-handwerklichen Bevölkerung abzudecken. Die LLB hat mittlerweile den Charakter einer Universalbank und lässt sich am ehesten mit einer schweizerischen Kantonalbank vergleichen. Die 1920 gegründete und 1930 vom liechtensteinischen Fürstenhaus übernommene LGT Bank in Liechtenstein konzentrierte sich von Anfang an auf die Betreuung ausländischen Vermögens. Auch die 1956 entstandene Verwaltungs- und Privat-Bank (VP Bank) ist eng mit dem Treuhandwesen verbunden.
Seit den 1950er Jahren wuchs der Bankenplatz und die Zahl der Arbeitsplätze vervielfachte sich. Fehlende Bankkaufleute wurden in Österreich und vor allem in der Schweiz angeworben. Die Bodenpreise stiegen und der industrielle Sektor litt unter den hohen Löhnen, welche die Banken vorgaben. Kritiker brachten den Finanzplatz Liechtenstein mit Steuerflucht und Geldwäsche in Verbindung. Die Bank- und Finanzbranche hat eine grosse Bedeutung für die Staatseinnahmen und die Volkswirtschaft. Die Finanzkrise 2007 führte 2008 zu einem Rückgang der betreuten Kundenvermögen von 171 auf 121 Milliarden Schweizer Franken.
Die liechtensteinischen Treuhänder verwalten in erster Linie in ausländischem Besitz stehende Holding- und Sitzgesellschaften, sogenannte Briefkastenfirmen. Sie arbeiten dabei eng mit den liechtensteinischen und schweizerischen Banken zusammen. Das Treuhandwesen ist ein wichtiger Zweig der liechtensteinischen Volkswirtschaft und ein wichtiger Arbeitgeber.

#### Tourismus
| Die zur Anzeige dieser Grafik verwendete Erweiterung wurde dauerhaft deaktiviert. Wir arbeiten aktuell daran, diese und weitere betroffene Grafiken auf ein neues Format umzustellen. (Mehr dazu) 1911 nur 1. Juni bis 30. September |

| Die zur Anzeige dieser Grafik verwendete Erweiterung wurde dauerhaft deaktiviert. Wir arbeiten aktuell daran, diese und weitere betroffene Grafiken auf ein neues Format umzustellen. (Mehr dazu) | Touristen in Vaduz |

| Die zur Anzeige dieser Grafik verwendete Erweiterung wurde dauerhaft deaktiviert. Wir arbeiten aktuell daran, diese und weitere betroffene Grafiken auf ein neues Format umzustellen. (Mehr dazu) | Biker, im Hintergrund Pfälzerhütte |

Obwohl es Reisende früh durch Liechtenstein führte, begann die Hochzeit des Tourismus im Fürstentum Mitte des 19. Jahrhunderts nach dem Anschluss Liechtensteins an das europäische Bahnnetz 1872 und dem darauf folgenden Bau von sogenannten (Luft-)Kuranstalten.
1909 wurde die Sektion Liechtenstein im Deutsch-Österreichischen Alpenverein gegründet, um den aufkommenden Wandertourismus zu unterstützen. Nach der Weltwirtschaftskrise lösten die Schweizer die Deutschen als wichtigste Besuchergruppe ab.
Infolge des zunehmenden Wohlstands, der Verbreitung des gesetzlichen Urlaubsanspruchs und des Autos sowie der Verbesserung der allgemeinen Infrastruktur kam es nach dem Zweiten Weltkrieg zu einem starken Wachstum der Gästezahlen. Der Wandel vom Sommer- hin zum Wintertourismus leitete sich Anfang der 1960er Jahre mit dem Bau von Skiliften und Hotels im Malbuntal ein.
Zu dieser Zeit gab es hauptsächlich Erholungs-, Wander- und Skitourismus und die Region profitierte zusätzlich von Tagesausflugsfahrten und dem Geschäftsverkehr. Ab der 1950er Jahre sank die durchschnittliche Aufenthaltsdauer aufgrund der Kurzausflüge und des Geschäftstourismus auf unter zwei Nächte und stagnierte seitdem.
Europa-Rundreisen von vor allem asiatischen Reisenden mit Bussen machen seit geraumer Zeit häufiger Halt in Liechtenstein. Der Tourismus war volkswirtschaftlich aufgrund des begrenzten kulturellen und landschaftlichen Potentials nie ein grosser Faktor, lediglich 3 Prozent der Beschäftigten waren 2007 in diesem Sektor tätig.
Der erste Tourismusverband für Liechtenstein, welcher allerdings gleichzeitig Vorarlberg abdeckte, wurde bereits 1900 gegründet und leitete die Tourismusförderung im Fürstentum ein. 1952 trat Liechtenstein der Nordostschweizerischen Verkehrsvereinigung bei und 1964 der Schweizerischen Verkehrszentrale (später «Schweiz Tourismus»). Ein erstes «Tourismusgesetz» trat 1944 in Kraft und hatte die Tourismusförderung und die Abgabeneinhebung zum Ziel. Im Jahr 2000 wurde die Tourismusförderung der öffentlich-rechtlichen Anstalt «Liechtenstein Tourismus» übertragen.
Im Jahr 2017 gab es einen Anstieg von Ankünften um 14,7 Prozent und an Übernachtungen um 16,3 Prozent zum Vorjahr.
Im Rahmen des Jubiläums «300 Jahre Fürstentum Liechtenstein» wurde im Mai 2019 die 75 Kilometer lange Wanderroute Liechtenstein-Weg neu eröffnet.

#### Informations- und Telekommunikationswirtschaft
Das Fürstentum ist zwar postalisch mit der Schweiz vernetzt, hat hingegen eine selbstständige Post (Liechtensteinische Post AG), lanciert eigene Briefmarken und besitzt eine eigene Telefonvorwahl (+423).
Von 1852 bis 1921 wurde das liechtensteinische Fernmeldewesen im Zuge des «Zoll- und Steuervereins» von Österreich besorgt, bis es das Fürstentum selbst übernahm. Das liechtensteinische öffentliche Telefonnetz wurde am 15. November 1898 in Betrieb genommen und umfasste damals zwei Anschlüsse für die Regierung und 14 öffentliche bediente Sprechstellen, welche Telegramme und Fonogramme ermöglichten.

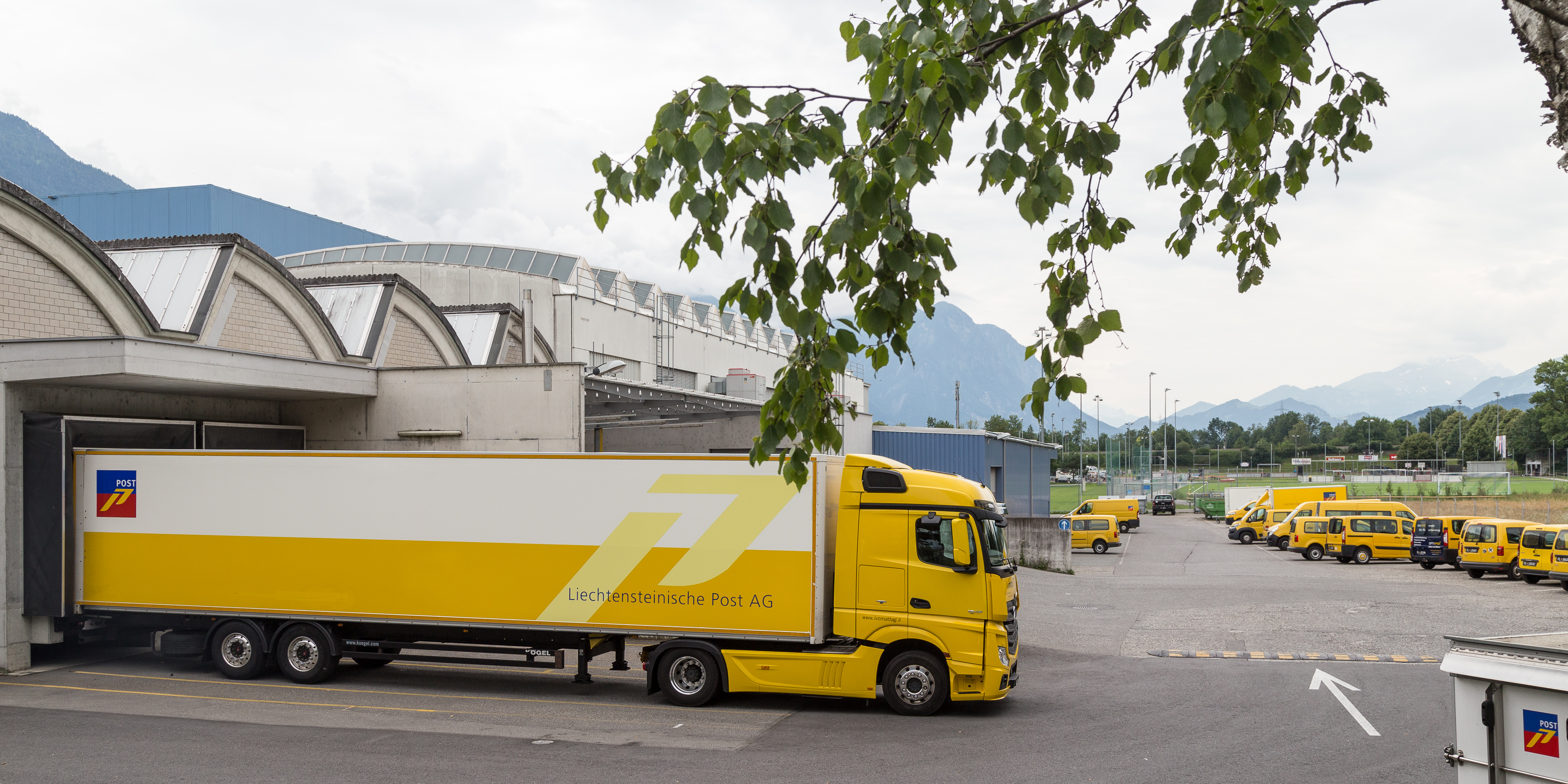
Das Verteilerzentrum der Liechtensteinischen Post in Schaan

Der erste Postvertrag zwischen Österreich und Liechtenstein trat (erst) am 4. Oktober 1911 in Kraft, welcher gemeinsam mit dem Zollvertrag 1919 bzw. 1920 im Zuge der aussenpolitischen Umorientierung von Österreich weg hin zur Schweiz wieder gekündigt wurde.
Am 20. Oktober 1951 nahm Liechtenstein als erstes Land der Welt ein vollautomatisches Telefonnetz in Betrieb. 1978 wurde die Mobilkommunikation und 1992 das Internet in Betrieb genommen.
1963 trat das Fürstentum der Internationalen Fernmeldeunion und der Konferenz der europäischen Post- und Fernmeldeverwaltungen bei. 1973 trat Liechtenstein intelsat und 1987 Eutelsat bei.
Im Jahr 1998 liess das Land die Festnetzgrundversorgung und ein Telekommunikationsnetz aufbauen, indem es Konzessionen an (teil-)privatisierte Unternehmen vergab und die LTN Liechtenstein Telenet AG gründete. 2000 wurden Konzessionen im Mobilfunkbereich an internationale Unternehmen erteilt.
In Liechtenstein bestanden im Jahr 2016 rund 16'600 Telefonfestnetzanschlüsse, etwa 43'900 Mobiltelefone. Im Jahr 2022 nutzten 96,8 Prozent der Einwohner Liechtensteins das Internet.

#### Medienwirtschaft

##### Presse

1878 erschien die erste Ausgabe des Liechtensteiner Volksblatts.

Die bedeutendsten Zeitungen sind das Liechtensteiner Vaterland und das Liechtensteiner Volksblatt. Die beiden Tageszeitungen stehen seit der Gründung der Parteien 1918 je einer politischen Gruppierung nahe. Das heutige Liechtensteiner Vaterland ist das inoffizielle Parteiorgan der Vaterländischen Union (VU), das Liechtensteiner Volksblatt steht der Fortschrittlichen Bürgerpartei (FBP) nahe. Die beiden Tageszeitungen erreichen im internationalen Vergleich hohe Reichweiten:
| Zeitung                    | Auflage            | Reichweite | Erscheinen         | Grossauflage           |
| -------------------------- | ------------------ | ---------- | ------------------ | ---------------------- |
| Liechtensteiner Vaterland  | ca. 8600 Exemplare | ca. 80 %   | Montag bis Samstag | Dienstag, 21 000 Ex.   |
| Liechtensteiner Volksblatt | ca. 6200 Exemplare | ca. 70 %   | Montag bis Samstag | Donnerstag, 21 000 Ex. |

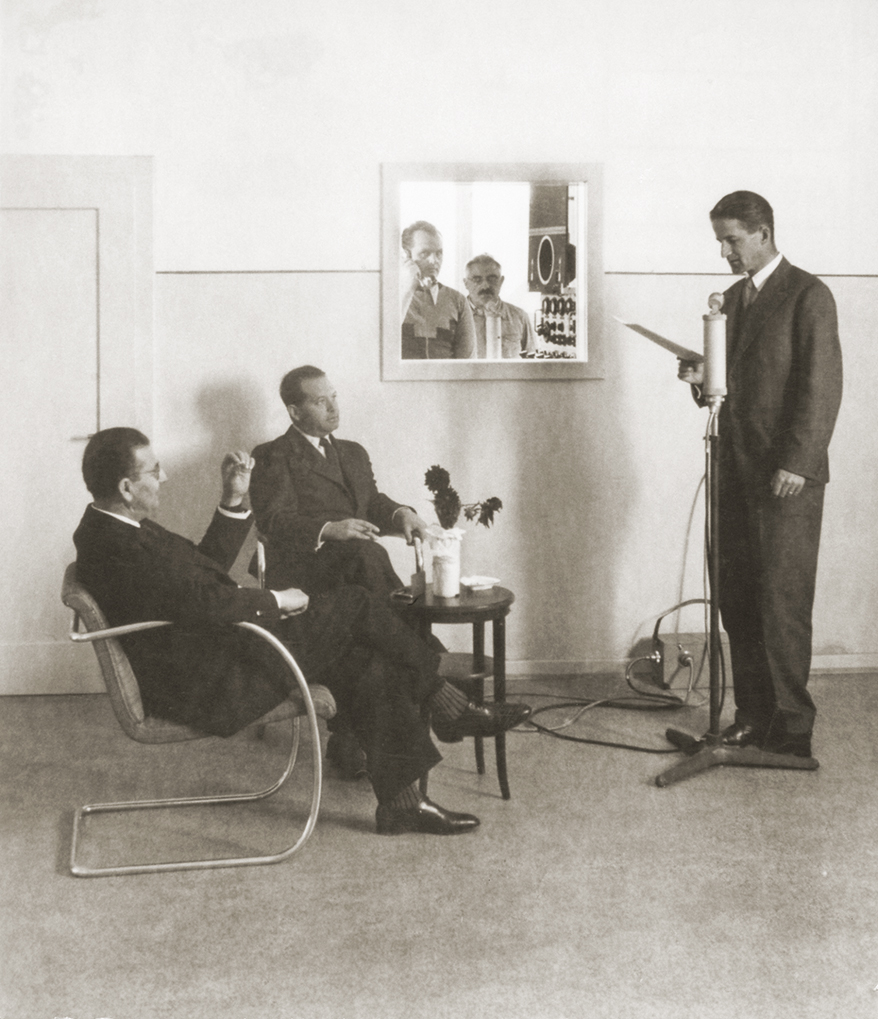
Im Oktober 1938 ging der Liechtensteinische Landessender auf Sendung. Wenige Wochen nach Kriegsausbruch musste der mit englischem Kapital betriebene Mittelwellensender seinen Betrieb wieder einstellen.

Die geringe Vielfalt der liechtensteinischen Medien und die Bindung der Presse an politische Parteien führen zu einem Mangel an unabhängiger Berichterstattung. Die beiden Tageszeitungen haben sich seit den 1990er Jahren in geringem Mass geöffnet und drucken Leserbriefe und Forumsbeiträge weitgehend ungefiltert ab. Seit dem Inkrafttreten des Medienförderungsgesetzes im Jahr 2000 profitiert die Presse von einer staatlichen Zuwendung, die die Qualität verbessern soll.
Mehrere Zeitschriften widmen sich der Kultur, dem Brauchtum und der Geschichte Liechtensteins. Die von 1991 bis 2012 erschienene Zeitschrift EinTracht widmete sich der Heimat- und Brauchtumspflege, die Balzner Neujahrsblätter berichten seit 1995 jährlich über Geschichte, Kultur, Gesellschaft, Natur und Wirtschaft aus Balzers.

##### Radio
Der einheimische Privatsender Radio L wurde in Liechtenstein zum meistgehörten Radiosender. Zur Nachfolge des mit finanziellen Problemen kämpfenden Radio L wurde der staatlich finanzierte Liechtensteinische Rundfunk gegründet, der von 2004 bis voraussichtlich Sommer 2025 das öffentlich-rechtliche Radio Liechtenstein betrieb. Am 27. Oktober 2024 war vom liechtensteinischen Stimmvolk mit 55,4 Prozent durch eine Initiative der Demokraten pro Liechtenstein der Finanzierung des Senders die Grundlage entzogen worden; das Rundfunkgesetz wurde per Ende 2025 abgeschafft. Eine erhoffte Überführung in eine private Trägerschaft scheiterte.

##### Fernsehen
Wegen des sehr geringen Angebots liechtensteinischer Fernsehsender konzentriert sich der Konsum auf ausländische Programme. Der kleine liechtensteinische Privatsender 1 FL TV verbreitet seit 2008 Nachrichten über Liechtenstein und die angrenzenden Regionen. Zur Information der Bevölkerung dienen zudem der Landeskanal und in den meisten Gemeinden die einzelnen Gemeindekanäle mit kontinuierlich laufendem Text. Der Landeskanal wird von der Abteilung Information und Kommunikation des Ministeriums für Präsidiales und Finanzen betreut.

## Infrastruktur

### Verkehr

#### Strassenverkehr
Strassennetz
| Die zur Anzeige dieser Grafik verwendete Erweiterung wurde dauerhaft deaktiviert. Wir arbeiten aktuell daran, diese und weitere betroffene Grafiken auf ein neues Format umzustellen. (Mehr dazu) |

Das liechtensteinische Strassennetz umfasst 130 Kilometer Landstrassen (inklusive Alp- und Güterstrassen) und rund 500 Kilometer Gemeindestrassen. Liechtenstein selbst besitzt keine Autobahnen, allerdings führt die Schweizer A13 entlang der linken Rheinseite in unmittelbarer Nähe zur liechtensteinischen Grenze. Sie erschliesst über fünf Ausfahrten die am Rhein gelegenen liechtensteinischen Ortschaften. Die Strassennetze der Schweiz, Österreichs und Liechtensteins sind im Allgemeinen eng verknüpft.

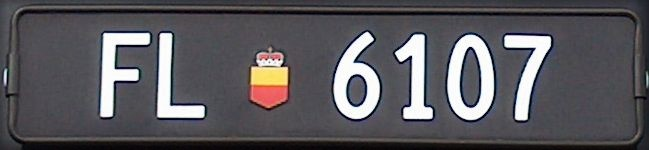
Liechtensteiner Kontrollschild

Generell gelten (mit wenigen Ausnahmen) dieselben Strassenverkehrsregeln wie in der Schweiz. Die Liechtensteiner Kontrollschilder (Kfz-Kennzeichen) sind von den Schrifttypen und der Anordnung her in Schweizer Gestaltung gehalten. Wie die Schweizer Militärkennzeichen führen die Liechtensteiner Schilder weisse Zeichen auf schwarzem Grund.
Motorisierter Individualverkehr

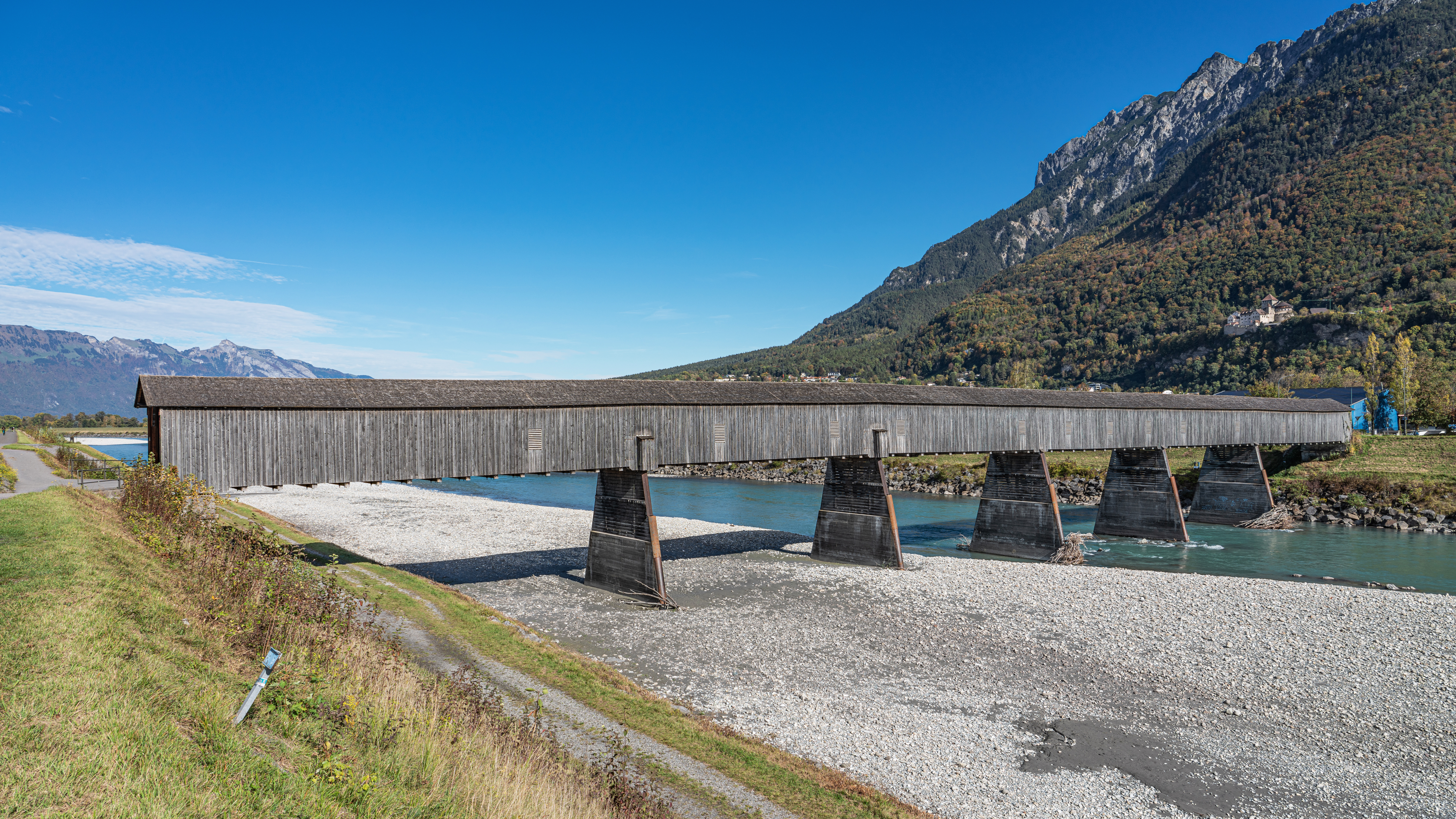
Die Alte Rheinbrücke bei Vaduz dient heute nur noch dem Langsamverkehr.

Die Zahl der Motorfahrzeuge hat in den letzten Jahrzehnten markant zugenommen. Eine ungenügende Raumplanung führte zu grossen Bauzonen, was die Zersiedelung und den Individualverkehr in Liechtenstein förderte. Die steigende Zahl der Zupendler aus der Schweiz und aus Österreich führte zu weiterem Verkehrswachstum. 2001 befuhren täglich 16 000 Fahrzeuge die Strecke Nendeln–Bendern und 16 400 passierten Vaduz. Der in Liechtenstein immer noch wachsende Verkehr führte zur Forderung, den motorisierten Individualverkehr zu reduzieren.
Langsamverkehr
Die Rheintalebene ist gut geeignet für den Fahrradverkehr. Zur Förderung des umweltfreundlichen Verkehrsmittels subventionierte die Regierung von 2002 bis 2010 E-Bikes und schaffte 2008 Dienstfahrräder für die Landesverwaltung an. Liechtenstein ist am Projekt SchweizMobil beteiligt, einem Netzwerk für den Langsamverkehr, insbesondere für Freizeit und Tourismus. Die Veloroute Nr. 35 führt von Sargans durch das Fürstentum nach Feldkirch und den Ill entlang weiter Richtung Altstätten.
Öffentlicher Busverkehr

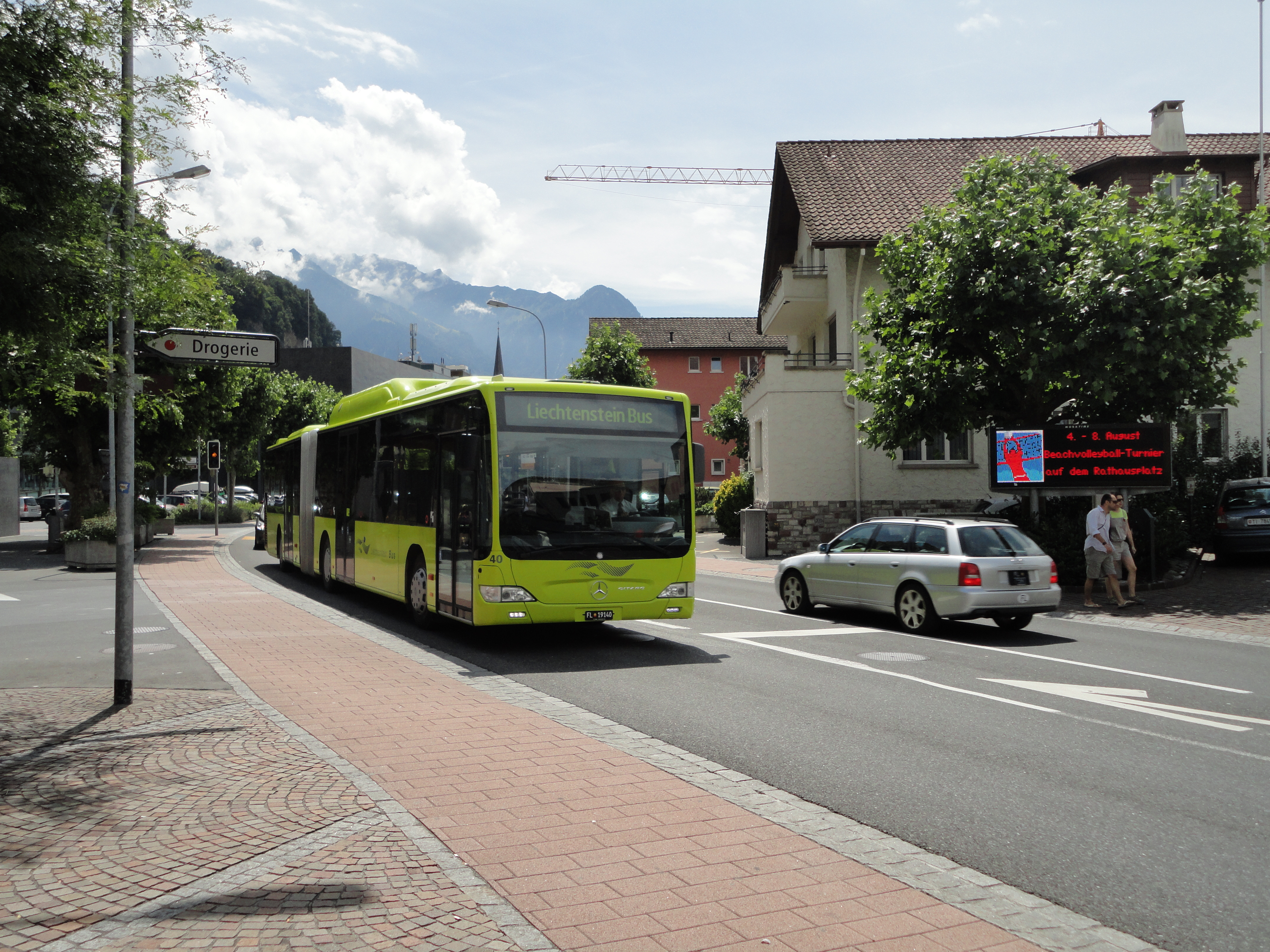
Erdgasbus in Vaduz

Der öffentliche Verkehr ist in Liechtenstein sehr gut ausgebaut und so sind alle elf Gemeinden des Fürstentums problemlos zu erreichen. Das wichtigste öffentliche Verkehrsmittel stellen dabei die gelbgrünen («lime») Busse des Unternehmens Verkehrsbetrieb LIECHTENSTEINmobil (kurz: LIEmobil) dar. 15 Linien führen durch die Liechtensteiner Gemeinden und verbinden auch die SBB-Bahnhöfe Sargans und Buchs sowie die Schweizer Gemeinde Sevelen und die österreichische Stadt Feldkirch mit Liechtenstein. Ausserdem verkehrt die Buslinie 70 des Verkehrsverbunds Vorarlberg zwischen Schaan, Feldkirch und Klaus im Vorarlberger Vorderland mehrmals täglich zu Zeiten, die an den Schichtbetrieb der grossen Firmen angepasst sind.

#### Schienenverkehr

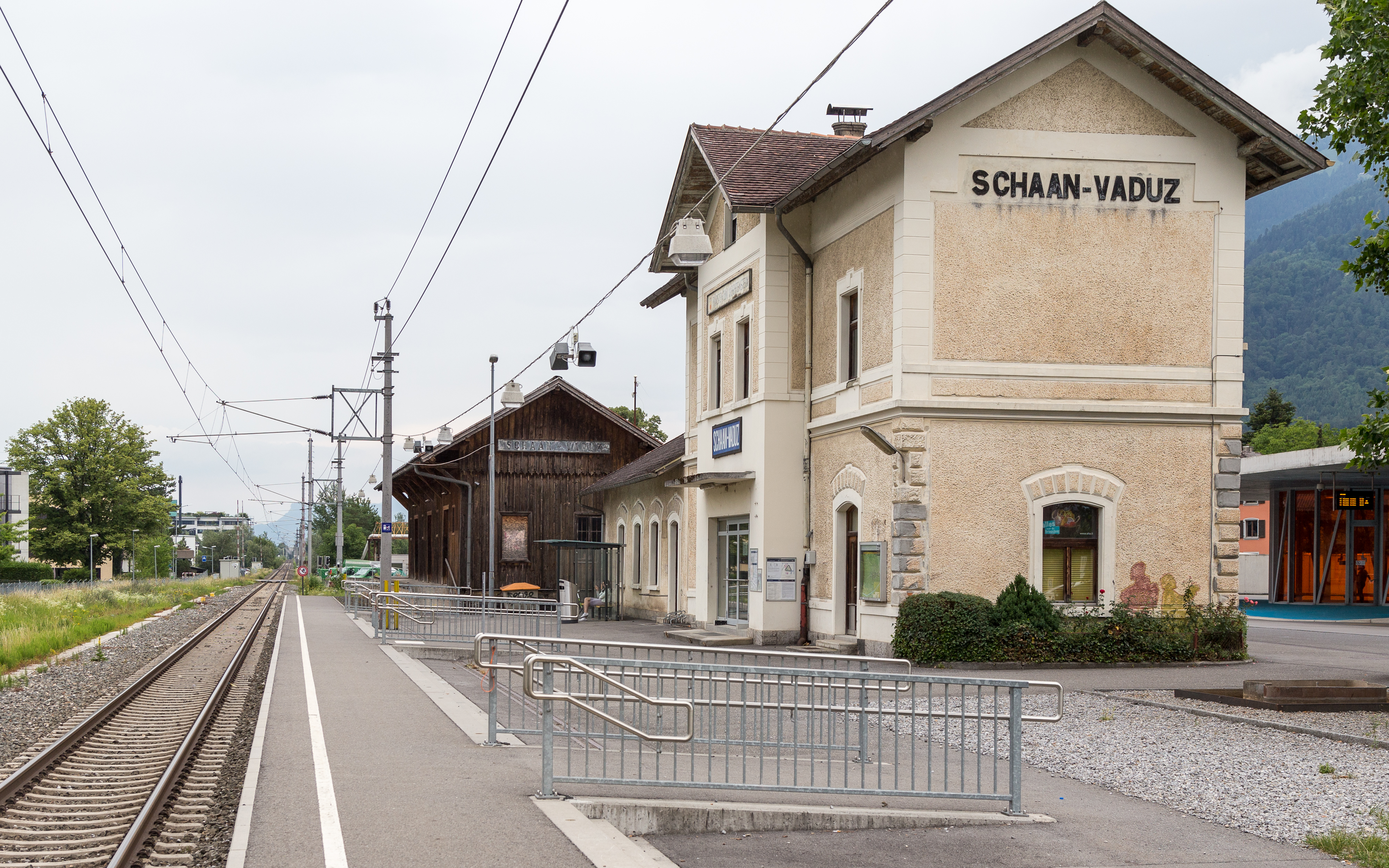
Bahnhof Schaan-Vaduz

Die einzige Bahnstrecke, die durch Liechtenstein verläuft, ist die mit 15 kV 16,7 Hertz elektrifizierte Bahnstrecke Feldkirch (Österreich) – Buchs (Schweiz), die sich in Eigentum und Betrieb der Österreichischen Bundesbahnen (ÖBB) befindet. Auf der 9,5 Kilometer langen Strecke innerhalb des Landes halten Regionalzüge an den drei Stationen Forst-Hilti, Nendeln und Schaan-Vaduz.
Ausserdem verkehren internationale Züge von Wien/Salzburg nach Zürich über diese Strecke (z. B. der Railjet) und halten nicht auf liechtensteinischem Staatsgebiet.
Mit dem Projekt S-Bahn FL.A.CH sollte bis Ende 2015 das Angebot des Regionalverkehrs auf der Bahnstrecke Feldkirch–Buchs ausgebaut werden. Ein wichtiges Ziel ist es u. a., Arbeitspendler von Österreich nach Liechtenstein zum Umsteigen auf die Bahn zu bewegen. Vorgesehen ist ein Halbstundentakt zu den Hauptverkehrszeiten. Dies setzt wiederum einen Doppelspurausbau im Raum Tisis–Nendeln voraus. Während der Verhandlungen kamen Unstimmigkeiten mit Österreich in Finanzfragen auf. Im März 2015 nahm die Regierung die veränderte Ausgangslage zur Finanzierung des Projekts S-Bahn FL.A.CH zur Kenntnis. Aufgrund der offenen Fragen konnte der Verpflichtungskredit mit dem Anteil Liechtensteins an den Projektkosten nicht wie vorgesehen im Landtag behandelt werden. Im April 2020 wurden sich Liechtenstein, Österreich und die ÖBB einig über den strittigen Finanzierungsschlüssel. Die Bevölkerung des Fürstentums verweigerte am 30. August 2020 in einer Volksabstimmung die Finanzierung des Projekts.
Die Bahnstrecke befand sich – da sie durch die ÖBB betrieben wird – bis 2011 im Auslandteil des Schweizer Kursbuches auf dem Feld 5320. Die Bahnstrecke war ebenfalls im Kursbuch der ÖBB enthalten, solange dieses herausgegeben wurde.

#### Seilbahnen
In Malbun existieren drei Sesselbahnen sowie ein Schlepplift.

#### Flugverkehr

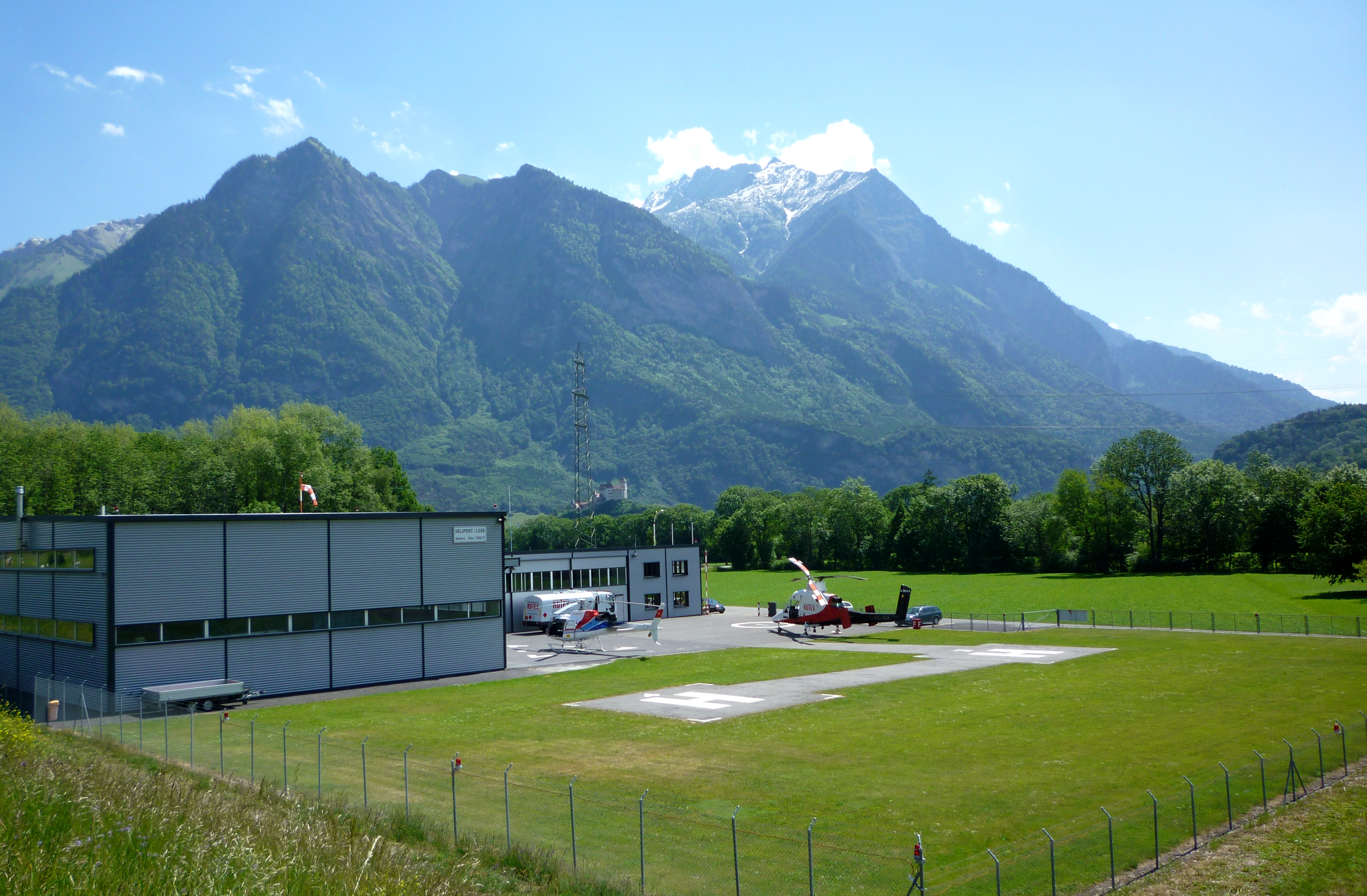
Hubschrauberlandeplatz in Balzers (2011)

In Liechtenstein selbst gibt es keinen Verkehrsflughafen, allerdings existiert in Balzers ein privat betriebener Hubschrauberlandeplatz. Wie in Österreich und der Schweiz darf in Liechtenstein nur auf offiziellen Landeplätzen gelandet werden. Der nächstgelegene Verkehrsflughafen mit Linienverkehr, 50 km nördlich von Vaduz, ist der Flugplatz St. Gallen-Altenrhein in Thal SG in der Schweiz. Der Flughafen Friedrichshafen ist rund 90 Kilometer und der Flughafen Zürich rund 115 Kilometer von Vaduz entfernt.
Der Airbus 340-300 der Edelweiss Air (ehemals Swiss) mit dem Kennzeichen HB-JMF wurde 2008 auf den Namen Fürstentum Liechtenstein getauft.

### Hochwasserschutz, Entwässerung

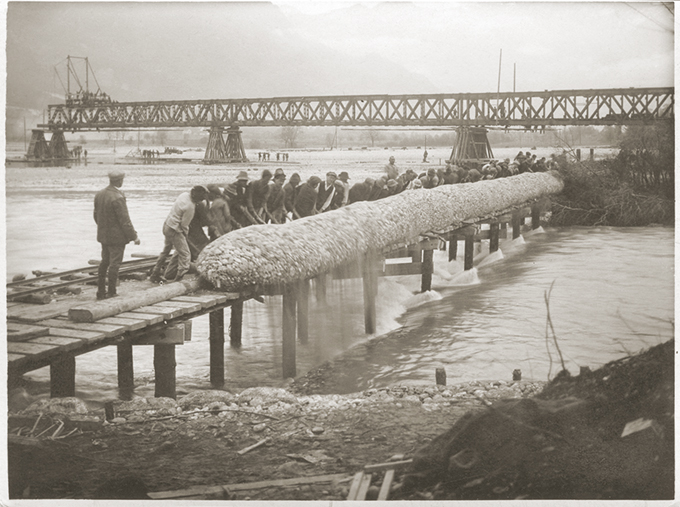
Wiederaufbau des Rheindamms nach dem Dammbruch im Jahr 1927

Der Alpenrhein war bis ins 19. Jahrhundert ein gewundener Fluss, der regelmässig die Rheintalebene überschwemmte. Er zählte damals an seinem rechten Ufer 23 Gewässermündungen. Heute ist der Fluss fast durchgehend mit Hochwasserschutzdämmen und blockwurfgesicherten Ufern versehen. Entlang der liechtensteinischen Grenze beträgt die Sohlenbreite konstant 100 Meter. Die Zahl der Zubringer wurde am rechten Ufer auf sechs Gewässer reduziert, zu denen der Liechtensteiner Binnenkanal zählt. Die Verbauungen führten zu einer Verarmung der Landschaft und zu einer Abnahme der Artenvielfalt. Sie konnten nicht verhindern, dass es nach einer Verklausung der Eisenbahnbrücke über den Rhein 1927 in Liechtenstein zu einer Rheinüberschwemmung kam.
Durch die Riede hatte Liechtenstein bis in die Mitte des 20. Jahrhunderts einen hohen Anteil an natürlichen Feuchtflächen. Das Steigen der Rheinsohle seit dem Ende des 18. Jahrhunderts führte zu einer zusätzlichen Vernässung der Riede. Um Kulturland zu gewinnen, schritt man zur künstlichen Entwässerung. Dazu wurde der Liechtensteiner Binnenkanal erbaut, die Esche reguliert und Drainagen verlegt. Die Entwässerung führte in Kombination mit anderen Faktoren zum Absacken des Torfbodens und zur weitgehenden Zerstörung der natürlichen Riede.

### Feuerwehr
In der Feuerwehr in Liechtenstein waren im Jahr 2019 rund 600 freiwillige Feuerwehrleute organisiert, die in 15 Feuerwachen und Feuerwehrhäusern, in denen 13 Löschfahrzeuge und drei Drehleitern bzw. Teleskopmasten bereitstehen, tätig sind. Der Frauenanteil beträgt vier Prozent. In den Jugendfeuerwehren sind 50 Kinder und Jugendliche organisiert. Die liechtensteinischen Feuerwehren wurden im selben Jahr zu 49 Brandeinsätzen alarmiert. Der Liechtensteinische Feuerwehrverband repräsentiert die Feuerwehren im Weltfeuerwehrverband CTIF.

## Kultur
Das enge Nebeneinander von dörflichen Traditionen und einem intensiven internationalen Austausch bildet die Grundlage für das Liechtensteiner Kulturleben.

### Bräuche
Von den Traditionen Liechtensteins, eingebunden in die Kulturlandschaft Mitteleuropas, findet sich viel Verwandtes bei den Nachbarn. Die Tradition der Sternsinger ist 1667 belegt und hat sich an Dreikönig bis in die Gegenwart gehalten. Der Auftakt zur Fasnacht beginnt mit dem Schmutzigen Donnerstag, die Maskenbälle finden nach Dreikönig statt. Kinder schwärzen sich die Gesichter («Ruassla»), Guggenmusiken begleiten Fastnachtumzüge, Fasnachtszeitungen erscheinen. Am Sonntag nach dem Aschermittwoch wird der Funkensonntag gefeiert.
An Ostern sind gefärbte und verzierte Ostereier und Osterhasen die wichtigsten Dekorationen. Der Staatsfeiertag am 15. August wird mit grossem Feuerwerk, Höhenfeuern und einem Fackelzug am Fürstensteig gefeiert. Am Ende des Alpsommers bringen die Sennen in der Alpabfahrt die mit Blumen geschmückten Kühe zurück in die Dörfer. Im Oberland sind die ertragreichsten von ihnen mit einem Holzherzchen auf der Stirn geschmückt. Am 11. November wird mit Auftritten der Guggenmusik der Fasnachtsanfang gefeiert. Manche der Vereine veranstalten alljährlich Feste mit Tanz und Unterhaltung. Dabei werden oft Theaterstücke im lokalen Dialekt aufgeführt.

### Kochkunst

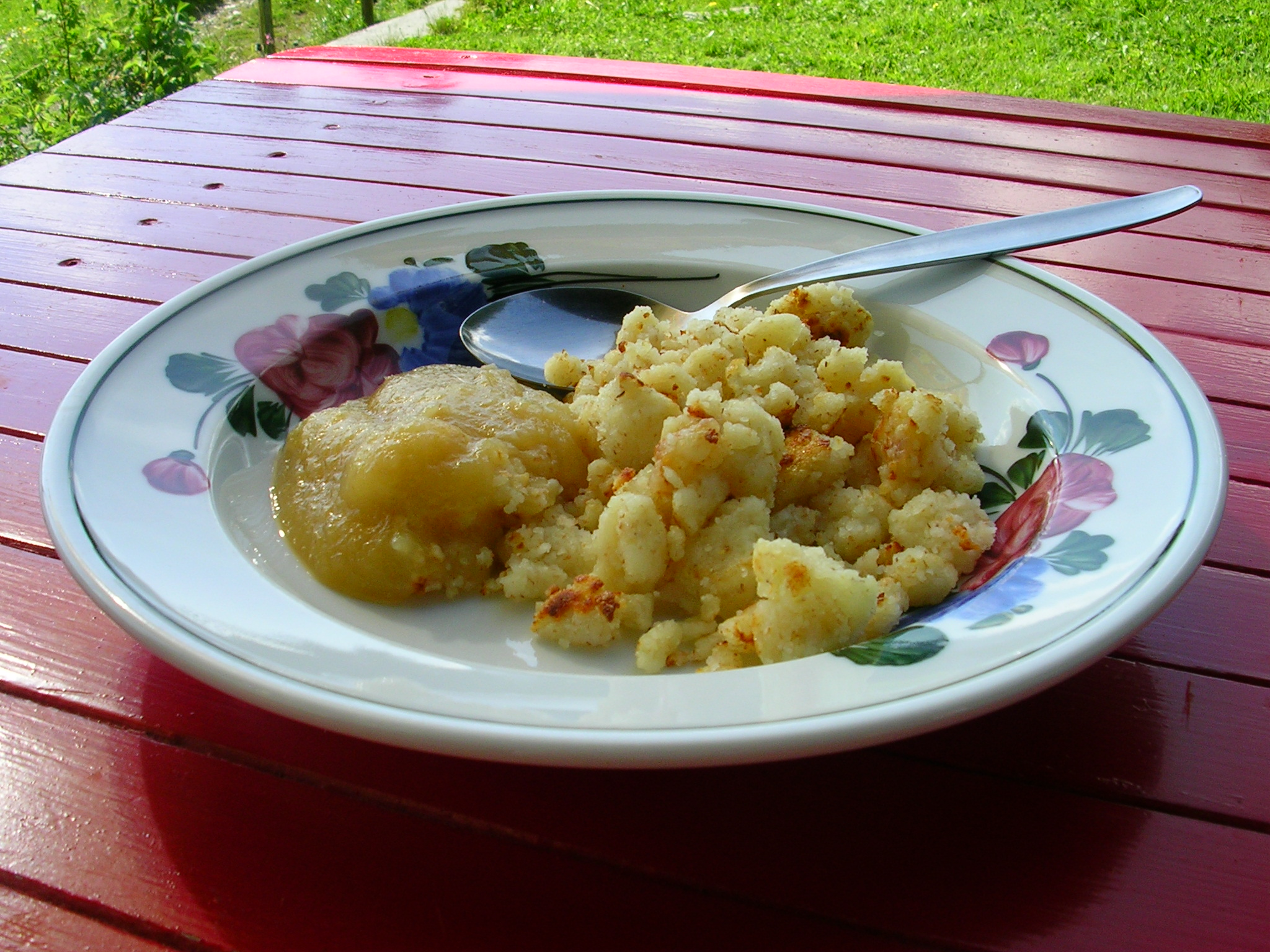
Ribel mit Apfelmus

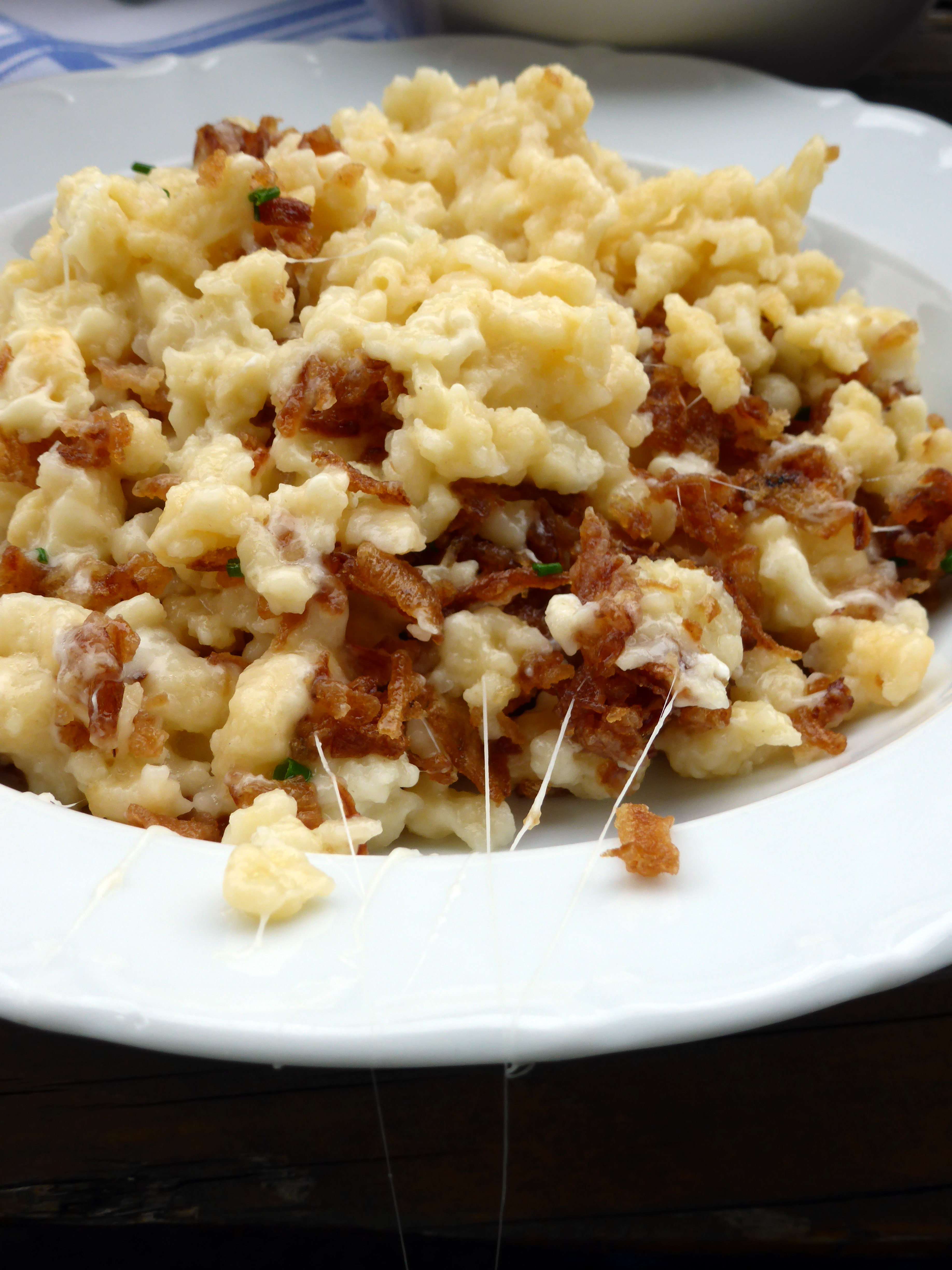
Käsknöpfle

Zu den typisch liechtensteinischen Speisen zählen Käsknöpfle mit Apfelmus sowie Ribel mit Milch, Milchkaffee, Zucker oder Sauerkäse, einer Spezialität aus Liechtenstein und der Nachbarschaft. Der Ribel wird aus Rheintaler Ribelmais, einer traditionellen einheimischen Maissorte, hergestellt. Kratzete oder Tatsch entsteht aus einem in einer Bratpfanne erwärmten Teig und wird mit Kompott oder Apfelmus gegessen.

### Feiertage und Feiern

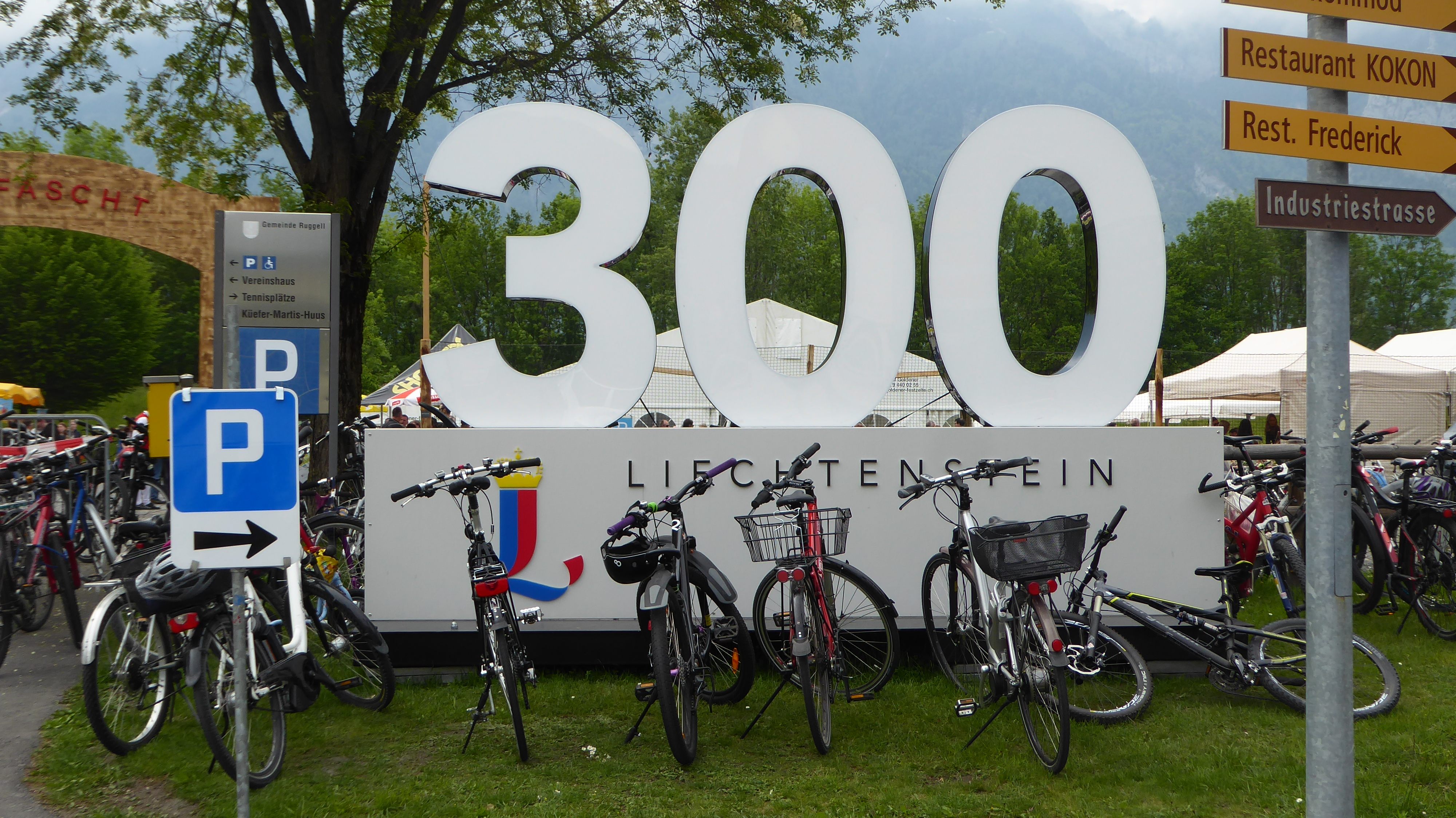
Festgelände der 300-Jahr-Feier Fürstentum Liechtenstein 2019 in Ruggell

Im katholisch geprägten Fürstentum sind alle Feiertage religiöse Festtage – mit Ausnahme des 1. Mai, der 1970 als Tag der Arbeit zum staatlichen Feiertag erhoben wurde. Am 15. August wird gleichzeitig der Staatsfeiertag des Fürstentums Liechtenstein und das Fest Mariä Himmelfahrt gefeiert. Der ehemalige Fürst Franz Josef II. (1906–1989) hatte am 16. August seinen Geburtstag. Die beiden Feste wurden 1940 erstmals zusammengelegt und werden seitdem als Staatsfeiertag begangen. Der Tag wurde nach dem Tod des Fürsten beibehalten und von offizieller Seite als Staatsfeiertag bezeichnet, wobei der Volksmund heute vom sogenannten Fürstenfest spricht. Seit 1990 findet der Staatsakt auf der Schlosswiese neben dem Schloss Vaduz statt.
Wichtig für das liechtensteinische Nationalbewusstsein sind seit dem ausgehenden 19. Jahrhundert patriotische Gedenk- und Erinnerungsfeiern wie z. B. im Jahr 2019 300 Jahre Fürstentum Liechtenstein. Anlass zu Feierlichkeiten boten auch Regierungsantritt, Regierungsjubiläen und runde Geburtstage des Fürsten.

### Kultur- und Baudenkmäler

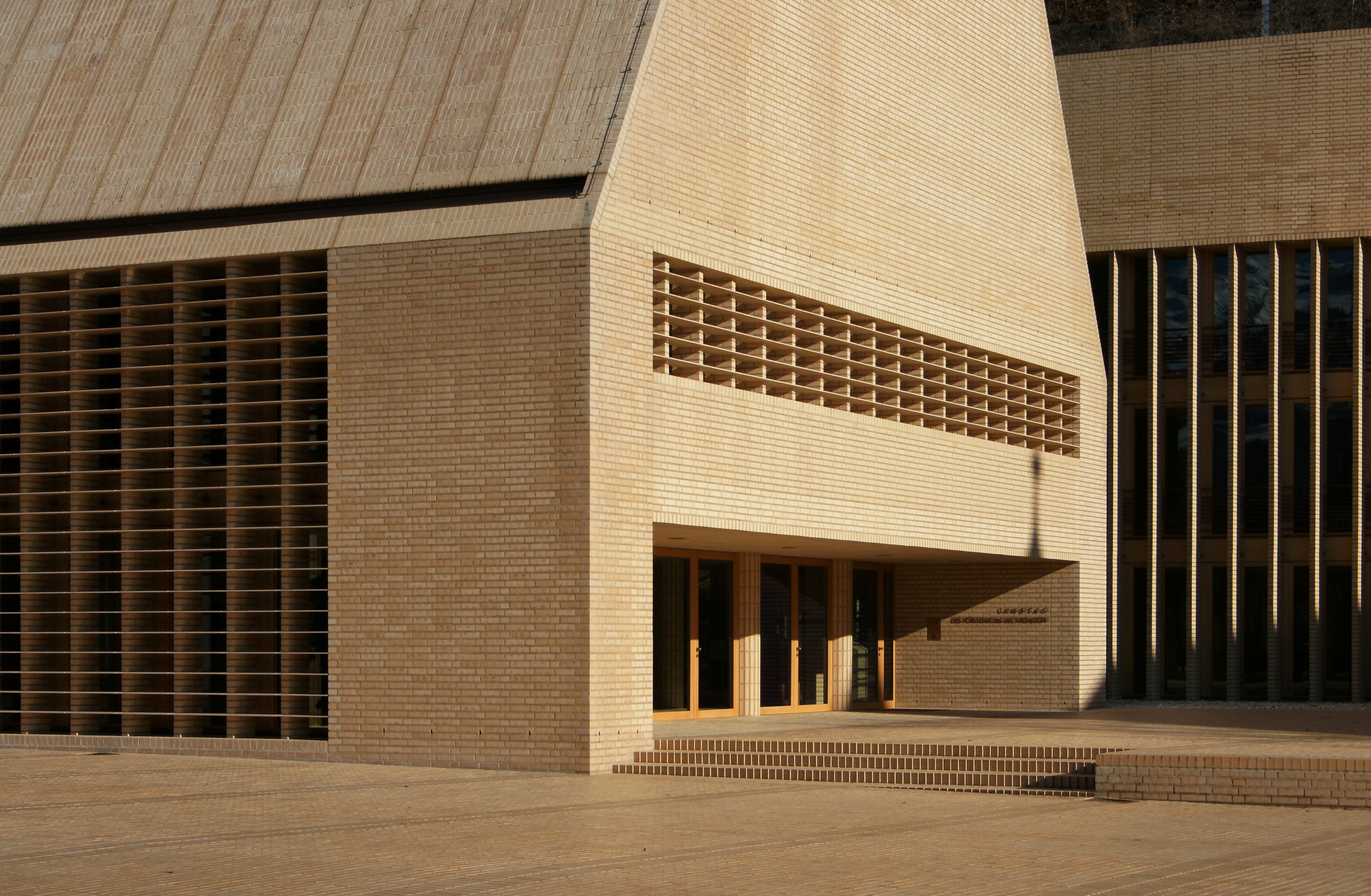
Landtagsgebäude in Vaduz – ein Bau der postmodernen Architektur

Die ältesten Bauzeugen in Liechtenstein bilden die Überreste der römischen Villen in Nendeln und Schaanwald sowie des römischen Kastells in Schaan. Das Hoch- und Spätmittelalter brachte mehrere Burgen hervor, darunter das Schloss Vaduz. Die Kirchen der Romanik und Gotik wurden im 19. und frühen 20. Jahrhundert durch Neubauten des Klassizismus und Historismus ersetzt. Neben einzelnen repräsentativen Verwaltungsgebäuden wie dem Verweserhaus in Schaan oder dem barocken Gamanderhof in Schaan prägten Rheintaler Bauernhäuser bis um 1850 das Siedlungsbild. Die Kapelle Maria zum Trost auf Dux in Schaan ist vollständig im barocken Stil erhalten. Dieses bescheidene architektonische Erbe entspricht den ökonomischen Voraussetzungen eines früher ärmlichen Landes ohne Städte.
Die Klarheit des Klassizismus und damit auch die Sparsamkeit der Bauweise kam den engen finanziellen Möglichkeiten der Gemeinden entgegen. In Triesen entstand die Pfarrkirche St. Gallus und in Mauren die Pfarrkirche St. Peter und Paul. Im Stil des Historismus wurden seit der Mitte des 19. Jahrhunderts bis Anfang des 20. Jahrhunderts die Pfarrkirchen in Vaduz, Schaan, Eschen, Ruggell und Balzers sowie das Regierungsgebäude in Vaduz gebaut. Moderne Bauten sind der Engländerbau und das Schulzentrum Mühleholz in Vaduz sowie die Pfarrkirche Schellenberg, die allesamt unter Denkmalschutz stehen. Zur postmodernen Architektur gehören die Centrum Bank und das Landtagsgebäude, beide in Vaduz.

### Theater, Musik, Literatur

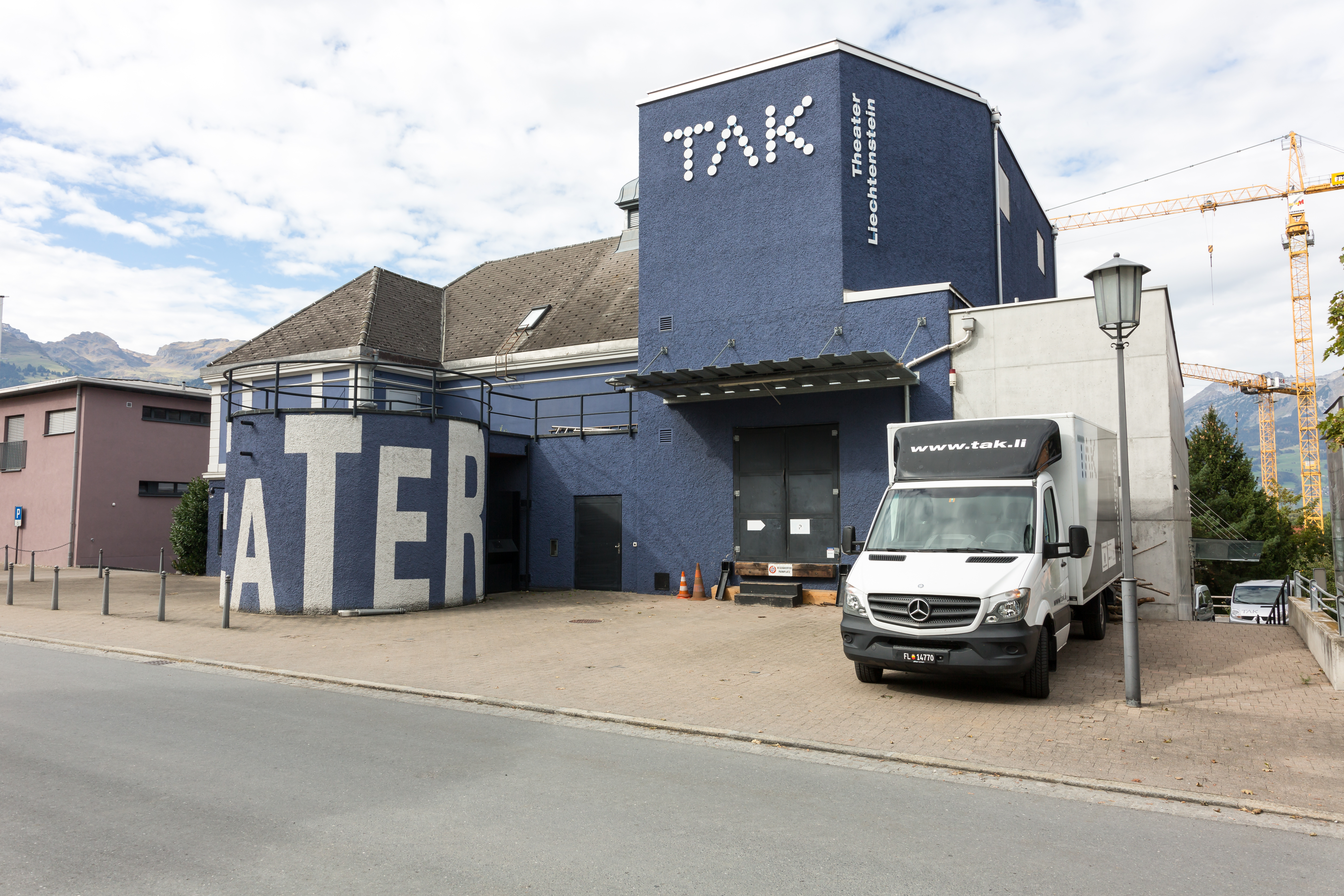
Theater am Kirchplatz, Schaan

Träger von Theater und Musik sind in erster Linie verschiedene Vereine. Die bedeutendsten Vertreter davon sind die Operettenbühne Balzers, die Operettenbühne Vaduz, die Liechtenstein Musical Company und der Opern Verein Vaduz. Alle vier genannten Vereine führen in der Regel jeweils im Zweijahresrhythmus eine neue Produktion auf. Seit 1983 besteht die Big Band Liechtenstein.
Mit Josef Rheinberger stammte einer der bedeutendsten Komponisten der Romantik aus Liechtenstein. Weitere Komponisten sind in der Liste liechtensteinischer Komponisten enthalten.

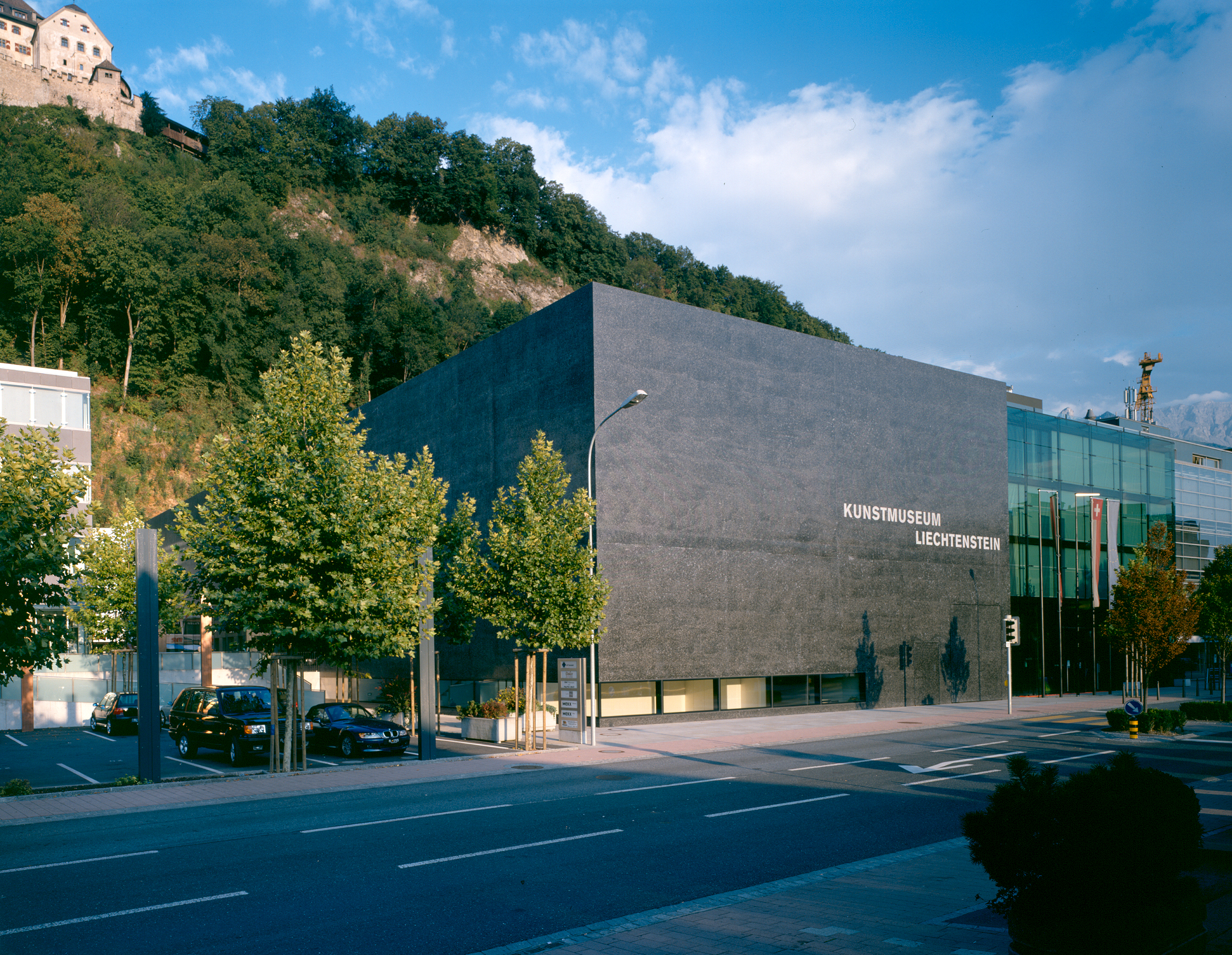
Das Kunstmuseum Liechtenstein ist das staatliche Museum für internationale moderne und zeitgenössische Kunst in Vaduz

Das Theater am Kirchplatz (TaK) in Schaan ist das bedeutendste Theater in Liechtenstein. Seit Oktober 2003 gibt es in Vaduz ausserdem das Theater Schlösslekeller, wo das «Liechtensteiner Gabarett» (LiGa) jährlich ein neues Programm aufführt.
Im Jahr 2010 wurde im Fürstentum die Internationale Musikakademie gegründet, die auch von Studierenden anderer Nationen besucht wird.
Der 1978 gegründete P.E.N.-Club Liechtenstein versammelt internationale Persönlichkeiten im wohl bekanntesten internationalen Autorenverband der Welt. Der Club vergibt Preise und Stipendien und veranstaltet Lesungen.

### Museen

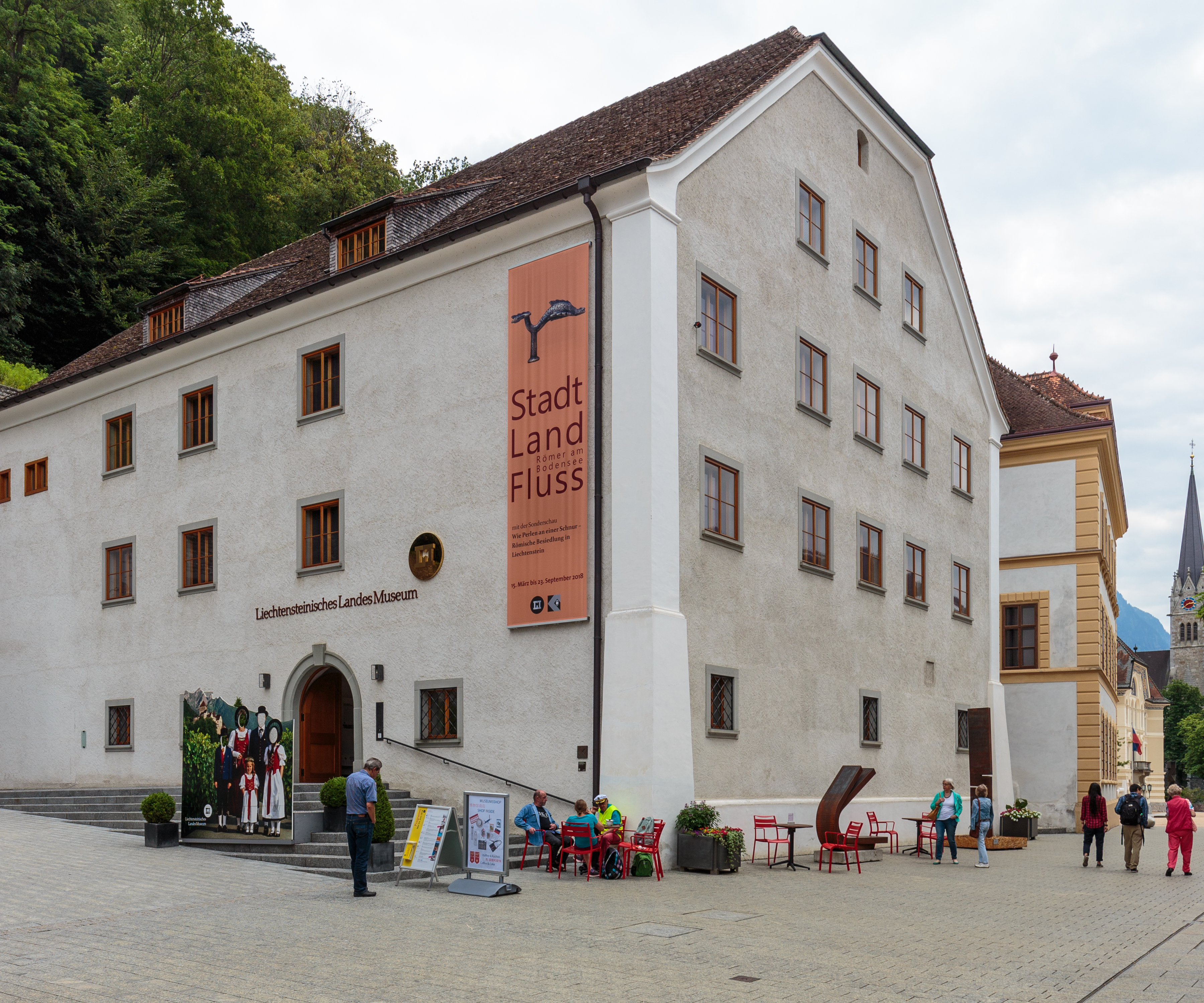
Das Liechtensteinische Landesmuseum in Vaduz

Das Kunstmuseum Liechtenstein ist das staatliche Museum für moderne und zeitgenössische Kunst in Vaduz. Das von den Architekten Meinrad Morger, Heinrich Degelo und Christian Kerez entworfene Gebäude wurde im Jahr 2000 vollendet. Die Sammlung des Museums umfasst internationale moderne und zeitgenössische Kunst aus dem Zeitraum vom 19. Jahrhundert bis in die Gegenwart. Ausserdem werden regelmässig Sonderausstellungen mit Werken aus den Sammlungen des Fürsten von Liechtenstein gezeigt.
Grosse Bedeutung besitzt ausserdem das Liechtensteinische Landesmuseum, das im Jahre 2003 nach umfassender Renovation neu eröffnet wurde und die Geschichte sowie die Landes- und Naturkunde Liechtensteins präsentiert.
Zu den weiteren Museen gehören das «Postmuseum» sowie verschiedene Ortsmuseen, darunter beispielsweise der Gasometer, ein Kulturzentrum der Gemeinde Triesen.

### Sport
Liechtenstein hat ein Olympisches Komitee (LOC), einen Hochschulsportverband (LHSV), einen Alpenverein (LAV) und einen Leichtathletikverband (LLV).

#### Fussball

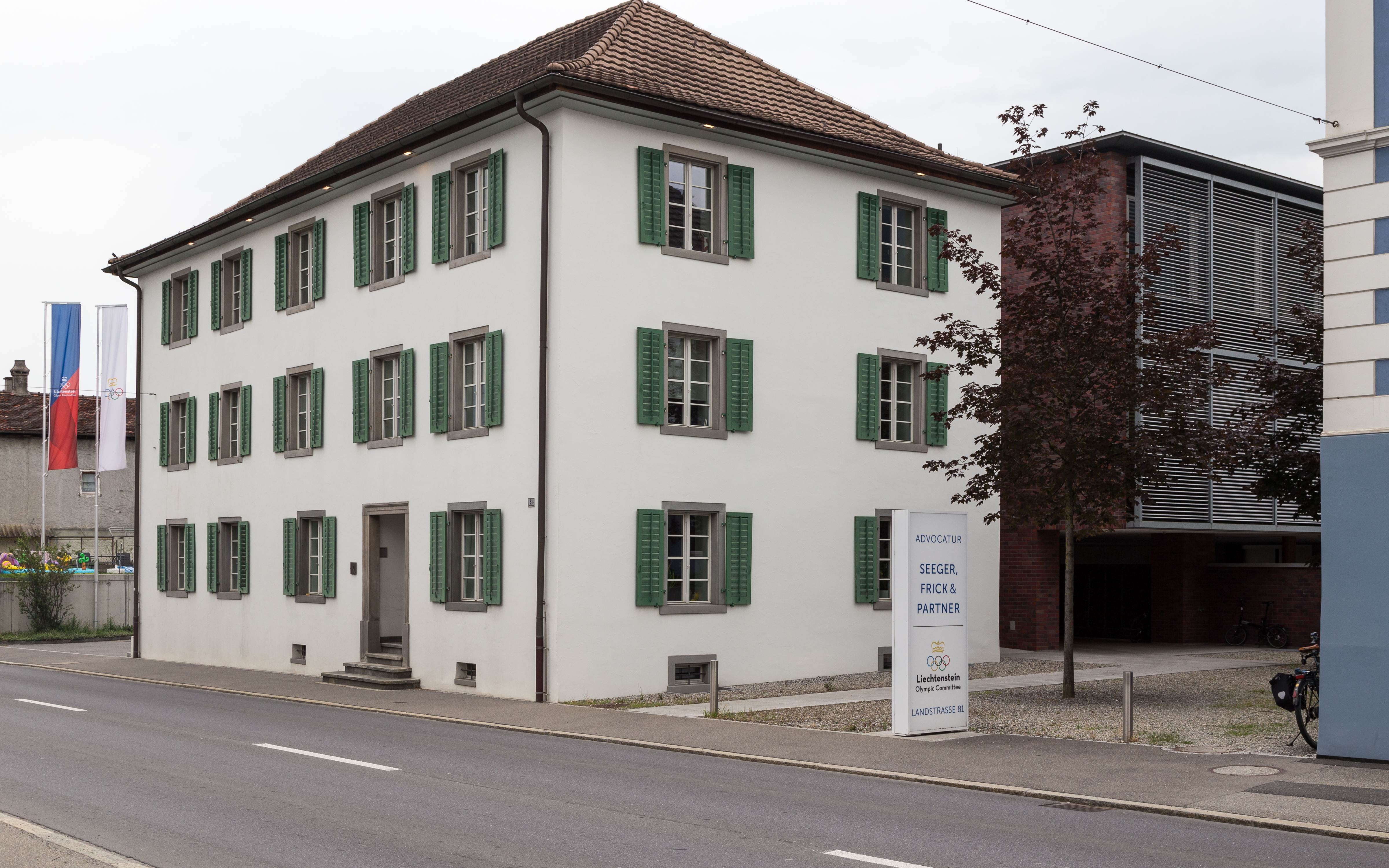
Liechtenstein Olympic Committee in Schaan

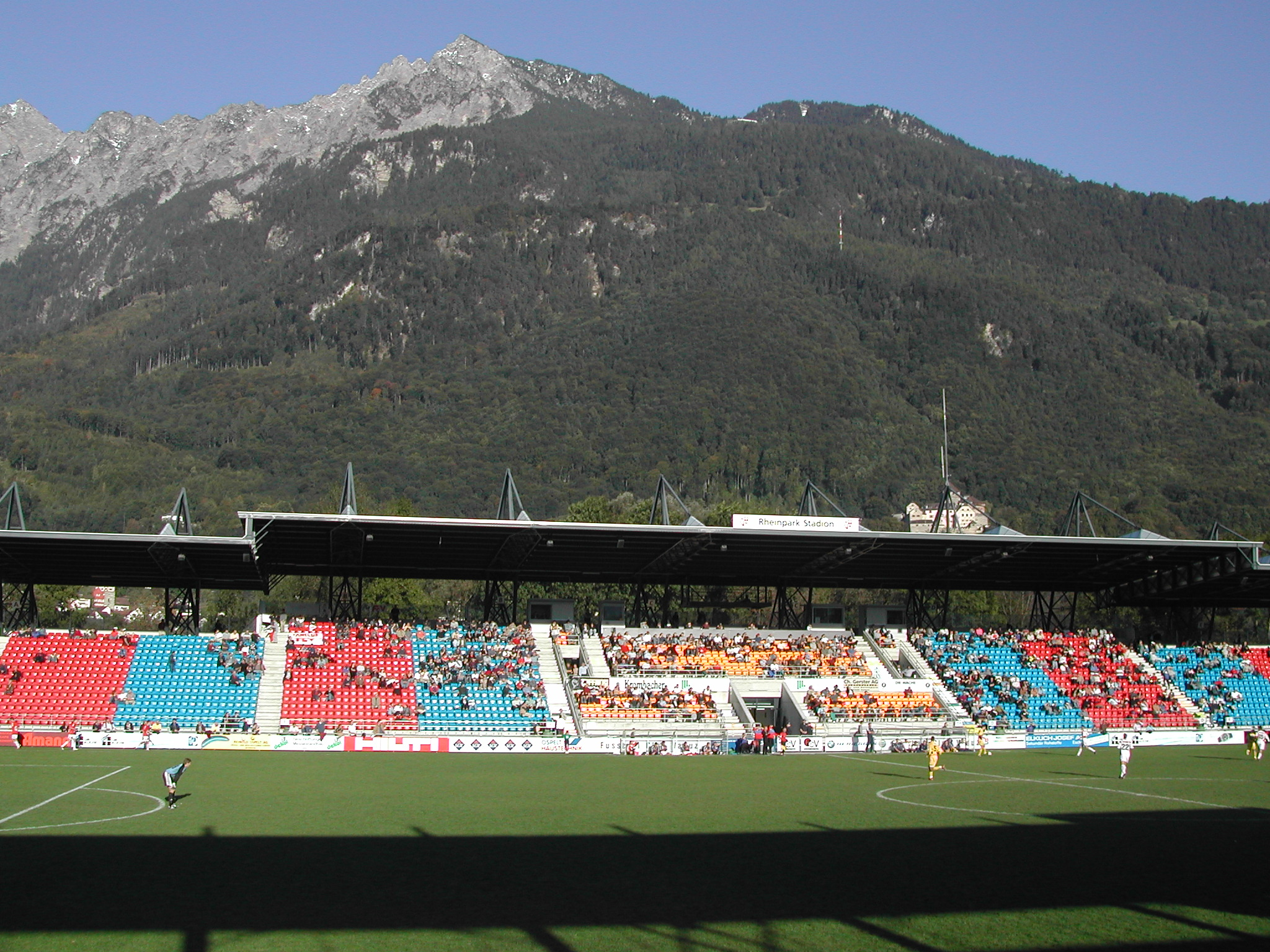
Das Rheinpark Stadion in Vaduz

Die Liechtensteiner Fussballvereine nehmen am Spielbetrieb des Schweizerischen Fussballverbandes teil. Den Landespokal führen die Liechtensteiner unter eigener Regie, so dass jedes Jahr eine liechtensteinische Mannschaft an der Qualifikation zur Europa League teilnehmen kann. Diese Ehre erhält meistens der Pokal-Seriensieger FC Vaduz, der von 2014 bis 2017 in der höchsten Schweizer Liga, der Super League, spielte.
Der bisher grösste Erfolg im liechtensteinischen Vereinsfussball war 1996, als die Amateure des FC Vaduz, damals noch in der 1. Liga des SFV (dritthöchste Liga), den lettischen Gegner FC Universitāte Rīga (1:1, 4:2 Elfmeterschiessen) im Europapokal der Pokalsieger bezwangen. Sie scheiterten anschliessend am prominenten Gegner Paris Saint-Germain (0:4, 0:3). Ein anderer Erfolg war 2022 die erstmalige Qualifikation für die Gruppenphase der UEFA Europa Conference League und somit das erstmalige Erreichen einer europäischen Gruppenphase eines Liechtensteiner Vertreters.
Die liechtensteinische Fussballnationalmannschaft nimmt an WM- und EM-Qualifikationen teil. Der grösste Erfolg war ein 4:0 gegen Luxemburg in der WM-Qualifikation 2006; erst vier Tage zuvor hatte Liechtenstein ein 2:2 gegen den Vize-Europameister Portugal erreicht. Zudem feierten die liechtensteinischen Fussballspieler am 17. Oktober 2007 einen 3:0-Heimsieg gegen Island und am 3. Juni 2011 im Rahmen der Qualifikation für die Europameisterschaft in Polen/Ukraine einen 2:0-Heimsieg gegen Litauen.
Bekanntester Spieler der Nationalmannschaft ist Mario Frick (u. a. FC Basel, Ternana Calcio, AC Siena, FC Balzers), der als erster Liechtensteiner in der italienischen Serie A debütierte (26. August 2001) und in dieser Saison sieben Tore für Hellas Verona erzielte. Inzwischen ist Mario Frick als Fussballtrainer tätig.
FC Vaduz und Nationalmannschaft bestreiten ihre Heimspiele im Rheinpark Stadion in Vaduz, dem 1998 eröffneten Nationalstadion des Fürstentums.

#### Wintersport

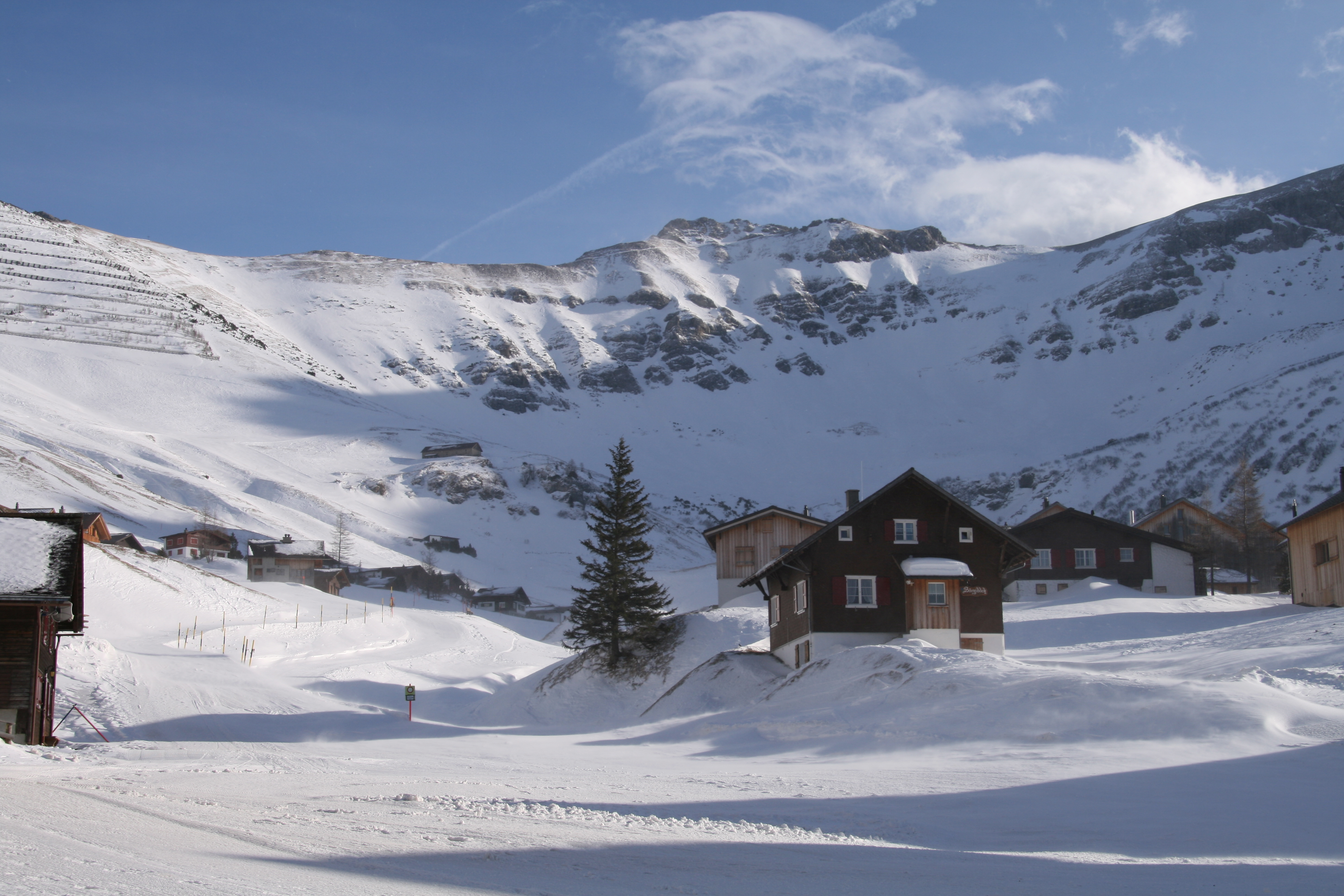
Das Wintersportgebiet Malbun

Im Winter wird in der Gebirgsregion um Malbun Wintersport betrieben. Im Ski alpin hat Liechtenstein einige Erfolge vorzuweisen. Der Höhepunkt war – abgesehen von diversen Weltcup-Siegen –, als die Liechtensteinerin Hanni Wenzel zwei Goldmedaillen und eine silberne bei den Olympischen Spielen in Lake Placid im Winter 1980 gewann. Ausserdem haben sie und ihr Bruder Andreas Wenzel im Jahre 1980 jeweils den Gesamtweltcup gewonnen – dies als einziges Geschwisterpaar in der Geschichte des alpinen Skiweltcups. Dazu kommt eine bronzene Medaille von den Olympischen Winterspielen in Innsbruck. Andreas Wenzel gewann 1980 in Lake Placid eine silberne und 1984 in Sarajevo eine bronzene Olympiamedaille.
Zu Beginn des 21. Jahrhunderts erzielte Marco Büchel verschiedene Erfolge. Gegenwärtig ist Tina Weirather (Tochter von Hanni Wenzel und Harti Weirather) die bekannteste und erfolgreichste Skifahrerin des Landes. Liechtenstein ist in der inoffiziellen Statistik «Olympische Medaillen pro Einwohner» die erfolgreichste Nation überhaupt. Erfolgreiche Langläufer waren Markus Hasler und Stephan Kunz.

#### Inklusion
Special Olympics Liechtenstein wurde 2001 gegründet und nahm mehrmals an Special Olympics Weltspielen teil.